# マーケット・ガーデン作戦
マーケット・ガーデン作戦（マーケット・ガーデンさくせん、Operation Market Garden）は、第二次世界大戦中の1944年9月に行われた連合国軍の作戦。連合軍が、ミューズ川、ライン川、ネーデルライン川及びそれらの川の運河に架かる橋に空挺部隊を降下させて確保させ、ドイツ本土進攻の進撃路にするといった、冒険的な作戦であった。作戦を企画したイギリス陸軍バーナード・モントゴメリー元帥によればこの作戦は、部隊と戦車が疾風のようにオランダを席巻してドイツ本土になだれ込み、ナチス・ドイツを打倒して1944年中に戦争を終わらせるものであった。
連合軍の空挺部隊は様々なトラブルに見舞われながらも、途中までは目標の橋を確保したが、その空挺部隊が敷いた“絨毯”を進撃したイギリス軍機甲部隊が、要所要所でドイツ軍の激しい抵抗にあって進撃が停滞した。敵中最も深い攻略目標であったアーネム（アルンヘム）に降下したロイ・アーカート少将率いるイギリス第1空挺師団は、ドイツ軍精鋭部隊第9SS装甲師団や第10SS装甲師団などの目と鼻の先に降下することとなったため、激しい反撃を受けて大損害を被り、イギリス機甲部隊の到達まで持ちこたえることができずに、9月26日に撤退して作戦は失敗に終わった。
作戦の失敗により、モントゴメリーの目論見通りのドイツ本土への疾風のような進攻は見送られ、結局、ドイツ本土への進攻はこの6か月後となってしまった。作戦目的を達することができなかったうえ、多大な損害を被った連合軍であったが、オランダの国土の大部分を解放し、ナチス・ドイツの圧政と搾取で飢餓で苦しんでいたオランダ国民を救うこととなった。

## 背景

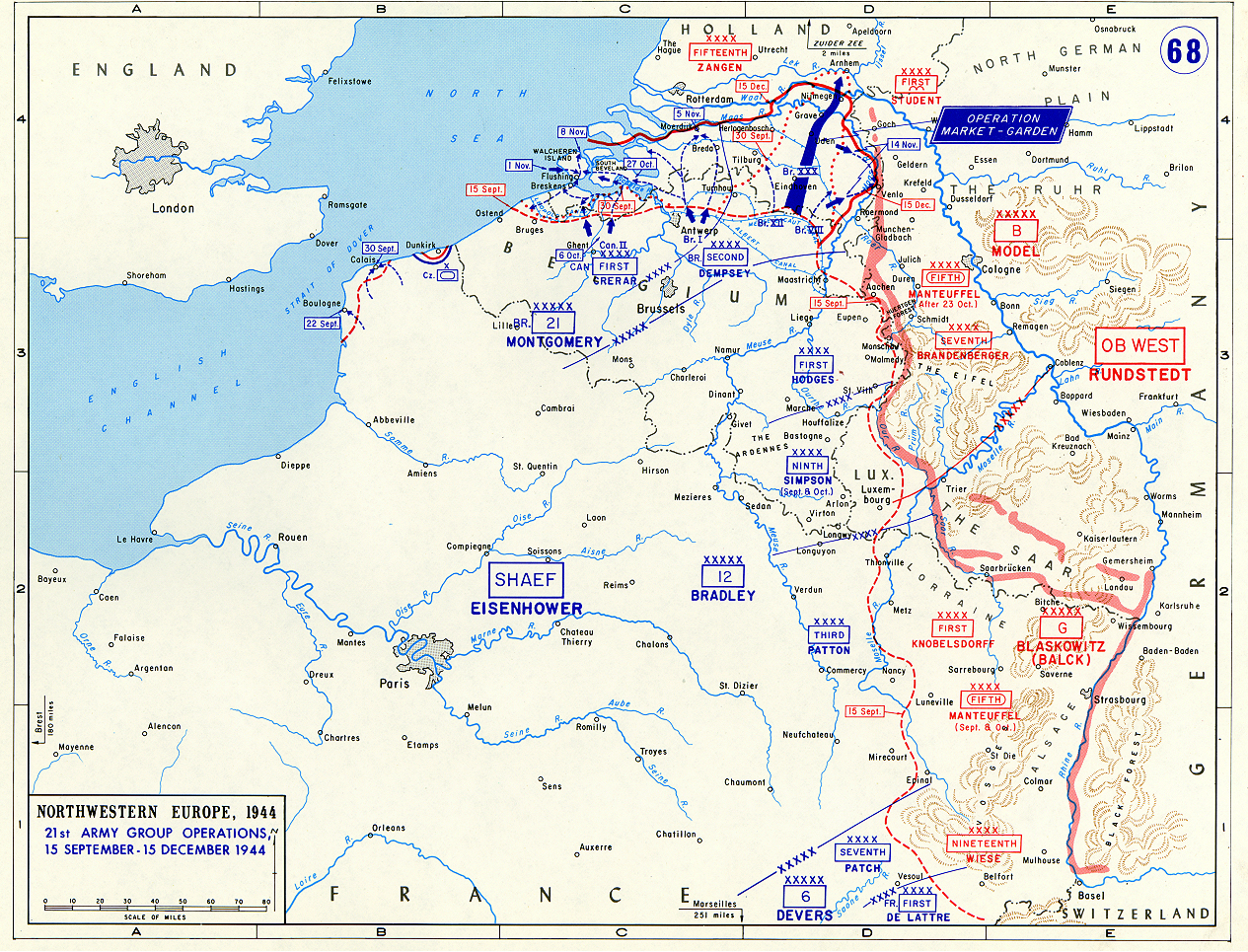
マーケット・ガーデン作戦時の北西ヨーロッパ

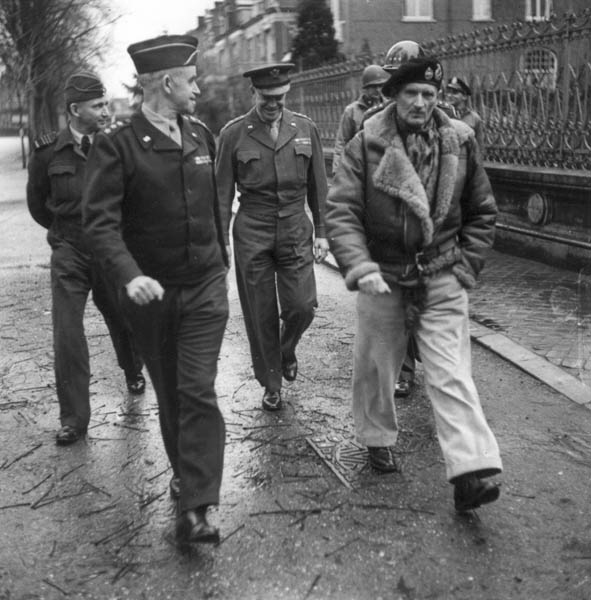
連合軍司令官たち。前列左がオマール・ブラッドレー、右がバーナード・モントゴメリー、後列中央がドワイト・アイゼンハワー

ノルマンディー上陸作戦後の1944年8月、ファレーズ・ポケットなどでドイツ軍に大打撃を与えた連合軍は、それまでの停滞した戦線と異なり急速な進撃を開始した。8月25日にはパリを奪還、9月4日にはイギリス第21軍集団揮下のカナダ第1軍がベルギーのアントウェルペン（アントワープ）を奪還していた。
しかし、この進撃速度は計画を大幅に上回るものであった。当時の連合軍の補給物資はコタンタン半島の先端の港湾シェルブールかノルマンディーの上陸地点を経由しており、イギリス海峡に面した他の重要な港湾は、たとえば1945年5月の降伏までドイツ軍が保持していたダンケルクのように、撤退が間に合わず取り残されたドイツ軍が占拠しているか、あるいは撤退するドイツ軍によりクレーンやデリックなどの港湾施設が破壊され荷揚作業ができない状態にあった。連合軍の各部隊はその補給路の長さから来る燃料・物資の不足に悩まされることとなり、9月初旬には進撃が停滞した。
このためイギリス海峡に面した港湾を確保し、新しい補給路を構築することが早期進撃再開のために必要と考えられた。アントウェルペンは世界有数の良港であり、クレーンなどの港湾設備が残存していたため、連合軍にとってイギリス海峡に面した新たな補給拠点になる重要な候補であった。しかし港湾設備の大半はスヘルデ川を遡上した内陸にあり、また内水への航路上にはまだ機雷が敷設されていたため掃海の必要があった。唯一利用可能な河口域（オランダ領）の施設はドイツ軍が排除されておらず、港湾としての機能が果たせない状態にあった。河口域南岸のドイツ軍残存部隊に対してはカナダ第1軍が掃討作戦を展開中であったが、北岸のドイツ軍は手付かずの状況にあり、この地域のドイツ軍を残存させることはアントウェルペン港完全解放、ひいては連合軍全体の補給の障害となっていた。
しかし、アントウェルペンが属する連合軍戦線北部を担当する第21軍集団司令官バーナード・モントゴメリー元帥は、連合軍にとって重要なアントウェルペンの安全確保よりは、戦争を早期に終わらせるために、連合軍の戦力を北部方面に集中させ、海岸線を掃討してベルギーに強力な航空兵力を配備して、一気にラインの下流域でドイツ国境を突破し、ルール工業地帯に進攻するという壮大な構想を描いていた。しかし、SHAEF司令官ドワイト・アイゼンハワー元帥の方針は、圧倒的な連合軍の戦力でもって戦線全域でひたひたとライン川一帯まで進出させ、そのままドイツ領内に入るという“広域進撃戦略”であった。
モントゴメリーは自分の作戦方針を認めさせることと、その作戦の責任者を第12軍集団司令官オマール・ブラッドレー中将ではなく自分へ任じること求めるために、参謀長のフレディ・ド・ギャンガン准将を使いとしてアイゼンハワーと面談させたが、アイゼンハワーは否定的であった。アイゼンハワーは連合軍の既定路線を変更する気は全くなかったが、モントゴメリーは実戦の指揮経験に乏しいアイゼンハワーを見下しており、この後も執拗に自分の作戦方針を採用するようにアイゼンハワーに迫り、自らもブラッドレーと面会して自分の作戦方針を熱く説き続けた。
その後の1944年8月23日に、ついにアイゼンハワーに直談判する機会に恵まれたモントゴメリーは、お互いの幕僚を外させると2人きりで約1時間話し合った。冒頭でモントゴメリーはアイゼンハワーの方針である広域進撃戦略の問題点を下記のように指摘した。
さらに慇懃無礼な言葉で、「あなたは最高司令官なのだから、地上軍総司令官の地位に降りてはいけません」「最高司令官は常に高い位置から、全ての込み入った問題について公平な判断をすることが必要ですので、地上戦闘専門に担当するものを決められてはいかがですか？」などと、自分に地上戦を仕切らせるような要求も行った。アイゼンハワーはこれらのモントゴメリーの要求ははねのけたが、第21軍集団への兵力や物資の手厚い手当を行うことを約束させられた。
しかし、モントゴメリーがこれで諦めることはなかった。2個の軍集団を束ね、自分が指揮して戦線北部を突破するという作戦方針こそ諦めたものの、目前のドイツ軍に崩壊の兆しが見え始めると「ドイツ軍敗れたり、ルールどころか一気にベルリンまで進撃できる」「真に強力かつ果敢な攻撃を実施するときが到来した」と考え、9月4日には、自らの第21軍集団で、ルールを経由した北部戦線での集中攻撃を行うべきとする上申をアイゼンハワーに行った。モントゴメリーの自分の作戦方針に対する自信は、前回アイゼンハワーにかみついた時を遥かに上回っていた。モントゴメリーはこのアイゼンハワーとのやり取りの前から、ルールに進撃路上にあるミューズ川、ライン川等の河川の渡河点を確保するため、空挺部隊の活用を考えており、9月3日にはイギリス第1空挺軍団司令官フレデリック・ブラウニング中将を呼んで、空挺師団が降下する最適地について検討させていた。また、9月6日にオランダ軍の最高司令官であったオランダ王配ベルンハルトの表敬訪問を受けた際、「私は、あなたと同じようにオランダをなんとかして解放したいだけです」「私は部隊を進めるために、空挺作戦をいま計画しているところです」と語ってベルンハルトを驚かせている。

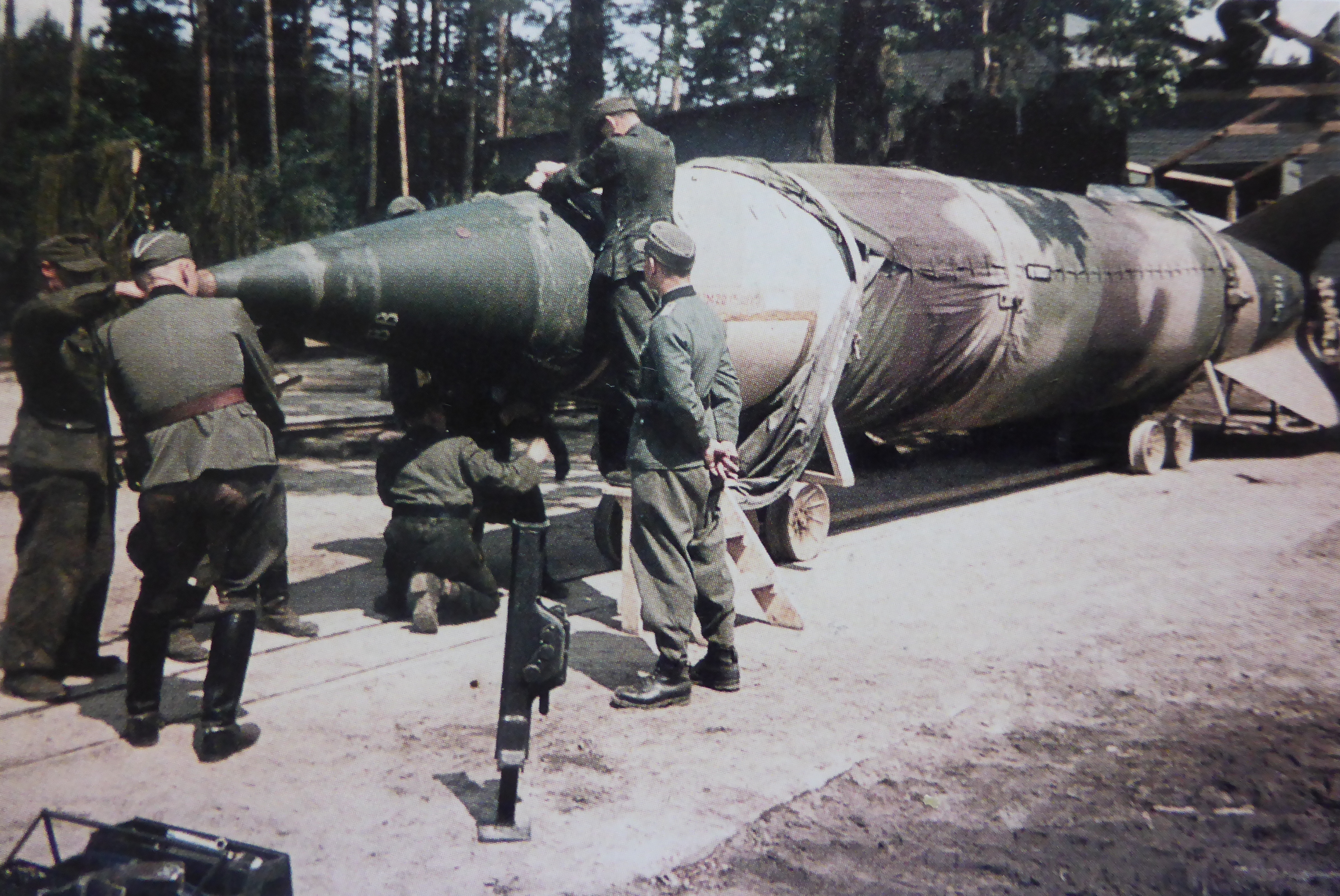
ポーランドのブリズナ発射場で発射準備されるV2ロケット、V2の脅威はマーケット・ガーデン作戦実施理由の一つとなった。

アイゼンハワーの返答は9月7日に到着したが、モントゴメリーが求めていた攻勢のための補給物資の集中配分は却下された。モントゴメリーはすぐに抗議の電文を送り返すとともに、再びアイゼンハワーへの直談判を決意した。モントゴメリーがこれほどまでに自分の作戦方針実現へ熱意を見せていたのは、自分が誰よりも早くライン川を渡って、ドイツ本土攻略の一番手になりたいという強い拘りがあったのに加えて、9月8日にV2ロケットによる初のロンドン攻撃が開始されたという報告を受けていたこともあった。V2は超音速で飛来するため、当時の技術では迎撃不可能であり、その発射地点と目されていたアムステルダムやロッテルダム一帯を早急に掃討するようにというイギリス本国からの切実な要請があっていたことも理由の一つとなっていた。
9月10日に再びアイゼンハワーとモントゴメリーは、ブリュッセル飛行場に着陸したアイゼンハワー専用機内でお互いの意見を戦わせた。既にアイゼンハワーはモントゴメリーが大規模な空挺作戦を検討しているという情報を掴んでいたが、アイゼンハワーは8月に連合軍各国の空挺部隊で編成した連合軍第1空挺軍の活用の機会を模索しており、モントゴメリーの構想はこのアイゼンハワーの要望にかなうものであったが、モントゴメリーが要求する補給物資の集中配分については明確に拒否した。モントゴメリーは自分の想い通りにならないことにいら立ちを感じており、膝を痛めて行動もままならないアイゼンハワーに対して、大声で持論をまくし立てるなど、礼を失する振る舞いをしてしまった。そこでアイゼンハワーはモントゴメリーの膝に片手を乗せると穏やかな口調で「控えたまえ、モンティ。そんな口をきいてはいけない。ボスは私だ」と叱責し、モントゴメリーはようやく自分の非礼を認めて「すまないアイク」と謝罪した。
その後もモントゴメリーは自分の作戦を説明し続けたが、アイゼンハワーはこれまで望んでいた空挺部隊の活用ができることに興味を示して、ついには「先ずはライン川から片づけていこう」と、ルールへの進撃路構築のための戦線北部への進出作戦の延長という“限定的な作戦”という条件付きで、ついにモントゴメリーの作戦計画を承認し、9月12には正式な命令が下った。慎重に慎重を重ねた作戦でエル・アラメインの戦いでエルヴィン・ロンメル元帥に勝利したことを知っていたアメリカの指揮官たちは、そのモントゴメリーが発案した冒険的な作戦計画に度肝を抜かれて、ブラッドレーは「絶対禁酒主義のモンティが酩酊して千鳥足で司令部を訪れる姿を見たとしても、この作戦計画を聞いた時ほどの衝撃は受けなかっただろう」と振り返っている。

## 計画

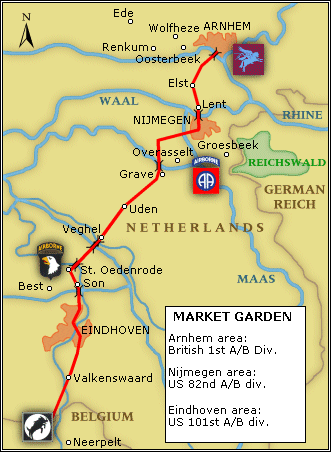
マーケット・ガーデン作戦におかる各空挺師団の降下位置

計画は二つの作戦、第1空挺軍の降下によってルート上の主要な橋を確保する「マーケット作戦」および英第2軍の第30軍団が先頭に立って、国道69号線に沿い3ないし4日でドイツ・オランダ国境付近まで北上する「ガーデン作戦」から成った。ニーダーライン川を越え北岸の町アーネム（アルンヘム）まで押さえればジークフリート線を完全に迂回してドイツ本国への進撃路を確保することができる。

### マーケット作戦

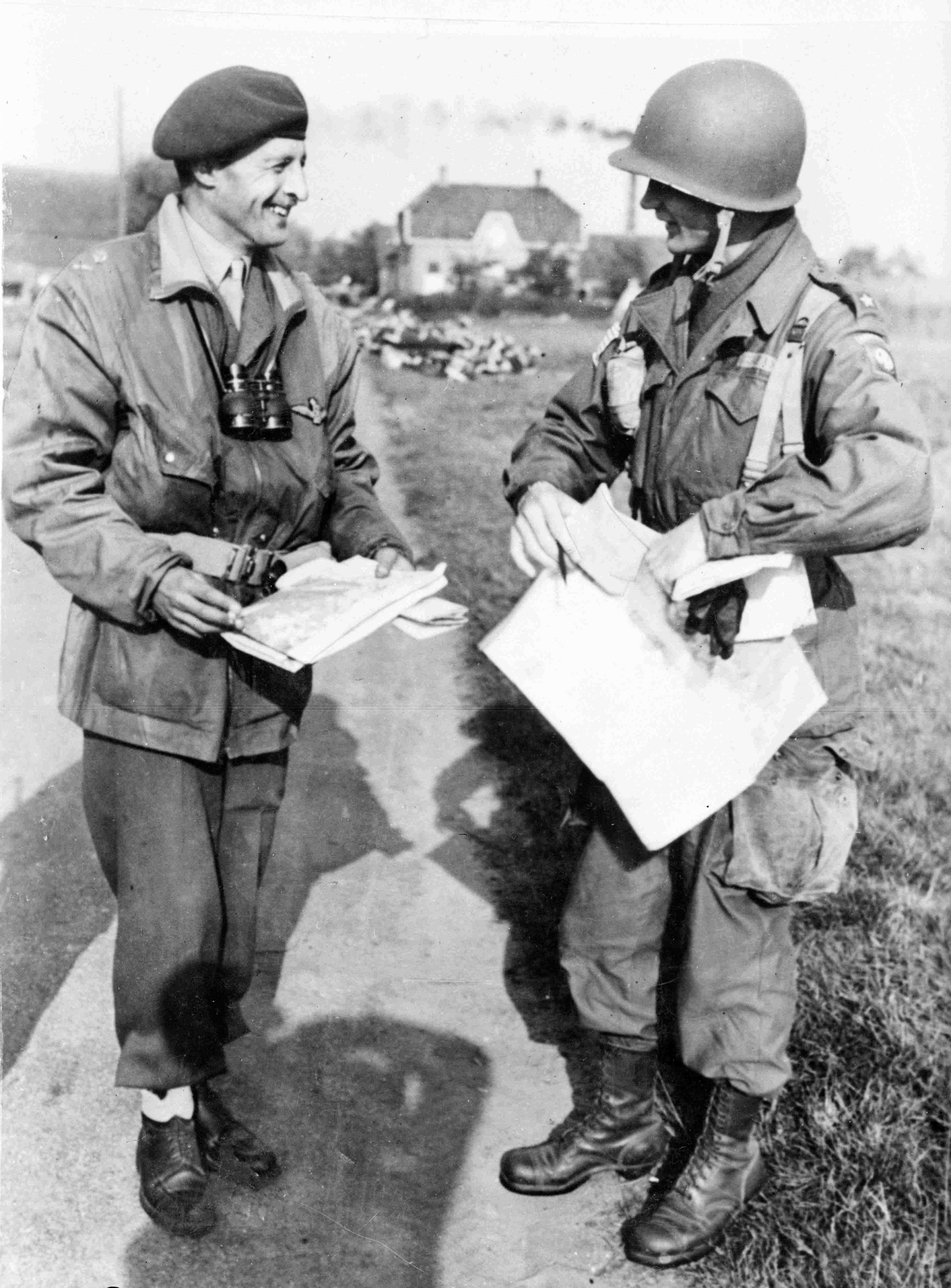
連合軍第1空挺軍副司令官フレデリック・ブラウニング中将（左）と第82空挺師団長ジェームズ・ギャビン中将（右）

「マーケット作戦」は大規模空挺作戦の提唱者であったブラウニング(連合軍第1空挺軍副司令官に就任)の計画が骨子となった。連合軍第1空挺軍のうち、イギリス軍の第1空挺師団とアメリカ軍の第101空挺師団と第82空挺師団の合計3個師団とポーランド第1独立パラシュート旅団を投入し、最後にライン川（支流ネーデルライン川）まで至る、アイントホーフェン、グラーヴェ、ナイメーヘン、アーネムに至る線を進撃するイギリス第30軍団のための進撃路を空挺3個師団が予め確保し、空挺部隊によって敷かれた“絨毯”の上をイギリス第30軍が進撃しようという作戦計画であった。
空挺部隊の対処が必要とされた、進撃路最大の障害は、ミューズ川とライン川とその支流と運河に架かる、ソンのソンセ橋、ヴェーゼル近郊のボクステル - ヴェーゼル鉄道線の鉄道橋ゲネプ橋、グラーヴェのミューズ橋、ナイメーヘンのワール橋、アーネムの道路橋（橋名なし）の5つの橋であった。これらの橋は、機甲部隊が急進撃するために無傷で確保する必要があり、極めて危険性が高い作戦であったが、こういった奇襲攻撃を実行するために厳しい訓練で鍛えられてきた空挺部隊にはうってつけの作戦とも言えた。
橋の確保には3個空挺師団と1個旅団が投入される計画で、第101空挺師団がアイントホーフェンに降下してソンセ橋とゲネプ橋を確保、第82空挺師団がナイメーヘンに降下してミューズ橋とワール橋を確保、そして敵中最も深い位置となるアーネムにはイギリス第1空挺師団とポーランド第1独立パラシュート旅団が降下して橋を確保することとなっていた。自分が計画にかかわった作戦とはいえ、ブラウニングは敵中深くに孤立することになるイギリス第1空挺師団を心配して、9月12日の作戦協議中、モントゴメリーに「機甲部隊の到着まではどれくらいかかりますか？」と尋ねたところ「2日だ」と即答された。なおもブラウニングは作戦地図をじっと見つめながら、自分に言い聞かせるように「我々としては4日間は持ちこたえられます」と言ったのち、さらに以下のように付け加えた。
モントゴメリーはブラウニングに早急に準備を終える様に命令した。モントゴメリーによれば、2～3日中に攻撃を開始しなければ、作戦の開始時期を逸してしまうということであった。そのうえでモントゴメリーはブラウニングに「いつ準備ができるか？」と聞いてきたが、ここまでモントゴメリーに詰められたブラウニングは「9月15日か16日になるでしょう」と当てずっぽうに2～3日後の日付を言いざるを得なかった。モントゴメリーはブラウニングからの返答を聞き作戦開始日を9月17日に決定した。ブラウニングはこんな大作戦の準備を2～3日間で終えなければいけないという重要性に鑑み、すぐにイギリスに帰ると、連合軍第1空挺軍司令官のルイス・ブレアトン中将と参謀長のフロイド・ラビニアス・パークス少将に報告したが、この大規模空挺作戦はイギリス軍のモントゴメリーとブラウニングの間で検討されていたものであり、アメリカ軍のブレアトンとパークスはここで初めて作戦を知ったという慌ただしさであった。

### ガーデン作戦

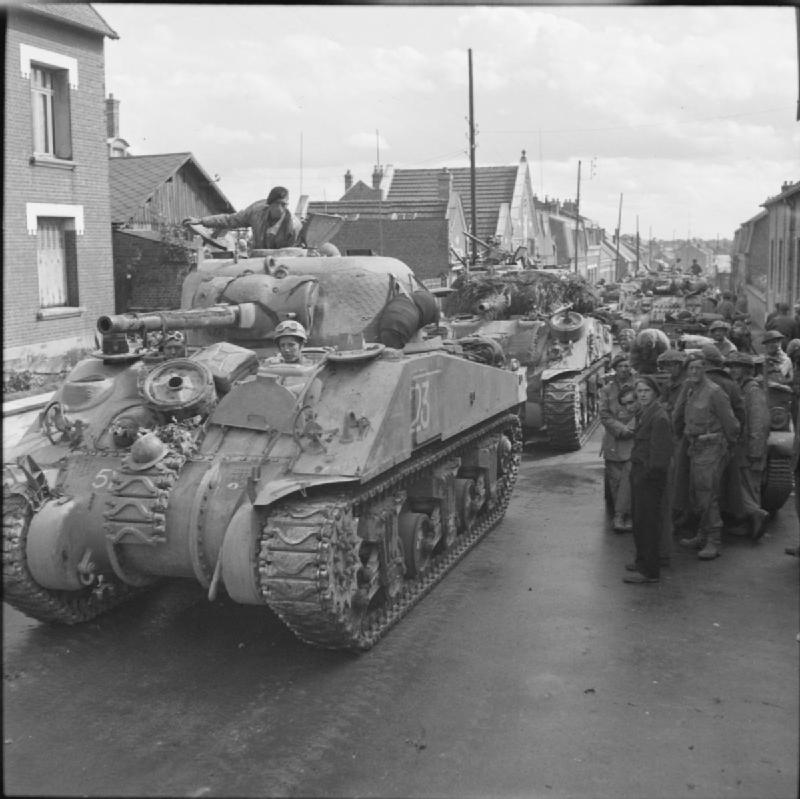
イギリス軍第30軍団近衛機甲師団のM4中戦車

「マーケット作戦」で敷かれた空挺部隊の絨毯の上を進撃する「ガーデン作戦」の主力戦力はイギリス第2軍（司令官：マイルズ・デンプシー中将）隷下イギリス第30軍団（司令官：ブライアン・ホロックス中将）であった。モントゴメリーは「マーケット作戦」の成功を疑っておらず、むしろ「ガーデン作戦」を心配していた。その心配は、再三に渡ってアイゼンハワーに要求し続けている、「補給の絶対的優先権」の確実な保証と、ドイツ進攻を競い合っていた第3軍司令官ジョージ・パットン中将の存在であった。モントゴメリーは「マーケット・ガーデン作戦」が決まった後も、アイゼンハワーに「補給の絶対的優先権」の保証とパットンの進撃停止を要求し続け、アイゼンハワーは「モンティは全部よこせと要求してくる」とうんざりしながらも、「マーケット・ガーデン作戦」の安全を人質にするようなモントゴメリーに屈して、ついに、1日1,000トンの補給の保証と、ザール地方に進撃する計画であったパットンの停止を約束してしまった。ほぼ自分の要求を通したモントゴメリーは、自分の作戦がアイゼンハワーらSHAEFの作戦に勝っていたと勝ち誇った。
このようにモントゴメリーが連合軍内の政治的な争いばかりに力を注いでいたのは、オランダのドイツ軍は殆ど戦力らしい戦力を持たないと思い込んでいたからであった。モントゴメリーは自分の方針通りに作戦を開始できれば、たちまちライン川の渡河に成功してドイツ本土のルール地方に攻め込むことができ、そうすればアイゼンハワーもモントゴメリーを止めることができなくなって、ベルリンまでの進撃を許可せざるを得ず、自分の手で戦争を終結させられると壮大な構想を描いていた。オランダ国内のドイツ軍を過小評価していたのはアイゼンハワーも同様で、連合軍スパイからの情報や偵察を検討した結果、「ドイツ軍は長期間、大急ぎで退却をしたあと混乱が続いており、オランダにはドイツ軍の小部隊はたくさんいるが、大規模な組織だった抵抗をする能力はない」と評価していた。
しかし、連合軍の指揮官全員がアイゼンハワーやモントゴメリーの様に楽観的であったわけではなく、イギリス第2軍司令官デンプシーは、主にオランダ国内で活動するレジスタンス組織からの情報で、アイントホーフェンとアーネムでドイツ軍が戦力増強を図っていること、また、大損害を被った戦車師団が、「マーケット・ガーデン作戦」の作戦地区内で、戦力補充と休養を行っているなどの情報を掴んでいた。デンプシーは作戦の大きな懸念材料となるこれらのニュースを、アイゼンハワーとモントゴメリーどちらにも報告したが、軍内に漂う楽観的ムードの中で、このデンプシーの正確性が高い報告を誰も気にすることはなかった。

### 難問山積での作戦開始

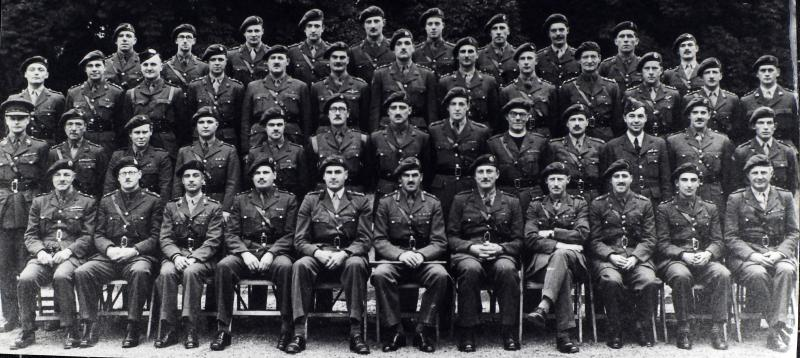
イギリス軍第1空挺団、最前列中央が師団長のロイ・アーカート少将

短い作戦計画期間中に詰めなければならない問題点がいくつもあった。もっとも困難な問題の一つが、イギリス第1空挺師団とポーランド第1独立パラシュート旅団が降下する予定のアーネムへの降下地点であった。ライン川南岸の土地は、海を干拓して造成した土地であり、無数の水路と堤防が蜘蛛の巣のように張り巡らされており、道路は貧弱なうえ、身を隠すような遮蔽物も少なく、ドイツ軍に狙い撃たれる危険性が高かった。また、埋め立て地であるため地盤は軟弱でグライダーの着地に耐えられないと考えられ、降下可能地点はかなり限定されることとなった。イギリス第1空挺師団を率いるのは新任のロイ・アーカート少将であった。アーカートは第二次世界大戦開戦以来、あらゆる戦場で戦ってきた実戦型の猛将であったが、空挺部隊の従軍経験はこれまでなかった。それにもかかわらず、短期間のうちに重大な決断を次々と迫られることとなった。
アーカートが迫られた最も重要な決断の一つが師団の降下点であった。上述の通り、アーネム周辺の地形的特性から降下点は限られていた。アーカートはイギリス空軍にアメリカの師団と同じように目標の橋の近隣への降下を望んだが、目標の橋の北側にはすぐに人口密集地となっており、とても無事に降下できそうにもなかった。また、南側には一見は降下に適するような平地が広がっていたが、この平地はオランダの典型的な海岸埋め立て地で、湿地帯となっており、グライダーの着陸は困難であった。さらに、オランダを爆撃した爆撃機パイロットから、アーネムの北方11kmにあるデーレン飛行場のドイツ軍高射砲が30％増強されているという報告が入った。その報告を聞いたイギリス空軍輸送機隊は、アーネムまで接近して空挺部隊を降下させると、帰路でデーレン飛行場からの猛烈な高射砲弾幕の中に飛び込んでしまうこととなるため、アーネムに最接近することに反対した。アーカートはやむなくアーネムの橋から最大で9マイルも西の地点（オーステルベーク）への降下を認めざるを得なかったが、のちに「本物の空挺指揮官なら決してそんなことには同意しなかっただろう」と批判されることになった。
難問はこれだけで終わることはなく、空挺隊員をオランダまで運ぶ輸送機が全く足りていなかった。輸送機の不足は特にイギリス空軍で深刻であり、パラシュート降下する落下傘部隊の隊員は、主にアメリカからレンドリースされたC-47（イギリス軍呼称：ダコタ）で輸送するのに対して、火砲などの重火器、食料や弾薬などの物資、また落下傘部隊以外の空挺隊員は、680機も用意されたグライダーで輸送することとなっていたが、落下傘部隊を輸送するダコタの数すら足りておらず、やむなくグライダーを牽引したのは、爆撃任務から外されていたショート スターリング爆撃機となった。それでも輸送機不足は解消できず、イギリス軍とポーランド軍の空挺部隊は3日に分けて降下することとなってしまった。アーカートは後にこの時の自分に課せられた任務の困難さを「私の抱えている問題は、第一次空輸で十分な兵力を地上で握ることであった。主要橋梁を確保するばかりでなく、また後続の空輸部隊のために降下地区と着陸地点を監視、防衛するためにである」「第一日目に主要橋梁奪取のため、私の兵力をたったパラシュート1個旅団に減らされた」と振り返っている。アーカートがこのような拙速な作戦計画でもブラウニングに反論することなく従ったのは、イギリス第1空挺師団はノルマンディー上陸作戦に参戦しなかったばかりか、その後16回も参加予定の作戦が見送りとなって焦りを感じており、なるべく早く実戦参加を望んでいたという事情もあった。
連合軍の殆どが「マーケット・ガーデン作戦」に前のめりになるなかで警鐘を鳴らし続ける関係者も少なからず存在した。上述のデンプシーに加えて、作戦推進派の中心でもあったブラウニングの参謀のブライアン・アークハート少佐もデンプシーの報告を見て作戦に懐疑的になった関係者の一人となった。アークハートはデンプシーの報告書を見て「再装備のためオランダに敗走したドイツ軍の機甲部隊がいる」と確信し「本当にとても気が気ではなかった」という状態となり、自分の意見に耳を傾けてくれそうな関係者をつかまえては作戦に反対であることを説いた。アークハートはブラウニングらがドイツ軍を完全に舐めていることに危機感を抱き、以下の様に考えた。
しかし、ドイツ軍戦車の存在はレジスタンス組織の情報のみで決定的な証拠がなかった。それをいいことにブラウニングらは計画準備を押し進めていたが、ついに作戦開始直前になってアークハートは決定的な証拠を掴んだ。アーネム周辺を低空で偵察した、偵察機型のスーパーマリン スピットファイアの撮影した数百枚の写真の中の5枚にドイツ軍戦車が写っていた。アークハートは「これで万事休す」と考えてブラウニングに事務所に飛んで行ったが、ブラウニングは写真を丹念に見た後「私が君だったら、少しも心配なんかしないね」「こんなもの（戦車）は恐らく役に立たんだろう」などと想像もできなかった返事が返ってきた。驚いたアークハートは「役に立つ、立たないはともかく、戦車には変わりはないし、砲も持っているんですよ」と食い下がったが、ブラウニングが考え直すことはなかった。このときアークハートが知る由もなかったが、作戦に前のめりなブラウニングの幕僚の一部が「この若僧の情報将校が熱心なのにも程がある」と苦々しく思っており、讒言を繰り返していただけでなく、ブラウニングも上からの圧力で今更作戦を見直すことができるはずもなかった。この後、アークハートは「疲労困憊」と軍医から言われて、無理やり休暇をとらされてイギリスに帰国するよう命じられた。

### 連合軍の編成

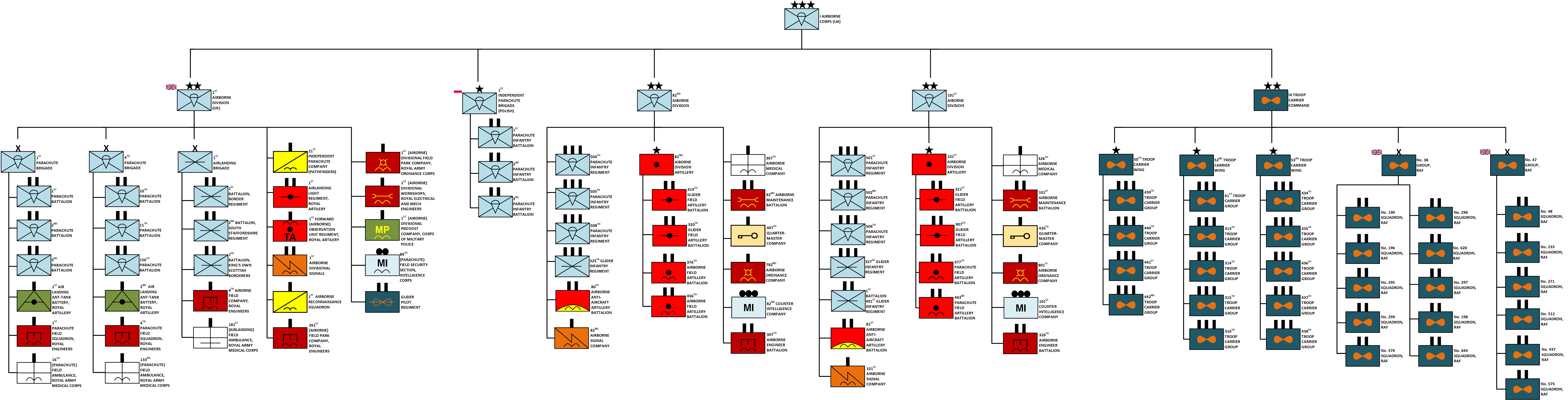
マーケット・ガーデン作戦当時の連合軍第1空挺軍組織図

- 連合軍第1空挺軍
- イギリス第1空挺軍団
  - イギリス第1空挺師団
  - ポーランド第1独立パラシュート旅団
  - 第82空挺師団
  - 第101空挺師団

- 第21軍集団
- イギリス第2軍
  - イギリス第30軍団
    - イギリス近衛機甲師団（英語版）
    - 第43（ウェセックス）歩兵師団（英語版）
    - 第50（ノーサンブリア）歩兵師団（英語版）
    - イギリス第8機甲旅団（英語版）
    - オランダ王立旅団（英語版）

### ドイツ軍

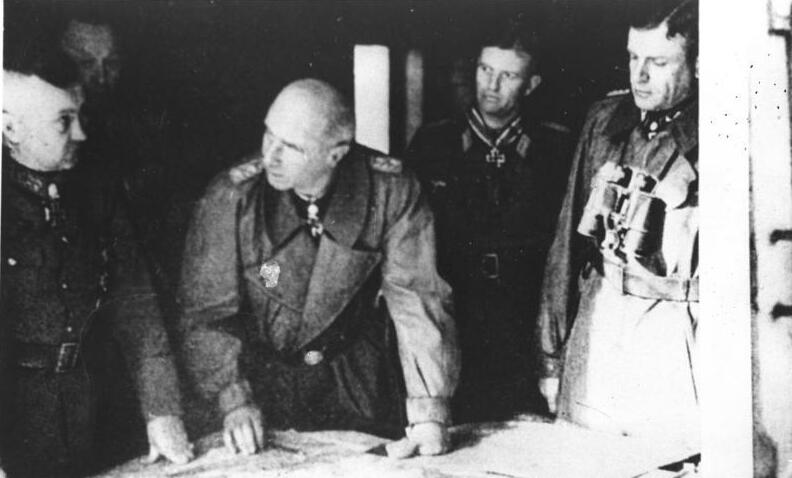
マーケットガーデン作戦に対するドイツ軍司令官、左からヴァルター・モーデル、クルト・シュトゥデント、ヴィルヘルム・ビットリヒ、クナウスト・ハンス・ペーター（少佐）、ハインツ・ハルメル

ドイツ軍の敗走は、9月前半にゲルト・フォン・ルントシュテット元帥が西方総軍司令官に着任することでようやく食い止められた。ヴァルター・モーデル元帥から代わったルントシュテットは、2ヶ月前にその職を解任されたばかりであった。ルントシュテットはアドルフ・ヒトラーには疎まれていたが、ヒトラーは危機的戦況に常勝無敗のルントシュテットにすがるしかなく、また、ルントシュテットの復職は前線の多くの将兵を歓喜させた。しかし、ノルマンディーでドイツ軍が受けた損害は破滅的なもので、30万人の兵士が死傷もしくは行方不明となり、20万人が包囲され孤立し、戦車1,700輌、火砲3,500門と膨大な資材を失っていた。隷下には2個軍集団48個師団があるとされていたが、これは張子の虎に過ぎず、装甲15個師団と4個旅団で保有している戦車はせいぜい100輌で、歩兵師団の定員割れもひどく、正味27個師団分の戦力しかなかった。ルントシュテットはこの戦力で、戦車を少なくとも2,000輌を擁し、完全機械化された連合軍60個師団（これはドイツ軍の過大評価で実際は49個師団）を相手にしなければならなかった。
ルントシュテットは戦局を全く楽観的には捉えておらず、「我々は何とかしてあと6週間は持ち堪えなければならない」と大胆な戦線の再構築をしようと考えていた。そのなかにはモントゴメリーのイギリス第21軍集団の快進撃により分断され、フランスパ＝ド＝カレー県に孤立していたドイツ第15軍の救出による戦力の充実もあった。ルントシュテットは慎重な作戦方針のモントゴメリーが、第15軍の殲滅を急ぐことはないと考えて、司令官のグスタフ＝アドルフ・フォン・ツァンゲン大将に包囲からの脱出を命じ、スヘルデ川渡河のための貨客船や艀を準備させた。第15軍の包囲網脱出はイギリス軍のわずか数km先で行われたが、ルントシュテットの読み通り、モントゴメリーは積極的に脱出の阻止をすることはなく、第15軍は大きな損害を受けずにオランダへの脱出に成功した。のちにこの第15軍は「マーケット・ガーデン作戦」の阻止に大きく貢献することとなる。
ルントシュテットの着任により、モーデルは西方総軍司令官との兼任を解かれB軍集団司令官の専任となった。B軍集団はベルギー・オランダ方面を侵攻・防衛するための歩兵が主力の部隊であったが、A軍集団（フランス侵攻部隊）の事実上の壊滅により撤退中のSS装甲師団も臨時に統括することになっていた。またフランス北部から撤退した第15軍の残存兵力も合流させた。モーデルの指揮下となったヴィルヘルム・ビットリヒ親衛隊中将の第2SS装甲軍団（第9SS装甲師団、第10SS装甲師団）はファレーズ・ポケットで壊滅的な打撃を被って、特に第9SS装甲師団は師団からカンプグルッペに格下げになったほどであり、イギリス軍は取るに足らない存在と判断していたが、戦車は失っていても、2個師団で7,000人もの精強な武装親衛隊員を擁していたうえ、相当数の装甲車やハーフトラックを保有しており、決して侮れる様な戦力ではなかった。モーデルはこの2個師団の休養と再編成のため、戦線からの離脱と、アーネム近郊への移動を命じた。モーデルがアーネムを選んだのには特別な意味はなく、のちにビットリヒが以下のように述懐している。
モーデルがこの時点でのアーネムの戦略的価値を認識しておらず、「何事も起こっていない平和な地域」であったので、近くのオーステルベークにあったターフェルベルフ・ホテルに自分の司令部をおき、幕僚を近くのハルテンシュタインホテルに住ませた。結果的にこのモーデルの何気ない決定が、「マーケット・ガーデン作戦」に決定的な役割を果たすこととなった。
ドイツ軍の空挺作戦の第一人者であったクルト・シュトゥデント上級大将は、クレタ島空挺作戦で大損害を被ったことにより、ヒトラーの不興を買い、デスクワーク中心の閑職で不遇をかこっていた。しかし3年ぶりに主流に返り咲き、新設の第1降下猟兵軍の司令官を任じられた。しかし、空挺軍とは名ばかりで、主力は第719歩兵師団（オランダ占領部隊。シェルト川北岸などに駐屯）と第176歩兵師団（病傷兵が大半）など寄せ集めで編成された歩兵師団であったが、主力の弱兵に加えて、降下猟兵の精鋭である第6空挺連隊と他の降下猟兵1個大隊3,000人を託されており、これらの空挺部隊はドイツ全土でほぼ唯一の戦闘即応部隊であった。他にも武装親衛隊の装甲擲弾兵部隊や装甲砲兵部隊も隷下に入っており、それら武装親衛隊の部隊はハインリヒ・ハインケ親衛隊大佐の指揮下でハインケ戦闘団として編成されていた。シュトゥデントは、ベルギー・オランダ国境沿いに防衛線を構築することとなったが、そこにドイツ第85師団を指揮していたクルト・チル中将が、フランスで敗残兵をかき集め混成部隊を形成し、シュトゥデントの第1降下猟兵軍の指揮下に入った。シュトゥデントはオランダ・ベルギー国境付近にこれらの部隊を一斉配備し、防衛線としての体裁を取り敢えずは整えた。この後、ドイツ軍の空挺作戦の第一人者が、アーネムのSS装甲軍団のビットリヒと共に、連合軍による史上最大規模の空挺作戦と対峙することになった。

## 戦闘

### 一日目、1944年9月17日（日）

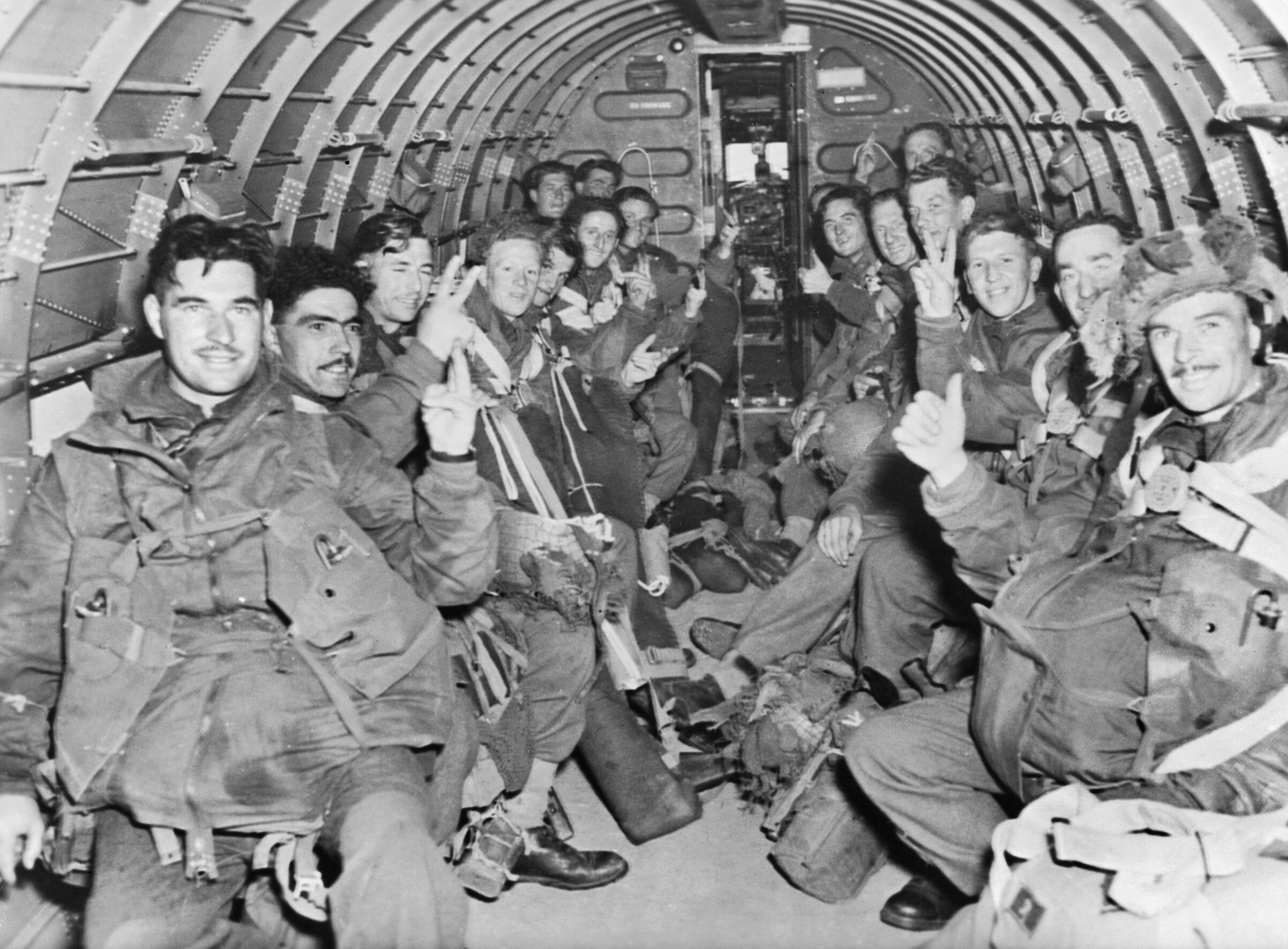
出撃直前のイギリス第1空挺旅団兵士（1944年9月17日）

#### イギリス軍空挺部隊
午前9：00に天気予報通りに霧が晴れると、空挺部隊を運ぶ輸送機の安全を確保するため連合軍の戦爆連合1,419機が出撃しドイツ軍の高射砲陣地を叩いた。またイギリス軍の爆撃機84機がナイメーヘンとアーネムのドイツ軍兵舎を爆撃した。そして午前10：25に1,131機の戦闘機に護衛された輸送機1,545機、グライダー478機がオランダに向けて飛び立った。この空を覆いつくさんばかりの大編隊であったが、前述の通り、イギリス第1空挺師団とポーランド第1独立パラシュート旅団を輸送する輸送機の数は足りておらず、攻撃初日の17日にアーネムに降下できるのは12,000人の将兵のうちでわずか5,300人であった。この5,300人は主にイギリス第1落下傘旅団とイギリス第1空挺旅団及び師団長のアーカート以下の師団司令部の将兵で構成されており、ドイツ軍が作戦目標であるアーネムの道路橋を爆破する前にその確保を求められていた。
事前の戦爆連合による露払いもあって、輸送機隊は順調にアーネムに向かって飛行していた。この日にアーネムに向かったグライダーのうち24機が不時着し、9機が高射砲で撃墜されたが、想定を下回る損害であった。師団兵士は次々とグライダーやパラシュートで降下したが、ドイツ軍の抵抗は殆どなかった。降下に成功したアーカートはあまりの静けさにかえって不気味さを感じながらも、師団兵士5,191人が無事に降下できたと報告を受けて「こんな嬉しいことはなかった。全てが順調にいくように思われた」と胸をなでおろしている。作戦計画ではイギリス第1落下傘旅団がアーネムの橋の確保を担当し、イギリス第1空挺旅団は翌日の残余部隊のための降下予定地を確保することとなっており、まずはアーネムに偵察のため、フレデリック・ガフ中佐率いる第1空挺師団偵察隊が、グライダーで降下させたジープで出動しようとしたが、不時着と撃墜されたグライダーのなかに多数のジープが搭載されており、22台のシープを失っていた。偵察には残余のジープで足りたが、作戦早々に他の部隊は機動力を失ってしまうことになった。
ガフの偵察隊から攻略目標のアーネムの鉄道橋まで12kmでありジープであれば30分以内に到達できると思われていたが、1㎞も進まないうちにドイツ軍の第16装甲擲弾訓練予備大隊（セップ・クラフト親衛隊少佐麾下）と交戦となり、激しい銃撃戦の末に7人の兵士が戦死し、4人が捕虜となってしまった。指揮官のガフのジープは遅れていたので無事であったが、偵察隊は大損害を被ってアーネムへの1番乗りはできずに撤退を余儀なくされた。次にイギリス第1落下傘旅団の3個大隊が、3方向からアーネムの道路橋確保を目指して前進を開始した。このうち北から進撃した第1大隊と、中間を進撃した第3大隊ともに第9SS装甲師団「ホーエンシュタウフェン」の防衛線に掴まって進撃を止められた。特に第3大隊を足止めしたのはゼップ・クラフトであり、ガフの師団偵察隊に加えて、第3大隊も巧みな防衛戦によって深刻な損害を被らせている。この戦闘の最中に、ドイツ軍のアーネム防衛の責任者第642フィールドコマンド司令官フリードリヒ・クッシン少将が軍用車で移動中に第3大隊兵士の銃撃を受けて戦死している。クッシンはマーケット・ガーデン作戦において戦死した最高位の軍人となった。
ジープの他にもイギリス軍に大きな問題が判明した。各部隊が保有していた無線機の通信距離がなぜか異常に短くなっており、さらに受信する信号も弱弱しく、音声がかすかに聞き取れる程度であった。そのため、師団司令部は各部隊が前進して行くにつれて次第に連絡が取りづらくなっていた。イギリス第1空挺師団司令部の通信兵は必死に通信機を点検したが、どこに欠陥があるのか全くわからなかった。これは、イギリス軍が持ち込んだ無線機の性能そのものに問題があって、もともと通信距離が短い通信機であったが、作戦範囲が狭かったことからこの通信距離でも十分と考えて持ち込まれたものであった。この通信機はこれまでイギリス軍の空挺師団で戦ってきた戦場では十分な性能を持っていたが、オランダは海抜より低い地域が多いうえ、市街地での戦闘となったことから建物や樹木に遮られて、さらに通信距離が短くなってしまっていた。仕方なく、前進する部隊と司令部の間を中継するため、通信機を載せたジープを派遣したが、中継車からの信号も弱くやがて前進する各部隊との連絡は途絶えてしまった。師団司令部には航空支援を要請するため、専用の高周波無線機を持参していた特別通信連絡班のアメリカ兵が同行していたが、このアメリカの通信兵も、空軍に支援を要請する専用の周波数に調整することができず、作戦開始早々にイギリス第1空挺師団は通信的に孤立してしまった。

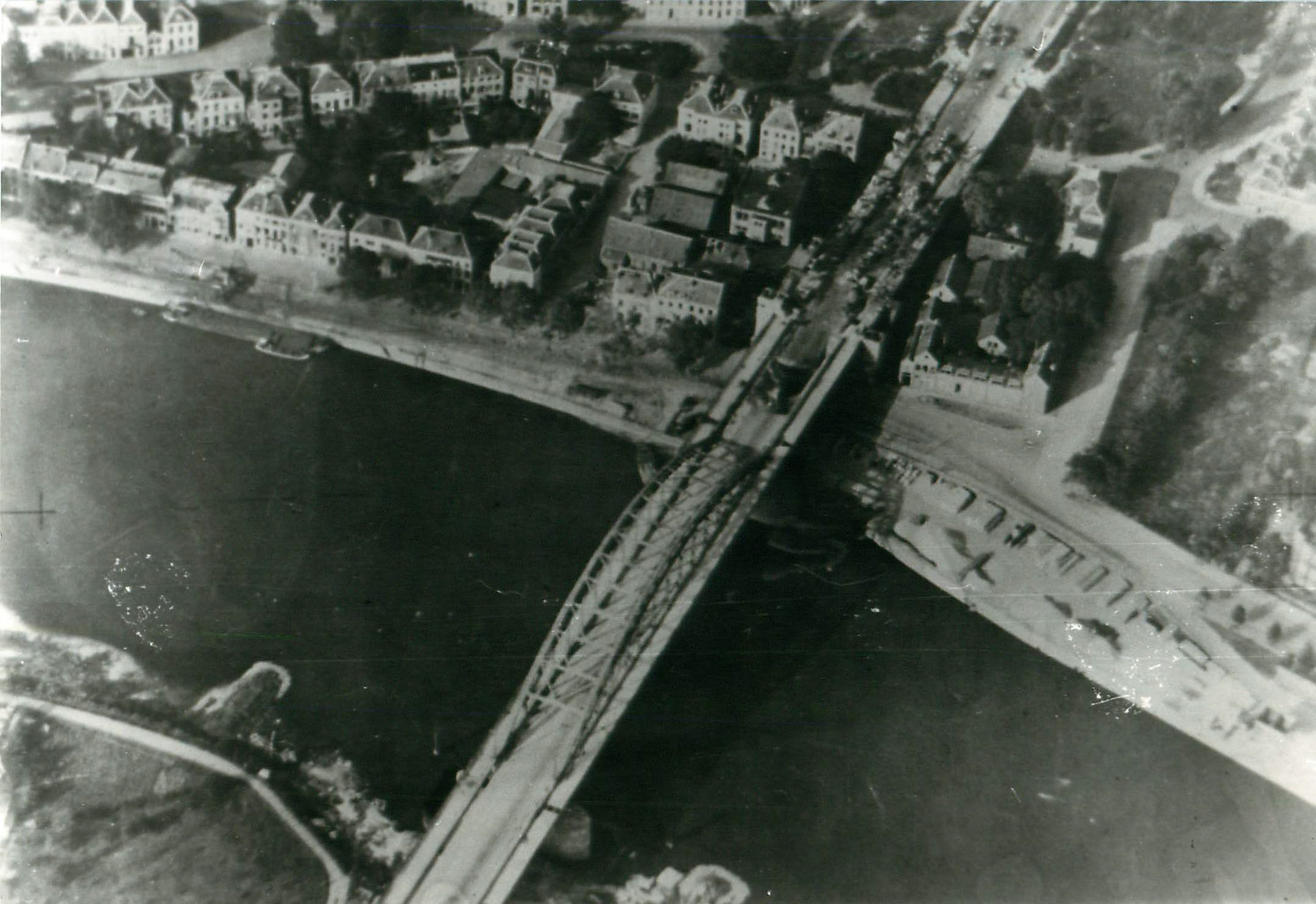
マーケット・ガーデン作戦で激戦が繰り広げられたアーネムの道路橋

イギリス第1空挺旅団のうち、残りのジョン・フロスト中佐に指揮された第2大隊は、幸いにもドイツ軍の防衛線が薄い道路を進撃することができた。フロストの第2大隊には、イギリス第1落下傘旅団の司令部に加えて、第1空挺対戦車砲群B小隊およびC小隊の1部などの諸隊も追随していた。第2大隊の進路上には、小規模なドイツ軍部隊があって散発的な抵抗をしてきたが、大隊はそれを難なく突破、少数の捕虜も獲得したのち、日没前には第一の目標であったアーネム郊外の鉄舟橋に到達した。しかし、この鉄舟橋は中央部分をドイツ軍が撤去済みで使用できず、さらに1.6km先の主目標でもあるアーネムの鉄道橋に向かうこととした。フロストらはアーネムの市街を早足で前進し続け、午後20：00前に目標のアーネムの鉄道橋の北端に到達した。
フロストはドイツ軍に気が付かれないよう、夕暮れに紛れて橋の周辺の民家に陣取った。フロストは橋を確保するために、大隊に橋梁上に構築されていたトーチカを攻撃させたが、攻撃は失敗に終わって撃退された。フロストは夜陰に紛れて再攻撃をかけることとし、午後22：00に火炎放射器も投入して攻撃を開始したが、工兵がトーチカを狙って火炎放射したところ、近くにあった燃料と弾薬が炎上して誘爆し、トーチカを無力化するとともに、ドイツ軍が橋爆破用に設置していた爆薬の配線が熱で断線し爆破ができなくなった。しかし、第2大隊はこの夜襲でも橋の南側に達することはできずに撃退された。
フロストは、指揮下の全中隊を把握できてはいなかったが、手持ちの戦力で目標のアーネム橋の北端の民家に戦闘指揮所を構えて、橋の南端を監視しながら師団司令部やイギリス第30軍との通信を試みていた。しかし無線機は調子が悪く、全く通信することができなかった。イギリス第1落下傘旅団司令部も、フロストの戦闘指揮所のある建物の屋根裏部屋に戦闘指揮所を設置したが、肝心の旅団長のジェラルド・ラスベリー准将は、まだ後方で師団長のアーカートに帯同しており、橋には到達できていなかった。フロストは孤立はしていたが、降下7時間で目標の鉄橋の北端を抑えることができたため、初日の戦果としては十分であったと判断しており、今は500人の兵士しか掌握していないが、やがてイギリス第1空挺師団の他の部隊が到着すれば橋の確保は容易だろうし、橋を確保さえすれば48時間耐えてイギリス第30軍団を待てばいいだけなので、作戦の先行きは明るいと楽観的に考えていた。
アーカートは少数の幕僚や通信兵を連れ、イギリス第1空挺師団司令部から先行してフロストの第2大隊を追って前進していた。前進当初はこれまでと同様に平穏でありアーカートは「緊迫した空気が感じられない、みんなゆっくり進撃しているようだ」と感じていた。やがてアーカートは第2大隊の大隊本部に追いついたが、フロストは先遣部隊に同行しており本部にはいなかった。結局この後も、作戦が終わるまでアーカートとフロストが会うことはできなかった。その後、第3大隊の進撃停滞を知って、イギリス第1落下傘旅団長のラスベリーと協議するため、アーカートは来た道を引き返した。ラスベリーに戦況の報告を受けたアーカートは順調に進撃しているのはフロストの第2大隊だけで、第3大隊は強力なドイツ軍と交戦中で第1大隊とは連絡が取れていないことを把握した。アーカートは一旦降下地点にある師団司令部に戻って全体の戦況を把握しようと考えたが、そのとき、アーカートの周辺にもドイツ軍の砲弾が落下し始め、通信機を載せたジープにドイツ軍の迫撃砲弾が命中し通信兵が負傷した。ラスベリーからの助言もあって、アーカートは司令部まで後退することは諦めたが、このため、この後しばらく師団司令部は師団長不在となって作戦に少なからず影響を及ぼした。アーカートは前進も後退もできなくなったことを認識すると、以下のような想いを抱いて作戦の先行きに不安を感じた。
しかし、降下地域にはイギリス第1空挺旅団が健在であり、この時点でアーネムの救援に回せば、戦況は幾分か好転する可能性もあったが、アーカートにはその決断がつかず、ラズベリーらと近くの民家に入るとそのまま休息をとった。

#### アメリカ軍空挺部隊

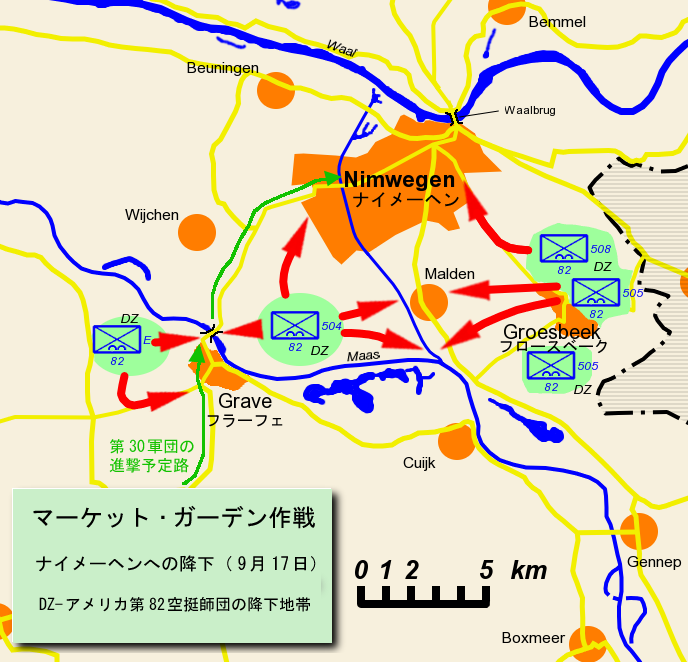
ナイメーヘンへ降下する空挺兵

連合軍空挺部隊のなかで最初に降下したのは、ジェームズ・ギャビン中将の率いる第82空挺師団であった。白昼の空挺降下作戦であり、輸送機隊がナイメーヘンに近づくとドイツ軍の高射砲が一斉に砲門を開き、あまりの砲撃の激しさにギャビンは想定していた損失率を上回るのではとの危惧を抱いた。降下当日のギャビンには2つの大きな任務が課さられていたが、その一つはドイツの高射砲陣地を早急に発見して破壊し、輸送機の安全を確保することと、もう一つが第82空挺師団に同行している連合軍第1空挺軍のブラウニングの司令部用地とその安全を確保することであった。第82空挺師団の殆どの兵士がノルマンディ上陸作戦に空挺作戦に参戦したベテラン兵であり、激しいドイツ軍の高射砲の弾幕下でも、地面を見下ろして高射砲の発射位置を特定しようとしていた。
やがて、ナイメーヘンの近くに輸送機が到達すると、第82空挺師団の兵士は次々と降下を開始した。第82空挺師団はノルマンディ上陸での空挺作戦で、一部の部隊がサント＝メール＝エグリーズの街の中に降下してしまい、教会や樹木にパラシュートが引っ掛かった兵士が多数がドイツ軍に射殺され、遺体がぶらさがったままという悲劇に見舞われたこともあって、その敵討ちをしようと士気も高かった。兵士は発見した高射砲陣地を破壊するため、巧みにパラシュートを操作して見つけた陣地の傍に着地すると、パラシュートをつけたままサブマシンガンを乱射しながら陣地に向かって突撃し、ドイツ軍高射砲兵を全員射殺すると、高射砲に高性能爆薬を設置して爆破してしまった。中には、航空支援していたP-51が、ドイツ軍の高射機関砲で撃墜されると、脱出に成功した戦闘機パイロットが第82空挺師団兵士に駆け寄ってきて「銃をくれ早く！あのクラウツ（ドイツ兵への蔑称）のいるところを知っているんだ、やっつけてやる」と言うや、兵士から銃を奪い取って高射砲陣地に突入するといった武勇伝もあった。ナイメーヘン市街の南東のフルースペーク地区に降下した第505および508連隊は、連隊の集結を待たずに、部隊ごとに纏まると、森のなかから激しく砲撃していた高射砲陣地を個別に攻撃して、すばやく制圧していった。

82空挺師団の降下

第82空挺師団の最大の火力の一つが、分解されて降下してきた第376空挺野戦砲兵大隊のM116 75mm榴弾砲12門であった。これらの砲は降下してわずか1時間後にはドイツ軍に向けて砲撃を開始していた。目標である橋梁の確保にも着手しており、攻略目標であるグラーヴェのミューズ橋とナイメーヘンのワール橋以外にも、周辺の運河や支流に架橋されている鉄道橋や道路橋の確保も目指して前進を開始した。第82空挺師団主力の降下に遅れて連合軍第1空挺軍司令部も降下した。このときを待ちわびていた副司令官のブラウニングは、グライダーで着地すると近くの森に飛び込んで行った。数分後に帰ってきたブラウニングはさっぱりした顔で以下のように幕僚に語った。
その後、イギリス本国から持ってきたイギリス空挺部隊のシンボルでもあったペガサスの隊標が刺繍されたフラッグを自分のジープに取り付けてナイメーヘンに向けて前進した。
南部のアイントホーフェンに降下したマクスウェル・D・テイラー率いる第101空挺師団は、この日降下した空挺師団のなかでもっとも順調であった。降下した6,769人の兵士のうち、死傷者は2％未満、物資の損失も5％未満であった。しかし降下した後で連隊ごとに明暗が分かれた。第501空挺歩兵連隊はアー川とウィレムス運河の道路橋と鉄道橋の確保が任務であったが、第1大隊長のハリー・キナード中佐は降下に成功すると、ドイツ軍のトラックや自転車を奪って部隊をアー川まで進撃させてたちまち確保してしまった。他の大隊も迅速な進撃でウィレムス運河の目標の橋を全て確保し、抵抗してきたわずかなドイツ軍部隊を撃破して50人の捕虜も獲得した。
第502空挺歩兵連隊の第1大隊は素早く前進すると、ドメル川を確保し、20人のドイツ兵を殺害し58人を捕虜としたが、第3大隊はウィルヘルミナ運河運河橋を目指している途中で ドイツ第59歩兵師団の部隊と接触、そのまま激戦に突入しH中隊は死傷者が続出して戦闘可能なのは将校3人、兵士15人と壊滅的損害を被ってしまった。この後も激戦は続き、この日はこれ以上の前進はできなかった。
師団長のテイラーは第506空挺歩兵連隊に同行し、主要目標の一つであったソンのソンセ橋を目指して前進していたが、途中の森の中から8.8 cm FlaK 18/36/37高射砲数門の砲撃を浴びた。8.8 cm FlaK砲を撃破しないととても前進することはできなかったので、損害を顧みずに第506空挺歩兵連隊の兵士は森の中に向けて突撃を敢行した。8.8 cm FlaK砲は水平射撃でアメリカ軍兵士に砲撃を浴びせ続けたが、装備していたバズーカ砲で8.8 cm FlaK砲を破壊し、ドイツ軍高射砲兵は捕虜にしてどうにか森のなかの高射砲陣地を制圧した。しかし、第506空挺歩兵連隊が高射砲陣地で足止めされている間にドイツ軍はソンセ橋爆破の準備を整えており、連隊の先頭が橋まで数メートルまで達したときに目の前で爆破されてしまった。第506空挺歩兵連隊がソンセ橋を確保できなかったことが、この作戦に暗い影を落とすことになった。

#### イギリス軍地上部隊

地上部隊の進撃を支援砲撃するイギリス軍25ポンド砲

イギリス第30軍団は「マーケット作戦」開始の報告を受けたのち前進を開始する計画であり、司令官のホロックスはその連絡を待っていた。その間、ホロックスは細心の注意で準備を進め、部下に「持てるだけ多くの食糧、ガソリン、弾薬を携行せよ」と命じている。時間はたっぷりとあったためホロックスには考えをめぐらす余裕もあったが、どうしても不安が拭えなかった。そのホロックスの不安というのが「戦争中に参加した、日曜日が開始日の作戦はこれまで成功したことがなかった」というものであったが、本日はその日曜日であった。やがて、午後13：30ごろに「マーケット作戦」開始の報告を受けると、ホロックスは午後14：15分きっかりに「ガーデン作戦」開始を命じ、350門ものQF 25ポンド砲に支援砲撃開始を命じ、戦車部隊にはクロマツの林を北に向かって走る1本道での前進を命じた。
戦車隊は時速約13kmでノロノロと進んだが、その先頭の戦車の先90ｍの場所に25ポンド砲弾が次々と着弾し、イギリス軍戦車隊は弾幕に先導されて進撃しているようであった。やがてベルギー国境を超えてオランダ国内に突入したときに、両脇の森林に巧みに隠されて砲兵弾幕から生き延びたドイツ軍の対戦車砲が砲門を開いた。ドイツ軍はわざと最初の数台が目の前を通過した後に砲撃を開始したので、車列の途中を砲撃されたイギリス軍は大混乱に陥り、たちまち3輌の戦車が撃破され、6輌が戦闘不能となって1本道を塞いでしまった。進撃する戦車隊には上空に絶え間なく8機ずつの戦闘爆撃機が援護についていたが、地上から支援を要請し、ホーカー タイフーンが急降下して森林にロケット弾を撃ち込んだ。タイフーンが対戦車陣地を制圧しているうちに、地上部隊は擱座している戦車を押しのけて前進を開始した。歩兵部隊はタイフーンと協力して次々と森林内のドイツ軍陣地を撃破していき、戦車部隊の進撃路の安全を確保して多くの捕虜を獲得した。しかし、ひたすらの突進を命じられていた近衛戦車師団には、捕虜を後送する余裕などなく、ドイツ軍捕虜は戦車の上に乗せられるか、後ろから歩いてついてくるよう命じられた。ドイツ軍火砲は味方の兵士がいようが構わず砲撃してきたので、捕虜のドイツ兵は自分の身を守るため、たまらず友軍の対戦車砲陣地の位置をイギリス軍に告白し、タイフーンは効率よくそれを撃破することができた。
ホロックスは、ドイツ軍の待ち伏せ攻撃にあったが、それを撃破して道路は逐次通行可能となっているとの報告を受けて胸をなでおろしたが、計画ではアイントホーフェンまでの21.4kmを2～3時間で踏破することになっていたが、ドイツ軍のしぶとさは、ホロックスらの想像をはるかに上回っており、実際には先頭のアイルランド近衛連隊は、計画の約半分の11.5kmしか前進できておらず、夕刻になってようやくファルケンスワードに到着できたに過ぎず、作戦は早くも不吉なほどの遅れが生じていた。作戦には致命的とも言える遅れが生じているのに、ホロックスは本日挙げた多大な戦果に満足してしまい、夕方には軍団に停止を命じてしまった。

#### ドイツ軍

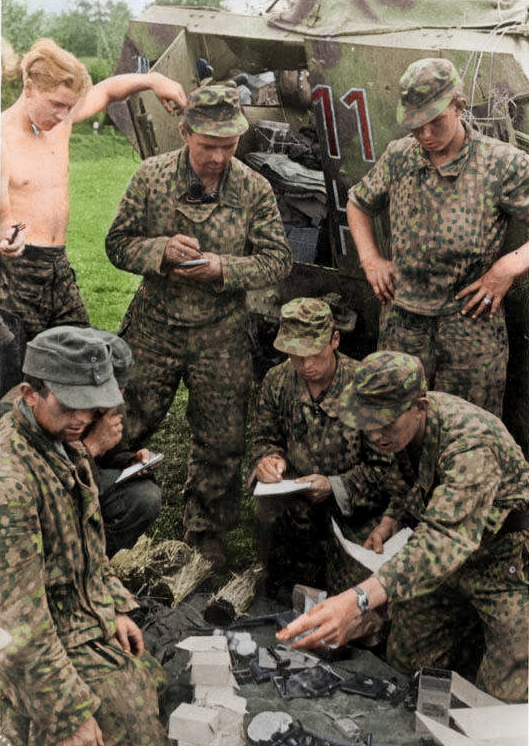
ノルマンディーの戦場でのドイツ軍第9SS装甲師団兵士

「マーケット作戦」はドイツ軍にとって完全な奇襲となった。第1降下猟兵軍司令官シュトゥデントは、山荘のバルコニーで参謀長と悠々と飛行する連合軍輸送機の大編隊を“馬鹿みたいに”びっくりしながら見上げていた。その目的が皆目見当が付かなかったので、自ら山荘の屋根によじ登って行先を見極めようとすると、輸送機の大編隊はナイメーヘンやアイントホーフェン方向に飛行し、やがて空挺隊員や物資が次々と降下していくのが見えた。その様子を見てシュトゥデントは危機感を抱くよりむしろ、ドイツ軍の空挺部隊の第一人者として、連合軍の見事な大規模空挺作戦を羨ましく感じ、敵ながら天晴という想いを抱いた。
しかし、すぐ気を取り直すと、参謀長らと連合軍の目的を推察した。そこでシュトゥデントは「連合軍の明らかな動きは、我々が破壊する前に橋を奪取しようとして、空挺部隊を使おうとしている」と判断し、オーステルベークのターフェルベルフ・ホテルにあったモーデルの司令部に連絡を取ろうとしたが、偶然にもオーステルベークはイギリス第1空挺師団の降下地点となっており、既に通信は断絶して連絡がつかなかった。
司令部にいたモーデルも連合軍輸送機の大編隊を見ていたが、イギリス第1空挺師団の最初の部隊が降下した午後13：30の10分後に「グライダーがウォルフヘーゼに着陸中です」という第一報が入った。報告を聞いたモーデル以下司令部は激しく動揺し、参謀長のハンス・クレープス中将は思わず「これはこの戦争の決定的な戦いになる」と呟いたが、それを聞いていたモーデルは「そんな大げさなものではない」「しかしこれだけははっきりしている、すぐに仕事に取り掛かれ」と命じた。この時点でモーデルらはアーネムの橋の重要性には全く気が付いておらず、シュトゥデントと同様に連合軍の目的が皆目見当が付かなかったが、モーデルはその目的は自分の誘拐であると考えて、すぐに司令部に撤退命令を出した。モーデルは椅子から立ち上がると、「みんな私と司令部のあとについてこい」と怒鳴りながら、私物を整理するために慌てて歩きだした。しかしかなり慌てていたので、私物をまとめた鞄を落として下着などが散乱し、当番兵が手伝って鞄に詰め込みなおした。モーデルは副官に「私の葉巻を忘れるなよ」と言い残すと、将軍専用車に乗り込んで、アーネム東部のドゥーティンヘムにある第2SS装甲軍団司令官ヴィルヘルム・ビットリヒ親衛隊大将の司令部に向かった。モーデルが放棄したオーステルベークのホテル群はこの後、降下してきたイギリス軍が接収して司令部などとして使用した。
混乱していたドイツ軍のなかでビットリヒは最も冷静に対処していた。イギリス第1空挺師団が降下を開始した午後13：30に降下開始の第一報を受け取ると、その数分後には敵空挺部隊の降下地点はアーネムとナイメーヘンという第2報も受け取っていた。ビットリヒは連合軍の目的が「おそらく、目的はイギリス陸軍がライン川を渡河して、ドイツ国内へ進撃せんとすることだろう」と正確に判断し、すぐにモーデルやシュトゥデントと連絡を取ろうとしたが誰とも連絡がつかず、またアーネムの守備隊との連絡もとれなかった。そこでビットリヒは、独自の判断で隷下の装甲2個師団に警戒態勢を取らせ、同時にアーネムの道路橋を迅速に確保することとした。しかし、装甲軍団と言っても、アーネム周辺にあった戦車と突撃砲はわずか5輌しかなく、手持ちの装甲車で対応せざるを得なかった。ビットリヒは部下の叙勲パーティの最中であった第9SS装甲師団長ウォルター・ハルツァー中佐を呼び出すと、アーネムの確保とオーステルベーク周辺のイギリス軍殲滅及びナイメーヘンへの偵察を命じた。ハルツァーは40輌の装甲車や軍用車を擁する第9SS装甲師団の装甲偵察隊指揮官パウル・グレープナ親衛隊大尉に3時間以内にナイメーヘンに偵察に向かうことを命じ、他の部隊をアーネムに急行させた。ビットリヒはさらに師団長のハインツ・ハルメル中将がベルリンに行って不在の第10SS装甲師団にも、至急ナイメーヘンに向かう様命じた。
しかし、前線の部隊はビットリヒやハルツァーの命令を受けるまでもなく、既に警戒行動を開始していた。ドイツ軍の第16装甲擲弾訓練予備大隊長のクラフトは、モーデルらの司令部群を設営するためにオーステルベークで自分の大隊約450人と作業をしていたが、大隊のわずか1.6km先にイギリス軍の空挺部隊が続々と降下していることを知って驚愕していた。やがて、モーデルら司令部要員ら高級軍人が早々に撤退すると、残されたクラフトとその部下兵士たちは、オーステルベーク近辺に、自分たちしかドイツ軍歩兵部隊がいないことを知っていたので、実質的な戦力は1個大隊には満たない予備大隊でイギリス軍空挺部隊を阻止するほかなかった。クラフトは敵の目標がアーネムの橋であることを見抜き、その進路に機関銃小隊を配置し守りを固めるとともに、イギリス軍に自分たちが大部隊と誤認させ、足止めを図るため、訓練用に支給されていた試作品の大型ロケット砲を25人ばかりの部隊に持たせて、イギリス軍を攻撃させた。実際にこの大型ロケット弾は絶大な威力と大きな発射音でイギリス軍を混乱させて一定の足止めの効果を生じている。しかし、クラフトは戦力不足から、全てのアーネムに続く道に部隊を厚く配置することができず、ライン川北岸と並行して走っている二級道路にはわずかな偵察部隊しか配置できなかった。そしてその隙をついてアーネムに到達できたのがフロストのイギリス第1空挺旅団第2大隊であった。

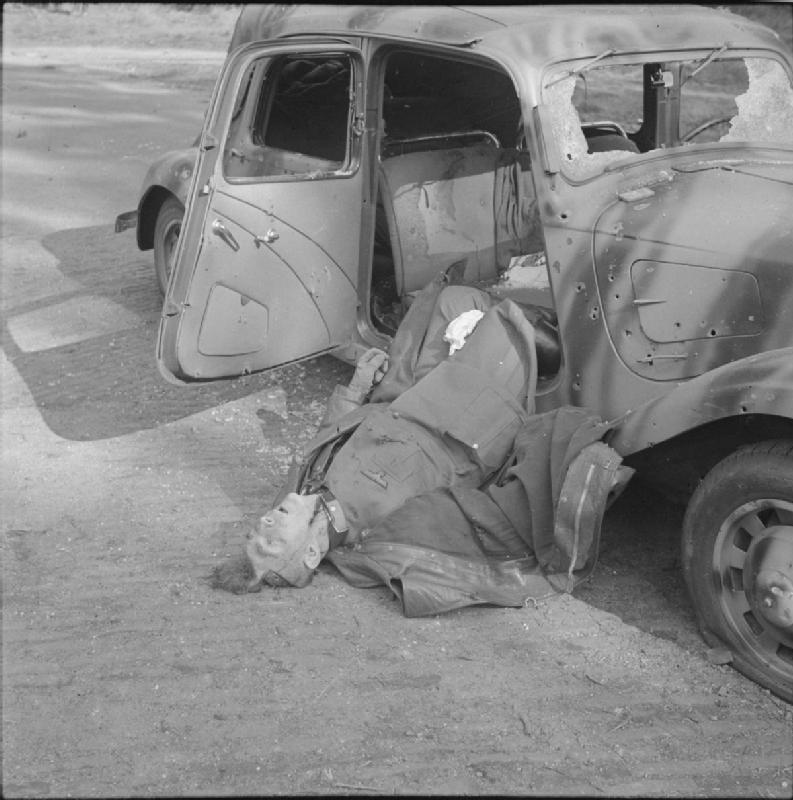
戦死したドイツ軍アーネム防衛隊司令官フリードリヒ・クッシン少将

クラフトが陣地構築に尽力している最中に、ドイツ軍のアーネム防衛隊第642フィールドコマンド司令官フリードリヒ・クッシン少将が軍用車でクラフトがウォルフヘーゼに設営していた戦闘指揮所にやってきた。クッシンはイギリス軍降下時にアーネム市街にいたが、状況を把握するために軍用車に乗ってオーステルベークに向かったが、途中で撤退するモーデル一行と出会って、モーデルから「警戒待機態勢をとって、情勢の進展状況をベルリンに報告せよ」との命令を受け取っていた。クッシンはクラフトから報告を受けると、連合軍の空挺作戦の規模に驚愕していたが、6時間以内にクラフトへ増援を送ると約束し、アーネムに戻ろうとした。そこでクラフトがアーネムまでの主要道路は既にイギリス軍に抑えられているので、脇道を通って帰った方がいいと忠告したが、クッシンは不機嫌そうに「なんとか切り抜けてみせるさ」とクラフトの忠告を無視した。クラフトは走って去っていくクッシンの軍用車を見送りながら、「クッシン将軍からの補充要員が送られてくることはない」と確信していた。そしてクラフトの確信通り、クッシンの軍用車はウォルフヘーゼを出た直後にイギリス第1落下傘旅団第3大隊の兵士と遭遇し、運転手は慌ててバックして逃げようとしたが、そこでイギリス兵の集中射撃を浴びて、クッシン以下同乗していたドイツ軍4人が戦死した。クッシンの遺体は第3大隊に同行していたイギリス陸軍映画写真部隊によって撮影されており、その映像が残っている。
またクラフトの部隊以外でも、アーネム近郊に駐屯していた第9SS機甲師団のいくつかの部隊は、敵空挺部隊降下を知ると速やかにアーネムに向かって即興で防衛線を構築していた。この防衛線が効果的にイギリス第1空挺師団の進撃を防ぐことになった。時間が経つことに防衛線は強化され、空挺降下6時間後にはアーネムの西側に突破困難な本格的な防衛線が構築されていた。
オーステルベークの司令部からビットリヒの司令部に避難してきたモーデルは、開口一番にビットリヒに対して「もう少しのところでつかまるところだった！」「いいかね！もうちょっとでひっつかまるところだったんだぜ！」と大げさに驚いて見せたが、ビットリヒはそれには構わず、連合軍の目的は、ルール地方に突進するためナイメーヘンとアーネムの橋を確保することだと自分の分析を話し、さらには「元帥閣下、本官としては、ナイメーヘンとアーネムの諸橋梁を速やかに破壊することを意見具申します」とモーデルに迫った。しかしモーデルはビットリヒの分析には同意せず、連合軍がナイメーヘンやアーネムに空挺部隊を降下させた目的はまだ判断できないとし、橋梁爆破の進言にも「破壊しちゃいかん」「いかん、絶対にだめだ。橋を爆破することはならん」と意見具申も却下した。
連合軍の目的を看破できなかったモーデルではあったが動きは迅速であった。すぐに西方総軍司令官のルントシュテットに自ら電話すると「この空挺攻撃を打ち破る唯一の方法は、最初の24時間以内に叩きのめすことだと」と説いて、できうる限りの増援の約束を取り付けた。この戦いはモーデルが最も好む、臨機応変、勇猛果敢、迅速を要する戦いであり、奇襲のショックから早くも立ち直って精力的に的確な指示をとばしていった。しかし、連合軍が自分を誘拐するという懸念は払拭できておらず、作戦指揮は司令部のある屋敷本館ではなく、連合軍の目をくらますために、敷地内の庭師の小屋から執り続けることとした。
また、ドイツ軍に予期せぬ幸運が舞い込んできた。山荘からアイントホーフェンの北西、フュフトの司令部に移動して作戦指揮を開始していたシュトゥデントであったが、偶然にもその司令部の近隣にアメリカ軍のワコ・グライダーが墜落してきた。グライダーのなかにはアメリカ軍大尉の遺体があったが、その身体からマーケットガーデン作戦の全計画（作戦目標、降下地点、時間表等）が記述してある作戦書類が発見された。その報告を受けたシュトゥデントは、自分が指揮した大戦初期のオランダ侵攻での空挺作戦で、友軍の将校が持ち出し禁止の作戦計画書を戦場に持参して、それをオランダ軍に奪われたことを思い返し、なんという因果応報なのかと感傷に浸った。その報告書で連合軍の目的ははっきりしたので、シュトゥデントはすぐにモーデルにこれを届ける様に使いを出したが、到着までには10時間はかかりそうで、さらに無線の状態が悪く、先に概要の説明をすることもできなかった。結局、この作戦書類がモーデルに届いたのは2日後の19日となり、その頃には連合軍の作戦もかなり明らかになっていたため、あまり役にはたたなかったという。

### 二日目、1944年9月18日（月）

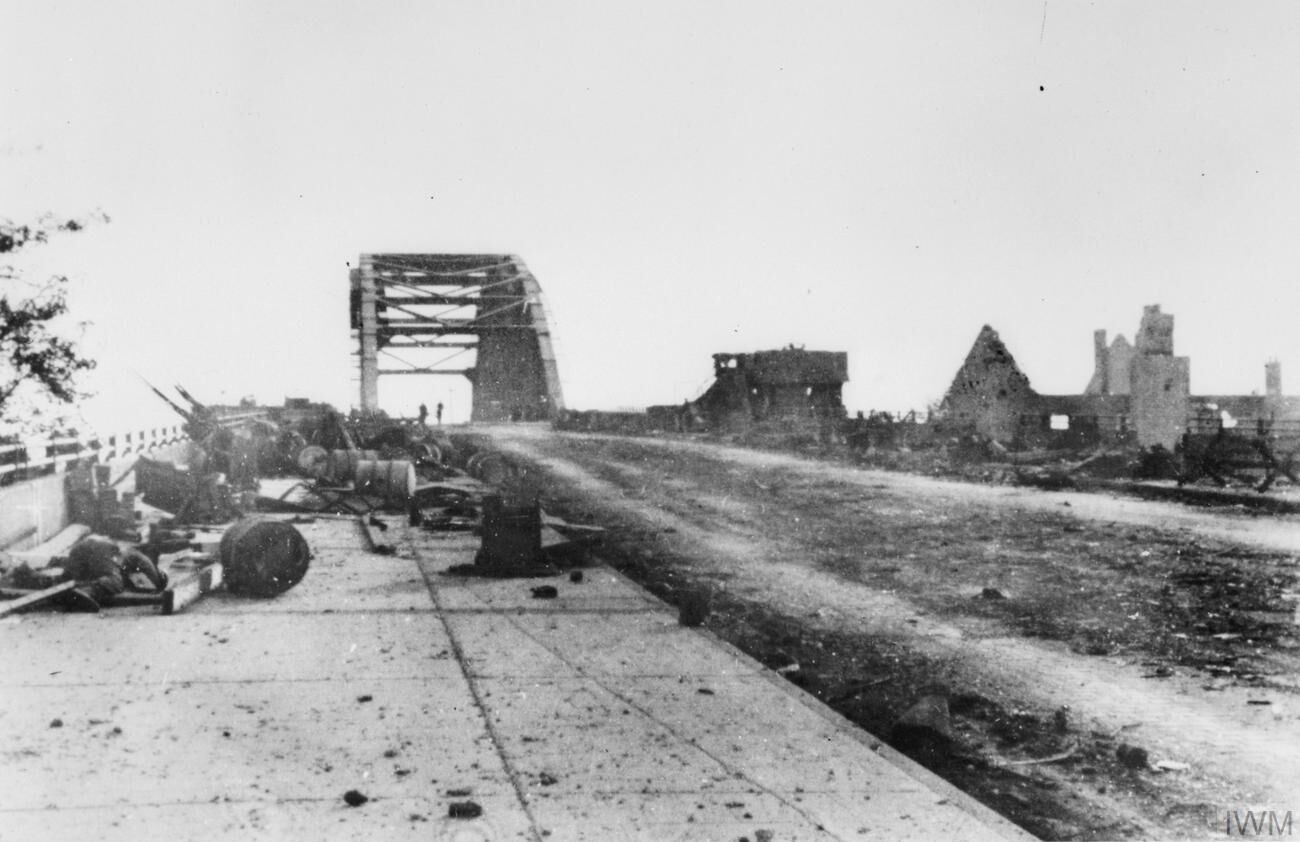
争奪戦直後のアーネムの道路橋

#### イギリス軍空挺部隊
アーネムでは未明にかけて橋を巡っての激戦が繰り広げられた。第2大隊は橋の南側まで達することはできずに撃退されていたが、今度はドイツ軍がアーネム市街方向から、第2大隊が陣取っている橋北端の地域に絶え間ない攻撃を仕掛けて、第2大隊は防衛戦を余儀なくされており、街路から街路、家から家、部屋から部屋といった激しい近接状態での白兵戦が展開された。ドイツ軍は明らかに圧倒的多数の兵員を投入し、第2大隊を圧し潰しにかかっていたが、フロストらイギリス第1空挺師団の兵士たちは軍上層部から「アーネムには数人のドイツ軍老兵と数輌の戦車くらいしかない」と言われており、このような激しい反撃を受けることは全くの想定外であった。夜を徹しての激戦は夜が明ける頃には小康状態となり、イギリス・ドイツ両軍ともに負傷者の回収を行った。
午前9：30に橋の南側から戦車の走行音が聞こえてきた。第2大隊の兵士は第30軍団が到着したと狂喜したが、橋に近づいてきたのはイギリス軍ではなく、前日のナイメーヘンの偵察から帰ってきた第9SS装甲師団の装甲偵察部隊であった。この偵察部隊を率いていたパウル・グレープナ親衛隊大尉は、昨日、フロストが橋の北端を抑える寸前に橋を渡ってナイメーヘンの偵察に行き、ワール橋を渡って第82空挺師団と小規模な交戦をしたのち、一部の戦力を防衛のためナイメーヘンとエルスト村落に残して、残余の22輌の車両と兵員でナイメーヘンに帰ってきたところであった。グレープナは、橋の北側をイギリス軍に抑えられているという報告を受けると、手持ちの22輌もの装甲車両があれば、小火器しか装備していないはずの空挺部隊は一蹴できるとたかをくくって攻撃を命じた。
第2大隊の兵士は近づいてきたのがドイツ軍だと知ると失望したが、フロストはすぐに防御態勢を整えさせて、装甲車やハーフトラックで一気に橋の突破をはかろうとしたドイツ軍に対して攻撃を命じた。車両に対してはオードナンス QF 6ポンド砲5門の砲撃に加えて、火炎放射器とPIATで、歩兵に対しては機銃や小銃で猛射を浴びせた。予想もしていなかったイギリス軍からの猛射に、ドイツ軍の運転手はパニックに陥り、ハンドル操作を誤ったり、慌ててバックしようとする車両も現れ、手が付けられないほどに橋上でもつれあってしまった。進退もままならないドイツ軍車両は次々と炎上し、車両に追随していたドイツ軍歩兵も銃撃でなぎ倒されるか、橋の南側に向かって逃走を始めた。イギリス兵はドイツ軍が混乱しているのを見ると、合流していたドイツ兵から奪ったMP40まで投入して猛射を浴びせ続けた。昨日、指揮下の第1空挺師団偵察隊が大損害を受けたあと、第2大隊に合流していたガフも、自ら偵察用ジープの車載重機関銃を撃ちまくった。2時間も経たないうちに、指揮官のグレープナ以下70人のドイツ兵が戦死し、車両12輌が撃破され、生存したドイツ兵と車両は来た道に向かって退却して行き、橋上にはドイツ軍車両の残骸と大量の死傷者だけが遺された。この大戦果に対して第2大隊の損害は少なく、赤い悪魔(Red Devils)と呼ばれて恐れられたイギリス軍空挺部隊の面目躍如となった。
昨日は優勢なドイツ軍に進撃を止められたイギリス第1落下傘旅団の第1大隊は、フロストからの通信を受電すると、大隊長のデビッド・ドビー中佐の命令により救援のために橋に向かおうとしたが、ドイツ軍の反撃により、部隊は四散状態となり、ドビーは50人ほどの兵士を連れて後退を余儀なくされ、フロストに合流できたのはごくわずかであった。同じく第3大隊は、大隊長のジョン・フィッチ中佐がアーカートとラズベリーに同行していたので、残りの部隊が夜が明けると同時に西方からアーネム市街に向け前進を開始した。しかし、昨日のドイツ軍に続き、今度はオランダ国民が第3大隊の行軍を阻むことになる。オランダ国民は待ち望んだ解放軍が到着したことに歓喜し、オランダのナショナルカラーであるオレンジ色の布を巻き付けて第3大隊を歓待した。たちまち大量のオランダ国民老若男女に囲まれた第3大隊兵士は、コーヒーやワインや果物などの贈り物を受け取ったり、窓から手を振る若い娘に応えたり、子供と一緒に行進したりするなど行軍速度を緩めてしまい、わずか5km進むのに13時間もかかってしまった。第3大隊の幸せなひと時は、目標の橋の3km手前に来たところで終わりを告げた。前方からドイツ軍の戦車と突撃砲が姿を現すと、第3大隊に激しい砲撃を浴びせてきた。第3大隊にはまともな対戦車兵器はなく、投擲用プラスチック爆弾で対抗したが全く歯が立たず、第3大隊は進撃どころか、建物から建物を逃げ回る生きるための戦いに追い込まれてしまった。
第3大隊後方の3階建ての民家で指揮を執っていたアーカートとラズベリーもいつの間にかドイツ軍に包囲されてしまった。アーカートらは民家の家具をバリケード替わりにして、将官や佐官自ら小銃でドイツ軍に応戦していたが、このままでは殲滅されるのは確実であったので、アーカートは撤退を命じた。アーカートらは第3大隊兵士が煙幕を焚いている間、民家から飛び出して空挺師団司令部に向かって走った。周囲の建物は破壊され、多くのイギリス軍兵士の死傷者が転がっている惨状を見てアーカートは戦況が予想以上に悪化していることを認識させられた。建物や樹木などに隠れながら、アーカートとラズベリーと2人の大尉は進んで行ったが、途中でドイツ軍のMG42の銃弾がラズベリーの足と背骨を砕き、アーカートはやむなく動けないほどの重傷を負ったラズベリーを近くのオランダ人老夫婦に預けると、残る2人と先を急いだ。しかし、ドイツ兵は増える一方で、進退窮まったアーカートらは近くの民家に飛び込み、そこの主人の協力を得て屋根裏部屋に隠れた。アーカートは作戦開始から30時間も司令部を留守にする羽目になり、イギリス第1空挺師団は一番厳しい時期を師団長不在で戦うこととなった。
アーカートの護衛任務から解放された第3大隊長のフィッチは、掌握している1個中隊で大隊主力を追って前進を開始したが、昨日より強化されていたドイツ軍防衛線につかまって、大損害を被ったうえに撃退され、掌握できている兵士は50人になってしまった。そこで後退してきた第1大隊長のドビーと合流し、第1、第3大隊の残存兵力でドイツ軍防衛線を突破しようと攻撃したが、攻撃は失敗し、フイッチは迫撃砲の直撃を受けて戦死、ドビーは手榴弾で負傷したところで捕虜となった。
イギリス第1落下傘旅団がドイツ軍の攻撃の前に壊滅的な損害を被っていたとき、午後15：00から順次、輸送機不足で第2陣となったイギリス第4落下傘旅団を乗せた輸送機が飛来してきた。第2陣には輸送機のほかに、約300機のグライダーが曳航されていたが、ドイツ軍の高射砲は1日目よりも激しくなっており15機のグライダーがオランダ上空で撃墜されるか不時着させられた。イギリス第4落下傘旅団を載せた輸送機やグライダーは、ウォルフヘーゼ近郊の2か所の降下点に近づいて行ったが、そこには多数のドイツ兵が待ち構えて盛んに銃砲火を浴びせてきており、降下点が煙で霞んでいるほどであった。そんな中でも容赦なく降下させられたイギリス兵は「ドイツ兵は逃げ出して、ドイツ軍は混乱しているという印象を持たされていた」「さっぱりわけがわからなかった」と戸惑っていたが、降下して部隊を集結させるまでに数えきれないほどの死傷者を出した。降下地点には昨日に降下していたイギリス兵が待っていたが、そのイギリス兵より万事計画通りに進んでいないと聞かされてイギリス第4落下傘旅団の兵士は驚愕させられた。
降下地点にはアーネム攻撃から外された第2SS装甲軍団の兵士や高射砲が配置されていただけでなく、レーダー誘導された20機あまりのドイツ空軍戦闘機も飛来して機銃掃射した。ドイツ軍は迫撃砲による猛砲撃も浴びせてきており、着陸したグライダーに命中して火災を発生させて、その火災は地面の枯れ草にも延焼してたちまち荒野一面に野火が広がって、降下してくるイギリス兵からは空一面が真っ赤に染まって見えた。さらに、ドイツ兵は着陸したグライダーを遮蔽物にして巧みに降下点に接近してきたことから、イギリス兵はドイツ兵に利用させないため自らグライダーに火をつけて、約50機のグライダーが炎上し戦場はさながら地獄のような様相を呈してきたが、無事に着陸に成功したイギリス兵は得意の銃剣突撃でドイツ兵の掃討を開始、勇猛なイギリス軍の目には、ドイツ兵は進んで投降を望んでいるようにも見え、なかには自分たちの部隊の人数よりも多い80人のドイツ兵捕虜を連れて集合地点にやってきた強者もいた。ドイツ軍の待ち構え攻撃を撃破してどうにか降下したイギリス第4落下傘旅団であったが、多くの死傷者を出したうえ、降下早々の激戦で兵士は極度に疲労し、大量の弾薬を消費したのにもかかわらず、投下された食料、弾薬390トンがドイツ軍支配地域に落ちてしまい、接収されていた。
降下したイギリス第4落下傘旅団を、アーカートが行方不明となっていたため師団長代行をしていたピップ・ヒックス准将が出迎えた。ヒックスは指揮下のイギリス第1空挺旅団のサウス・スタッフォードシャー連隊の4個大隊をアーネムの救援に送っていたが、第4落下傘旅団長のジョン・ハケット准将にも、アーネムで孤立するイギリス第1落下傘旅団を救援するため、第4落下傘旅団の1個大隊をアーネムに至急向かわせるよう依頼した。しかし、第4落下傘旅団の任務は、第30軍団進撃の援護のためのアーネム北の高地の占領であったうえ、ハケットとヒックスは同じ階級ながら、ハケットが先任であり、軍の組織上では下の階級に等しいようなヒックスに命令されるのを快く思っていなかった。そこでハケットは「我が旅団は3個大隊を1体として構成されており、それを分散させるのは任務達成に大きな支障をきたす」と反論して、ヒックスの指示を拒否した。ヒックスはアーカートが行方不明で自分が師団長代行であり、自分の指示を聞くように詰め寄ったが、アーネムの状況を把握していない軍司令部からそのような正式な命令は発されておらず、ハケットはヒックスの師団長代行を認めなかった。その後もハケットとヒックスは膝を突き合わせて延々と議論を続けたが、結局この日にイギリス第4落下傘旅団は殆ど行動を起こすことはなく、戦況の悪化に拍車をかけてしまった。

#### アメリカ軍空挺部隊

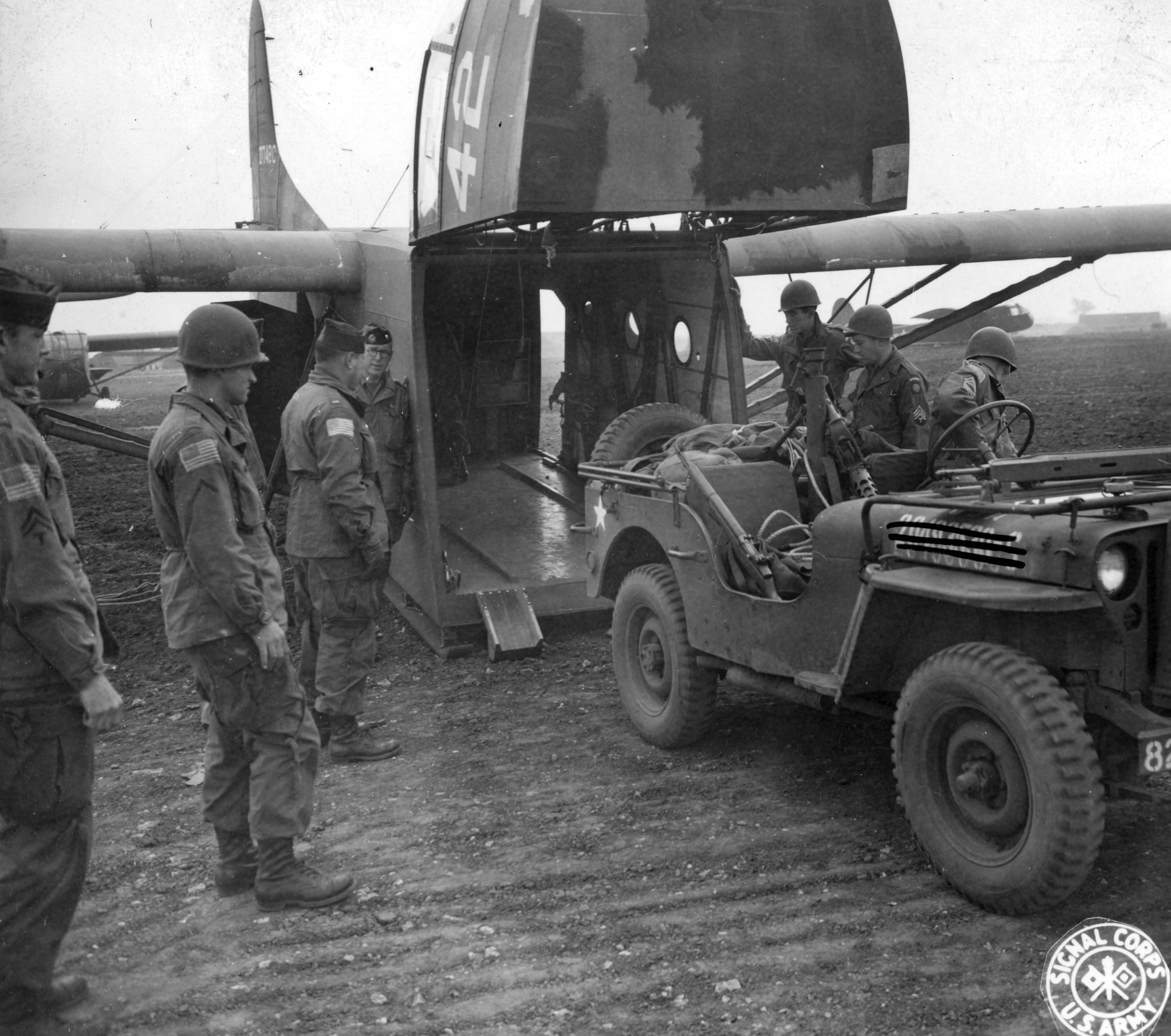
ナイメーヘンに送り込まれるためグライダーに搭載される第82空挺師団のジープ

第82空挺師団はイギリス第1空挺師団と比較すると比較的順調に作戦を進めており、初日にはグラーヴェのミューズ橋と別のもう1本の橋を確保していたが、ナイメーヘンのもう1本の目標であったワール橋の確保はできていなかった。午前7：45にナイメーヘンに向かって進撃を開始した第508歩兵連隊は、沿道でオランダ国民の熱狂的な歓迎を受けた。その様子は、抱き着いてくる男女をかき分け、降り注ぐ果物と花束のシャワーの中を進んでいくといったものであったが、この幸せな進軍は長続きしなかった。やがて、第508歩兵連隊はドイツ軍第10SS装甲師団の前哨部隊が構築していた陣地に突き当たり、その巧みな防衛によって何回も攻撃を撃退された。さらに援軍も到着して陣地を強化しており、戦況を知った師団長のギャビンは目標のワール橋確保のため、さらに戦力をつぎ込みたかったが、南北16km、東西19kmの広い拠点を確保するので手一杯であり、あまつさえ態勢を整えたドイツ軍の反撃も開始されていた。
ドイツとの国境近くにあるグロースベークの着陸拠点には、ドイツ国内から大量のドイツ軍歩兵が攻撃してきた。しかしその攻撃してきた部隊は、ドイツ陸軍だけではなく、ドイツ海軍やドイツ空軍の兵士や、通信隊などの後方部隊の兵士だけでなく、なかには休暇中の兵士や野戦病院から退院したばかりの兵士など雑多な構成で、着ている軍服もバラバラであった。これらの雑多な部隊はライヒスヴァルトの森林やウィレル村落からもわきだして国境を超え、第505歩兵連隊の前哨陣地を突破して、弾薬・食糧集積所を占領してしまった。アメリカ兵は兵力が勝っているドイツ軍に対して、粘り強い防衛戦を展開しながらも、逐次撤退していた。
第82空挺師団の兵士は「ドイツ軍は自分たちを取り囲んでおり、拠点から断固追い出すつもりである」と感じていた。ドイツ軍反撃の報告を受けたギャビンは、現在攻撃してきているドイツ軍の雑多な部隊は自殺的な任務を命じられており、いかなる犠牲を払っても第82空挺師団の降下拠点を占拠し、援軍の到来や物資の補給を妨げようとしていると判断していた。さらに、このドイツ軍の雑多な部隊はあくまでも前衛で、今後より強力な精鋭部隊が集中的な攻撃をしてくる前触れに過ぎないとも判断していた。ギャビンはこの苦境を打破するためには、本日の第二次空輸を無事に受け取り戦力を充実させることだと考えて、部隊の再配置を行って友軍輸送機の飛来を待ち構えた。
ギャビンが待ち焦がれていた第二次空輸隊の1,336機のアメリカ軍輸送機、340機の輸送機替わりのイギリス軍爆撃機は午後14：00頃に飛来した。ドイツ空軍は昨日には殆どできなかった戦闘機による迎撃を行ったが、100機のドイツ空軍戦闘機に対して、護衛の連合軍戦闘機は867機もおり、ドイツ空軍戦闘機は輸送機に近づくことなく29機が撃墜され撃退された。しかし、昨日大打撃を与えたはずのドイツ軍対空砲火が昨日より激烈になって輸送機隊を迎え撃った。ドイツ軍高射砲は、輸送機がグライダーを引き離したあと、急角度に機首の向きを変更するタイミングを狙って猛砲撃を浴びせ、たちまち6機が撃墜された。切り離されたグライダーは激しい弾幕の中で着陸点を選べず、広い範囲に着陸した。そのせいで殆どの物資と100人以上の兵士が失われたと思われたが、後に兵士の半分以上が合流し、80％以上の物資が回収できた。この第二次空輸でギャビンは兵士1,782人、ジープ177輌、火砲60門を受け取り、念願の戦力増強を行うことができた。
戦力が充実したギャビンであったが、2日目の午後にはアーネムでイギリス第1空挺師団が苦戦しているという断片的情報が入ってきており、同行しているブラウニングに、イギリス第1空挺師団を救援するため、苦戦している第508歩兵連隊に増援を出して、一気にナイメーヘンに突入してアーネムへの進路を切り開くことを提案した。ギャビンにはオランダのレジスタンス組織から「アーネムのドイツ軍がイギリス軍への勝利宣言を行っている」という情報まで入っていた。しかしブラウニングはイギリス第1空挺師団の状況を深刻には考えていなかったようで、一旦はギャビンの進言に了承したが、その後にそれを取り消して「アーネムにいくのはイギリス第30軍団だ。我々の任務は彼らの交通の安全を確保することにある。彼らの仕事を奪ってはなるまい」とギャビンに“現状維持”を指示した。
第101空挺師団は、早朝から第506歩兵連隊がアイントホーヘンに進撃し、2門の88㎜砲の砲撃を受けたが、それを撃破して市街に突入した。市街では多くのオランダ国民に熱烈な歓迎を受けた。アメリカ兵はその大歓迎ぶりを見て「空気はドイツ人に対する憎悪で悪臭をはなっているようだ」と感じたという。第502歩兵連隊は、昨日に引き続きウィルヘルミナ運河の2本の橋の攻略を目指していたが、守っているドイツ第59歩兵師団の再三の反撃に苦戦しており、橋の確保はできず18日の午後には爆破されてしまった。
第502歩兵連隊の迂回路確保失敗により、イギリス第30軍団の進撃は、昨日爆破されたソンセ橋の修復に大きく依存することになってしまったが、その肝心のイギリス第30軍団がなかなか姿を現さなかった。ようやく昼前の午前11：30ごろになってイギリス第30軍団からの無線を受信することができたが、まだアイントホーヘン手前5マイルで「激戦中」というものであった。ようやく正午前に、イギリス近衛機甲師団偵察隊の2輌の装甲車がドイツ軍の防衛線を迂回して、アイントホーヘン北方で第101空挺師団と接触に成功し、副師団長のジェラルド・J・ヒギンズ准将に温かく迎えられた。偵察隊指揮官は歓喜して「馬丁が我々同類の羽のある友達と連絡がついた」と報告し、これでイギリス第30軍団はようやく、最初の空挺部隊の“絨毯”に足を踏み入れることとなったが、計画からは18時間も遅れていた。この報告を受けたテイラーは高らかに舌打ちし「何をぐずついているのか。ヤツらはいつも広言するだけだ。歩くことさえしないのではないか」と吐き捨てた。
ソンセ橋の修理は第506歩兵連隊ロバート・シンク大佐指揮のもとで第307空挺工兵大隊が行っていたが、午後15：00すぎになってようやくイギリス近衛機甲師団の本隊がアイントホーヘンに近づいてきた。あまりの遅さに業を煮やしていた第101空挺師団の兵士たちであったが、友軍の大部隊の到着には素直に喜んで「嬉しいぜ、故郷から迎えに来た兄貴に会った気分だ」「あんたは、オレの恋人なみに美しいよ」と大声で歓迎している。

#### イギリス軍地上部隊

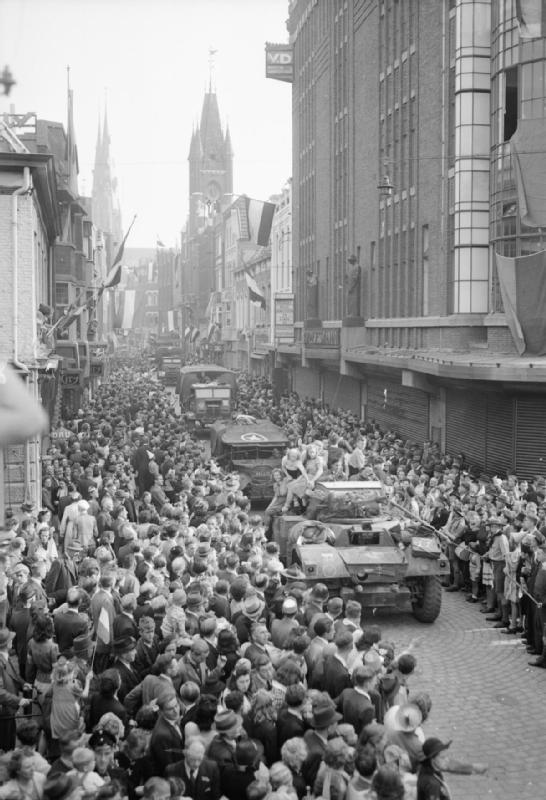
アイントホーへンで歓迎を受ける連合軍

イギリス第30軍団のイギリス近衛機甲師団は、昨晩午後22：00には到達する予定であったアイントホーヘンに到着することができなかったばかりか、アーネムから遥か91kmにあるファルケンスワードで一夜を明かしていた。さらに、悪天候によって出撃時間も計画の午前6：30には間に合いそうもなかった。ドイツ軍の予想以上の頑強な抵抗で、計画は既にとん挫しつつあったが、本隊に先立って出発したイギリス近衛機甲師団偵察隊の指揮官は、なぜ師団がファルケンスワードで一晩過ごさなければならなかったのかが全く理解できず、単に人間は夜眠って昼間働くといった習慣に従っているだけではとも考えたが、いずれにしてもそんな悠長なことを言っている余裕はなかった。3時間後にイギリス近衛機甲師団は進撃を再開したが、昨日に引き続き、巧みに配置されたドイツ軍砲兵陣地に阻止されて早々に進撃が停止させられた。その間、イギリス近衛機甲師団偵察隊はドイツ軍の防衛線をすり抜けて、上述の通り第101空挺師団との接触に成功している。
ドイツ軍の砲兵陣地を制圧したイギリス近衛機甲師団は進撃を再開したが、そのときにアイントホーヘンの住民が、先導の第5近衛機甲旅団第2機甲大隊長エドワード・タイラー少佐の下を訪れ、アイントホーヘンに至るまでのドイツ軍の詳細な情報を提供してくれた。その情報を聞いたタイラーは一気にアイントホーヘンまで進撃可能と判断して大隊に進撃を命じた。やがて視界にアイントホーヘンの市街が見えてきたが、そこには何千人ものオランダ国民が道路に密集して、歓喜の声を上げてイギリス軍を待ち構えていた。それを見た先頭のイギリス軍戦車兵は「今のところ我々を阻止している唯一の障害物は、オランダ人群衆だ」と後続の戦車に無線で知らせた。この後、戦車隊はオランダ国民の群衆をかき分けながら破壊されたソンセ橋にたどり着くまで3時間を要してしまい、皮肉なことに解放を喜んだオランダ国民が作戦計画をさらに狂わせることになってしまった。午後19：00過ぎになって、ようやくイギリス近衛機甲師団の先導部隊は破壊されたソンセ橋にたどり着くと、工兵隊が先に作業をしていた第101空挺師団のシンクらと仮設橋の架橋作業に着手したが、その様子を見ていたテイラーは「限度を超えた怠慢」という印象を抱いた。

#### ドイツ軍

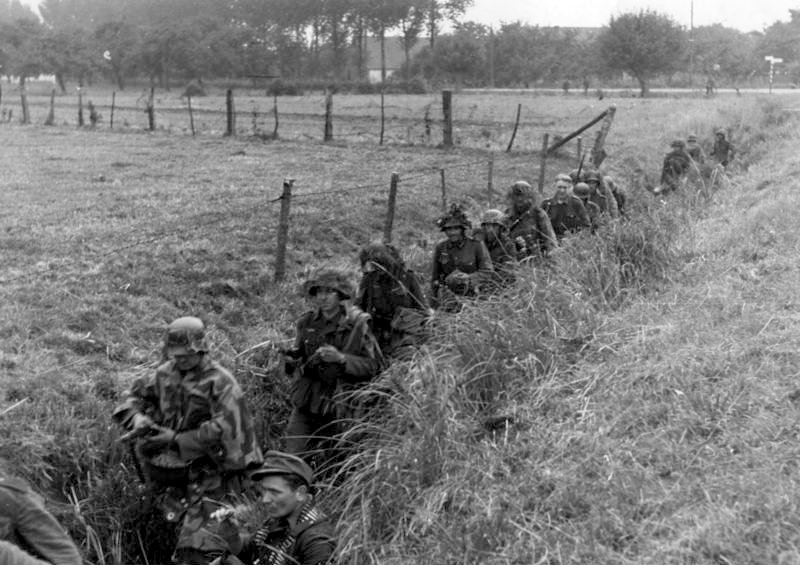
アーネムを守るドイツ第2SS装甲軍団兵士

ドイツ軍は北部のアーネムでイギリス第1空挺師団を攻撃し、ナイメーヘンを守ろうとしているのがビットリヒの第2SS装甲軍団で、南方から進撃してくるイギリス第30軍団を足止めしているのがシュトゥデントの第1降下猟兵軍であったが、この両軍間で殆ど連携らしきものはなかった。シュトゥデントには包囲から脱出できたツァンゲンの第15軍から増援が送られていたが、装備や資材は不足しており、第30軍が突破してナイメーヘンやアーネムに向かってくるのは時間の問題と思われ、最終的に連合軍の攻勢を押しとどめる役目はビットリヒの肩にかかっていた。ルントシュテットが増援の約束をしたと言っても、2日目の時点ではまだ殆ど到着しておらず、前線から増援を矢のように催促してくるハルメルやハルツァーへの対応に苦慮していた。また、戦況についても、フロストの第2大隊にアーネムの道路橋への接近を許したばかりか、その掃討に手間取って、ハルメルの第10SS装甲師団をナイメーヘンに送り込むのにも道路橋を使えないため、旧式の連絡船で渡河させており効率は全く上がっていなかった。
ビットリヒは戦況は予断を許さないと考えており、モーデルに「元帥、手遅れにならぬうちにワール橋を破壊すべきです」と一旦は却下されたナイメーヘンの重要な橋梁の爆破を再びモーデルに上申した。しかし、モーデルは戦況を楽観的に考えていたうえ、短気で尊大な性格をしており、部下の上申を簡単に取り上げるような軍人ではなかった。ビットリヒの上申に対し「いかん！いかんと言ったらいかん！」と前回と同じようにあっさり却下すると、「橋に連合軍が近づこうとしたらシュトゥデントとハルメルで阻止せよ」と引き続き橋の死守を命じた。ビットリヒがもっとも恐れていたのは、連合軍がもう1個師団の空挺部隊をアーネムに降下させれば、もはや第2SS装甲軍にそれを防ぐ戦力はないことであったが、モーデルはそのビットリヒの懸念にも全く耳を貸さず「私は命令を変更しない。ナイメーヘンの橋は破壊してはならないし、アーネムの橋は24時間以内に占領せよ」と突き放した。強情なモーデルにビットリヒは閉口していたが、モーデルは部下への約束はしっかりと果たしており、18日の夜になって、ドイツ国内のエメリッヒ・アム・ラインから急行した戦車を含む増援が到着し、第9SS装甲師団と第10SS装甲師団はかなり戦力強化された。
アーネム付近にいたドイツ軍第2SS装甲軍団については、事前のレジスタンス組織からの情報や航空偵察によって、その存在についての情報が再三に渡って連合軍上級司令部にもたらされていたが、モントゴメリーやブラウニングは作戦遂行に前のめりになるあまり、その警告を無視し続けた。しかし、ドイツ軍の戦車については、モントゴメリーらの希望的観測の通り、作戦2日目の日中までは殆どアーネムの戦場には出現していなかった。これは上述の通り第2SS装甲軍団がファレーズ・ポケットでほぼ全ての戦車を失っていたからであるが、モントゴメリーらが想定していたより遥かに迅速に、モーデルは大量の戦車をドイツ国内から増援として送り込み、戦場に投入することができた。これは「ヒトラーの火消し屋」の異名を持つ、モーデルの「卓越した即興の才能」によるところが大きかった。
ビットリヒがアーネムへの新たな空挺師団の降下を懸念していたのは、本日も輸送機の大編隊が飛来しているのを見せつけられていたから当然であったが、部下のハルツァーやハルメルも上官ビットリヒと同様の懸念を抱いていた。ハルメルとハルツァーの任務分担については、ハルメルはナイメーヘンの防衛とアーネムの道路橋に陣取るフロストの撃滅と橋の奪還、ハルツァーにはオーステルベークのイギリス第1空挺師団主力の殲滅が命じられていたが、ハルツァーは「連合軍はまだ先遣部隊程度しか降下させておらず、もっと多くの後続部隊が降下して、ドイツ本土に進撃するのは確実」だと考えていた。ハルツァーはアーネムを守り切る自信は全くなく、せめて司令部が爆撃で破壊されるのを防ぐため、戦時国際法を無視し、捕虜としたイギリス軍兵士を司令部近くに鉄条網を囲って作った臨時の捕虜収容所に押し込んで、連合軍空軍の爆撃を避けようとした。ナイメーヘンへの兵力移動を行っていたハルメルは、連絡船だけでは埒が明かないので、工兵隊に急ごしらえでゴムボートや丸太船を造らせて、車両や装備を載せて渡河を試みていたが、不安定で車両が落下して水中に没したり、また時折連合軍の戦闘爆撃機が飛来して銃爆撃で阻止してきた。そこでハルメルは日中の渡河を諦めて、日没まで待って渡河を再開したが、24時間でたった2個大隊しかナイメーヘンに送り込むことができなかった。ハルメルはこの兵力でイギリス軍戦車隊を押しとどめることは不可能と確信しており、モーデルの命令に違反しても、イギリス軍の戦車がワール橋を渡り始めたらそれを爆破することを決意していた。

### 三日目、1944年9月19日（火）

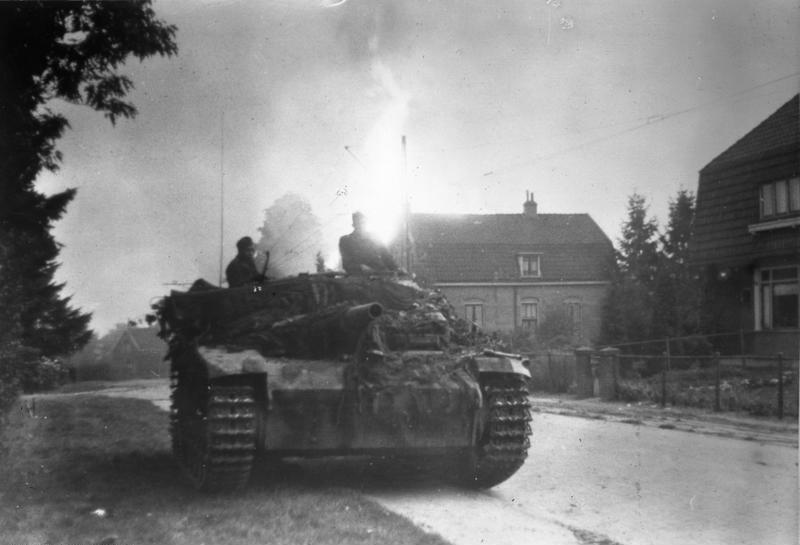
炎上するアーネムを進む10.5cm突撃榴弾砲42

#### イギリス軍空挺部隊

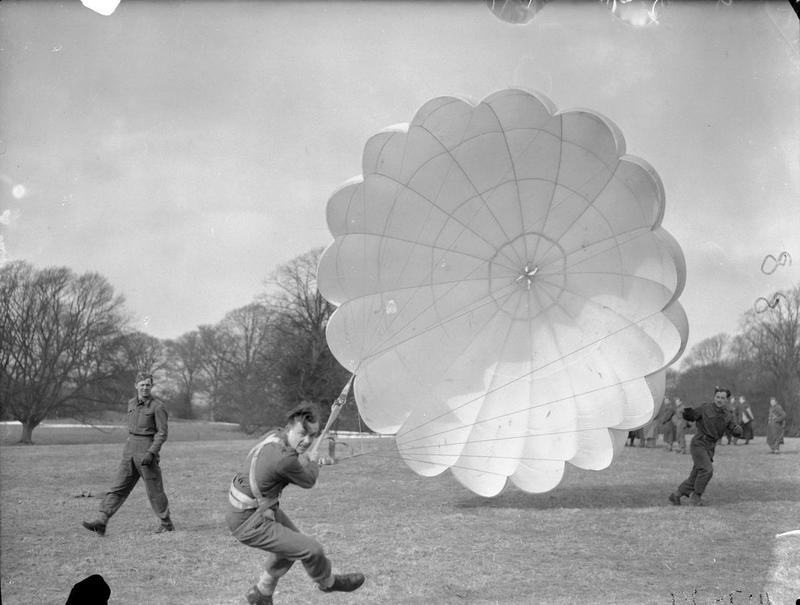
イギリス国内で訓練を受けるポーランド空挺兵士

9月19日の朝、これまで凶報続きであったイギリス第1空挺師団にとってようやく事態好転の希望を抱かせる吉報が入った。まずは上述の通り作戦計画から大きく遅延してはいるが、第30軍団がアーネムに向けて進撃を再開したこと。あとはアーカートがようやく師団司令部に復帰したことであった。昨日18日にヒックスが、イギリス第1落下傘旅団救援のためアーネムに向かわせていたサウス・スタッフォードシャー連隊は、橋に到達する前にドイツ軍の防衛線につかまって大損害を被っていたが、それでもアーカートの隠れ家の周りを取り囲んでいたドイツ軍を撤退させることには成功した。アーカートはドイツ軍が去り、代わりにイギリス兵が近づいてきたのがわかったので、意を決して2人の大尉と隠れ家を飛び出してサウス・スタッフォードシャー連隊と合流し、その後にジープを徴発してオーステルベークのハルテンシュタインホテルに設置されたイギリス第1空挺師団司令部まで向かい、午前7：25になってようやく、作戦のもっとも重要だった39時間もの間留守にしていた師団司令部にたどり着いた。師団参謀たちはアーカートの復帰を喜び、なかでも、ハケットとヒックスの指揮権争いを冷ややかな目で見ていた、イギリス第1空挺師団参謀長チャールズ・マッケンジー中佐は以下のような想いを抱いた。
アーカートは師団参謀から報告を受けて厳しい戦況の全体像を把握した。特にがっかりさせられたのが、第30軍団が未だにナイメーヘンにすら到達していないことであった。さらに作戦開始前になぜドイツの機甲師団がいないなどと楽観的に考えていたのかを後悔したがもはや後の祭りであった。
本日にはポーランド第1独立パラシュート旅団が降下する計画であったが、降下予定の午前10：00になっても霧によって輸送機の離陸は困難であり、出撃は5時間延期された。旅団長のスタニスラウ・ソサボフスキー少将は、ドイツ軍のポーランド侵攻で戦ったのち、フランスからイギリスへと転進しながら自由ポーランド軍部隊を率いてきた。気難しく頑固で情熱的であったソサボフスキーはこの作戦に疑問を抱き、作戦開始前はブラウニングを批判もしていたが、作戦開始が決まると少しでも早く戦場に駆け付けたいと願い、霧が晴れ次第命令を変更してすぐに出撃できる準備を整えていたが、結局この日は終日天気が回復することはなかった。ソサボフスキーはアーカートが苦戦していると確信しており、早く救援に駆け付けたいという思いと、時間が経てば経つほどドイツ軍の抵抗が激しくなると判断しており、イギリス空軍に多少の悪天候でも出撃するよう詰め寄ったが、結局明朝まで出撃は延期されることとなった。
ポーランド第1独立パラシュート旅団が到着しないなかで、アーカートは手持ちの兵力でイギリス第1落下傘旅団を救援しようとしたが、ドイツ軍の重囲下でそれもままならず、救援は困難を極めていた。とくにアーネムで孤立するフロストの第2大隊に対しては、第10SS装甲師団長ハルメル自らが殲滅に乗り出した。しかしハルメルはこれまでのフロストの勇戦を敬って、まずは捕虜のイギリス兵をフロストの元に差し向けてフロストに降伏を迫ることとした。捕虜の軍曹は、ドイツ軍がフロストに、死ぬか降伏以外に選択肢はないと迫っていることを告げたが、フロストはその軍曹に「敵軍は自軍の犠牲者にがっくり来ているようだ」と話すと「馬鹿野郎と言え」と告げた。その答えを聞いた軍曹は勇気が湧いて、再び戦線に加わって戦うことを決意しフロストも了承している。捕虜が帰ってこなかったことを知ったハルメルは、今度はドイツ兵に白旗を持たせて第2大隊の陣地に近づかせて「降伏せよ」と叫ばせたが、それを見ていた第2大隊のエリク・マケイ大尉は「我々のところはたった2部屋しかないのだ。このうえ、捕虜を受け入れたら狭苦しくなる」「とっとと消え失せろ。捕虜なんかいらないよ」と罵倒してドイツ兵を追い返した。降伏を拒絶したフロストに対し、ハルメルは殲滅を決断した。

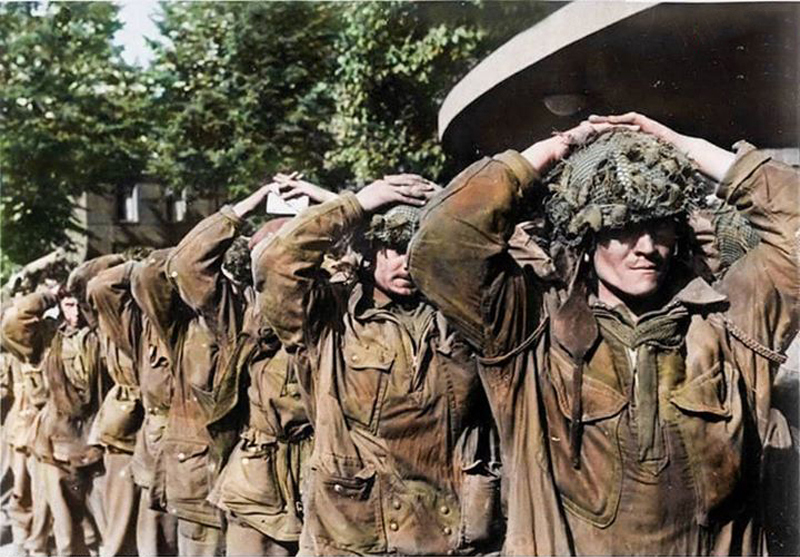
9月19日の戦いで投降したイギリス第1落下傘旅団の兵士

ハルメルは砲兵に砲撃開始を命じた後に、フロストの殲滅は部下に任せて、戦況が緊迫してきたナイメーヘンに向かった。ドイツ軍砲兵は第2大隊が立て籠もる建物に次々と正確な砲撃を浴びせ、橋の北岸一帯で第2大隊が確保していた18棟の建物のうち、8棟の建物からイギリス兵を追い出した。第10SS装甲師団にはようやく戦車の補充が到着し、その中には重戦車ティーガーIも含まれており早速戦場に投入された。ティーガーIはフロストが確保している地域に突入すると、その強力な88㎜砲を遠慮なく近距離から建物に撃ち込んだ。その砲撃は、熟練の武装親衛隊員が「これまで見た中で最良の、もっとも効果的な砲撃であった」「イギリス兵が本当で気の毒で仕方なかった」と同情するほど徹底的なものであった。建物は1棟、1棟念入りに破壊され、破壊された建物からはイギリス兵は蜘蛛の子を散らすように逃げまどい、ティーガーIはその建物の瓦礫の山をブルドーザーの様に踏み固めてしまった。第10SS装甲師団の攻撃は終日続いて、わずかに第2大隊が確保し続けている建物の地下室は負傷者で溢れていた。やがて夜のとばりが下りてきたが、あちこちから炎が上がっており、フロストからはアーネム全市が燃えているように見えた。強力な戦車部隊を前にフロストのできることは、暗号ではなく平文で第30軍団に救援を求め続けながら、残った建物に立て籠ることだけであった。
ヒックスの命令でイギリス第1落下傘旅団を救援向かっていたサウス・スタッフォードシャー連隊は、肝心のイギリス第1落下傘旅団が昨日の18日でほぼ壊滅状態に陥っていたうえに、サウス・スタッフォードシャー連隊もドイツ軍の重囲を突破できず、アーネムに進むどころか、大損害を被って逆に司令部のあるオーステルベークに押し戻されていた。アーカートはもはやフロストを救うどころか、自分たちもドイツ軍に殲滅されかねない現実を思い知らされると、断腸の思いでフロストら第2大隊を見殺しにする非情の決断をして、アーネムに向かっていたハケットのイギリス第4落下傘旅団に撤退を命じて、オーステルベークを固めることとした。退却してきたサウス・スタッフォードシャー連隊の残存部隊は、ロバート・カイン少佐の指揮下で、第1空挺軽砲兵連隊とM116 75mm榴弾砲の砲兵陣地から半マイル先に防衛線を構築した。この部隊は、第1空挺軽砲兵連隊指揮官のリチャード・ロンズデール少佐の名前から「ロンズデールフォース」などと呼ばれたが、この後、効果的にドイツ軍の戦車隊の進撃を阻むことになった。

#### アメリカ軍空挺部隊・イギリス軍地上部隊

仮設橋を渡るイギリス軍

夜を徹して行われたソンセ橋の仮設橋架橋作業は翌朝には完了し、午前6：45にウェールズ近衛歩兵第1連隊を先頭に進撃を再開したが、既にこの時点で作戦計画より36時間も遅れていた。第30軍団はこれまでの遅れを取り戻すかのように急進撃し、ヴェーゼル近郊のボクステル - ヴェーゼル鉄道線の鉄道橋ゲネプ橋を渡河し第101空挺師団の担当地区を抜けると、午前8：20には第82空挺師団担当地区の最南部に到達し第504歩兵連隊の前線を通過して、グラーヴェのミューズ橋も渡河した。これで「ガーデン作戦」の進撃路の2/3を踏破したことになった。計画からは遅れているものの、1本道の進撃路を無難に進撃できたのは、空挺部隊の敢闘がなければ不可能なことであった。作戦に参加している兵士の殆どが作戦の成功を目の前にして、高鳴る胸を抑えかねていた。ただし、このこの成功を確信している兵士のなかに、唯一イギリス第1空挺師団の兵士は含まれていなかった。
ナイメーヘン近郊のブラウニングの司令部で、第30軍団司令官ホロックス、イギリス近衛機甲師団長アラン・アデア、第82空挺師団長ギャビンにブラウニングで作戦会議が開かれた。ホロックスらは未だナイメーヘンのワール橋を確保できていないことに驚かされたが、それが、予想より遥かに多かったドイツ軍に対して拠点を守るのが精いっぱいであったことと、親衛隊の精鋭部隊の増援が続々と到着してワール橋周囲の守りを固めていることなどが原因であることを説明された。イギリス第1空挺師団からの報告は途絶えており、情報はギャビンが入手したレジスタンス組織からの断片的な情報が中心であり、イギリス軍指揮官たちはそれほど心配している様子もなかったが、ギャビンはイギリス第1空挺師団が窮地に陥っていると認識しており、速やかにアーネムに救援に向かうべきだと考えていた。そこでギャビンはイギリス近衛機甲師団に支援を要請し、今晩にワール橋の両端を一気に制圧して橋を確保すると申し出た。迅速に橋を確保しないとドイツ軍に爆破される危険性があるが、橋の北端を抑えるためには、敵前でライン川を渡河する必要があり冒険的な作戦であった。その申し出を聞いた3人のイギリスの将軍は感動し、特にブラウニングは以下のような感想を持った。
ギャビンはイギリス軍に舟艇の準備を依頼し、ホロックスは快諾したが、舟艇を搭載したトラックは遥か後方におり、どう急いでも翌日20日の正午にならないと到着しないということであった。これで第82空挺師団は白昼にドイツ軍の目の前を渡河する羽目となった。その後にさらに遅れるとの報告が入り、心配になったギャビンがホロックスに「これ以上は遅れないですよね？」と念押ししたが、ホロックスは「もちろんです。各部隊は十分な注意の下に進撃路を開いており、ドイツ軍から側方や背後から奇襲されることはない」と太鼓判を押した。しかしホロックスは知らなかったが、オイゲン・マインドル降下猟兵中将率いる第2降下猟兵軍団の部隊が、ドイツ国境のライヒスヴァルトの森林に集結して、イギリス軍進撃路の側方から攻撃するチャンスをうかがっていた。

#### ドイツ軍

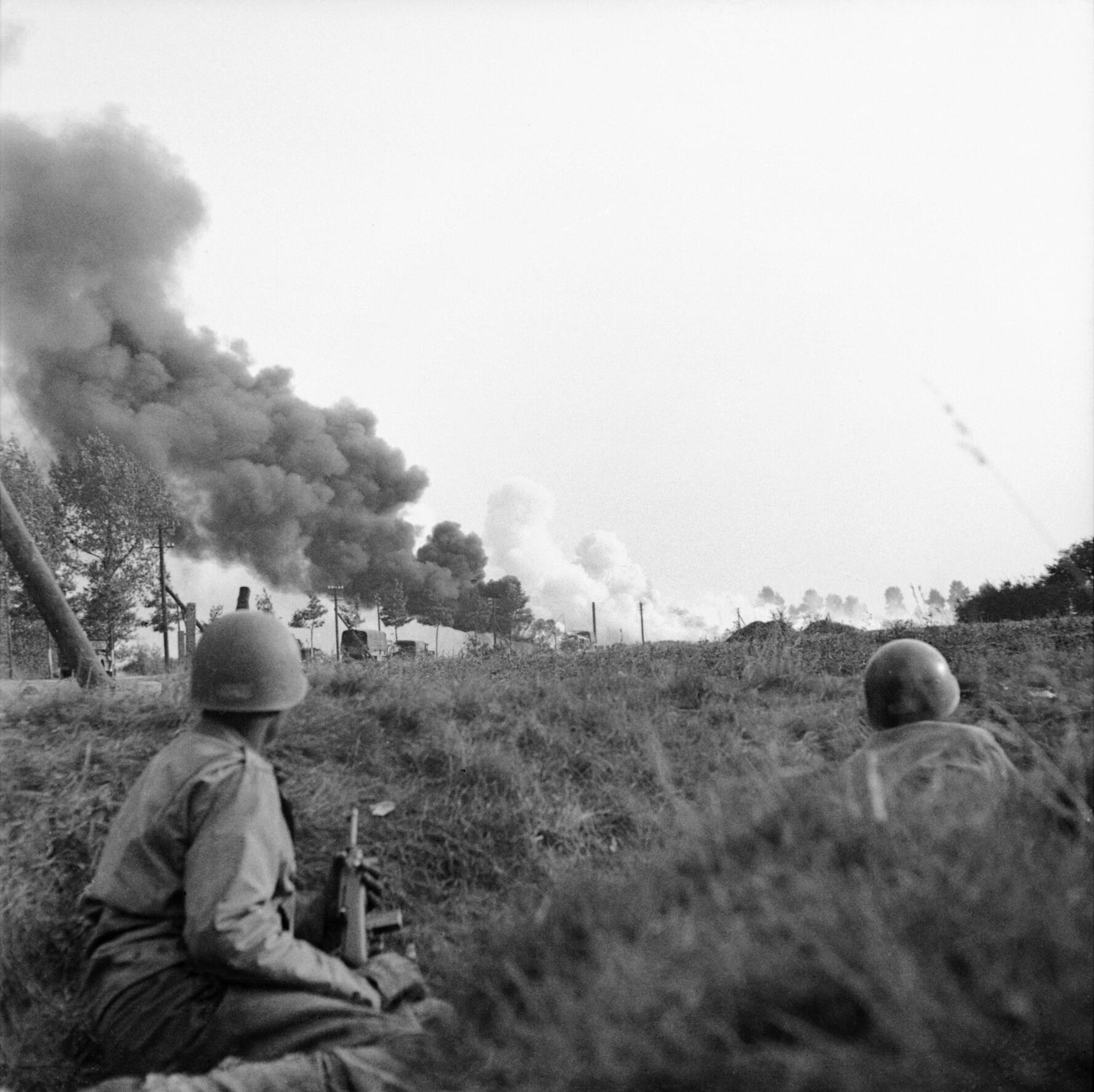
アイントホーフェンとソンの間の補給路でドイツ軍の砲撃を浴びて炎上する連合軍輸送車両

ツァンゲンの第15軍の援護を受けていたシュトゥデントの第1降下猟兵軍は、第30軍に突破を許した後も、後方で補給路を攻撃続けて、補給を脅かしていた。第30軍団を無事に渡河させた第101空挺師団の任務は、24kmにも渡る師団の担当区域の補給路の安全を守ることとなり、この補給路を巡って激戦が繰り広げられたことから「地獄のハイウェー」などと呼ばれることになった。9月19日の午後から、第15軍の部隊がベスト村落を基地として、補給路である国道を往来する大量の車両に砲撃を浴びせてきており、撃破された軍用車両を撤去するためにブルドーザーが絶えず行ったり来たりしないといけない状況であった。第101空挺師団長のテイラーはこの状況を打開すべく、第502歩兵連隊に12輌のイギリス軍戦車の支援を受けてベスト村落を攻撃した。この攻撃は奇襲となり、ベスト村落内にいたドイツ第15軍の部隊は包囲されて、激戦の末に連合軍が「マーケット・ガーデン作戦」開始以降に手にした最初の大勝利となった。この戦いでドイツ第15軍は約300人の兵士が戦死、1,000人が捕虜となり、15門の88㎜砲が鹵獲されるなど大損害を被ってベスト村落から駆逐された。
しかし、シュトゥデントはこの損害にひるむことはなく、次は仮設されたばかりのソンセ橋を目標として攻撃を続けた。ドイツ軍のV号戦車パンター数輌に支援された歩兵部隊が果敢に攻撃してきたが、師団長のテイラー自らが司令部要員をかき集めてソンセ橋に増援として急行、第502歩兵連隊と共に数少ないバズーカとたった1門の対戦車砲で迎え撃ち、パンター1輌を撃破して撃退した。シュトゥデントは「地獄のハイウェー」で果敢で猛烈なゲリラ戦を仕掛けて、第101空挺師団は次第に損害が蓄積して消耗していった。夜も例外ではなく、ドイツ兵は闇に紛れてアメリカ軍陣地に近づいてアメリカ兵を殺害したので、朝起きたら隣の蛸壺壕にいた戦友がいつの間にかに死んでいるみたいな状況もあった。テイラーはこの状況を「初期のアメリカ西部を思い出させてくれるものがあった」「小規模な守備隊で、広い範囲の重要な鉄道沿線のどの地点においても、急に襲い掛かってくるインディアンと戦わなければならなかった」と西部劇に例えている。第30軍団が進撃するに従って補給路は伸びていき、アーネムに迫る頃には75kmにも達していたが、その補給路の幅は10ｍぐらいにしかすぎず、シュトゥデントによる補給路へのハラスメント攻撃により、数時間から長いときは数日間に渡って補給路が分断された。この補給路分断は、第30軍の進撃速度の遅滞に繋がっており、作戦の最終局面で決して少なくはない影響を及ぼすことになった。

### 四日目、1944年9月20日（水）

#### イギリス軍空挺部隊

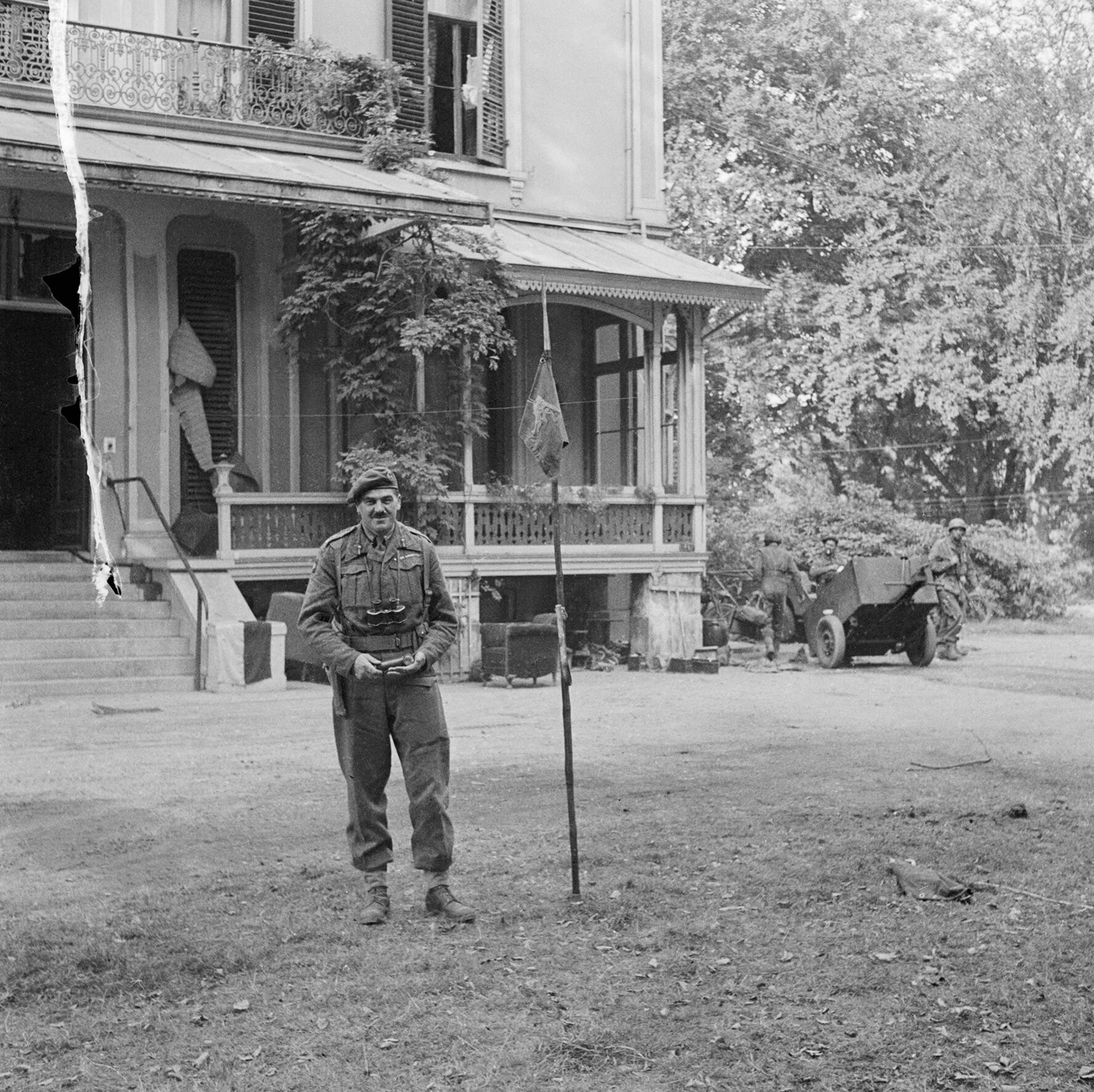
ハルテンシュタインホテルのイギリス第1空挺師団司令部でのロイ・アーカート少将

アーネムでは19日の終日に渡るハルメルの大攻勢を凌いだフロストの第2大隊が夜明けを迎えたが、既に不眠不休で72時間、食事抜きで24時間、飲料水なしで12時間戦い続けており、健常な兵士はわずか150人にまで減っていた。 この日になってようやく第2大隊はイギリス第1空挺師団司令部と連絡が取れるようになったが、作戦開始以降で初めてのアーカートとフロストの会話は、師団が第2大隊を見捨てるという残酷な告知であった。アーカートはフロストと合流していた師団偵察隊のガフから簡単な報告を受けた後でフロストと話した。アーカートは師団が第2大隊を救援する手段はなく「南からの救援（第30軍団）を頼みするしかない」と告げ、フロストと部下将兵への個人的な賛辞を贈ったが、フロストは「師団長の声を聴いて非常にうれしかった」ものの、勇気づけられるような話は一切なく、アーカートも難問を抱えているのだと察して、フロストの返事は「ご武運をお祈りします」だけであった。
アーカートは降下が延期となったポーランド第1独立パラシュート旅団に期待を寄せてその到来を心待ちにしていたが、降下予定地点にはドイツ軍が迫っており、出撃準備していた指揮官のソサボフスキーに出撃わずか3時間前に降下予定位置の変更が告げられた。これまで入念に検討してきた降下後の作戦計画が全くの白紙になるばかりか、わずか3時間では新たな計画を練る時間すらなくソサボフスキーは不安と不満を覚えたが、それでもようやく出撃できるので、部下のポーランド兵たちの士気は向上していた。ソサボフスキーらは114機の輸送機に分乗して輸送機の離陸を待ったが、やがて輸送機は滑走路を離陸位置に移動し始めた。しかし、ソサボフスキーが搭乗していた先頭機は、滑走位置まで達するとプロペラが停止してしまった。ソサボフスキーが心配していると、イギリス空軍将校がやってきて、霧を理由に明日午後13：00までの作戦延期を告げた。
アーネムで苦闘を続けるフロストは防衛線縮小を命じ、ドイツ軍の目を盗んで第2大隊の兵士はこれまで死守してきた建物を脱出した。最前線で指揮してきたフロストもついに両足を負傷し、次席のガフに大隊の指揮を任せた。地下室は負傷兵で溢れかえっており、このままであったら、崩壊する建物で生き埋めとなる危険性が高かった。そこで軍医はフロストにドイツ側に休戦を申し込んで、負傷兵だけでも降伏するように進言し、フロストも了承した。イギリス側の休戦の申し出に対しドイツ軍は即座に承知し、地下室に閉じ込められていたイギリス兵とドイツ兵の負傷兵を収容していったが、その際に狡猾にもドイツ軍3個中隊を第2大隊が支配していた地域に送り込んで、第2大隊を小部隊ごとに孤立させてしまったが、フロストにはどうすることもできなかった。フロストも他の負傷兵と共に、破壊を免れていたアーネム市街のエリザベート・ゲストハウスに収容された。フロストは自分が指揮官とドイツ軍にわからないようにするため階級章をはぎ取っていたが、すぐに指揮官であることは見破られた。しかしドイツ軍の親衛隊員たちは敢闘したフロストに敬意を表しており丁重に扱われた。ドイツ軍はもう戦闘は終了したことを認識していたが、残されたイギリス軍の指揮官代行のガフは、明日になれば第30軍団が救援に来てくれると信じて、それまでなんとか持ちこたえようと部下将兵を励ました。

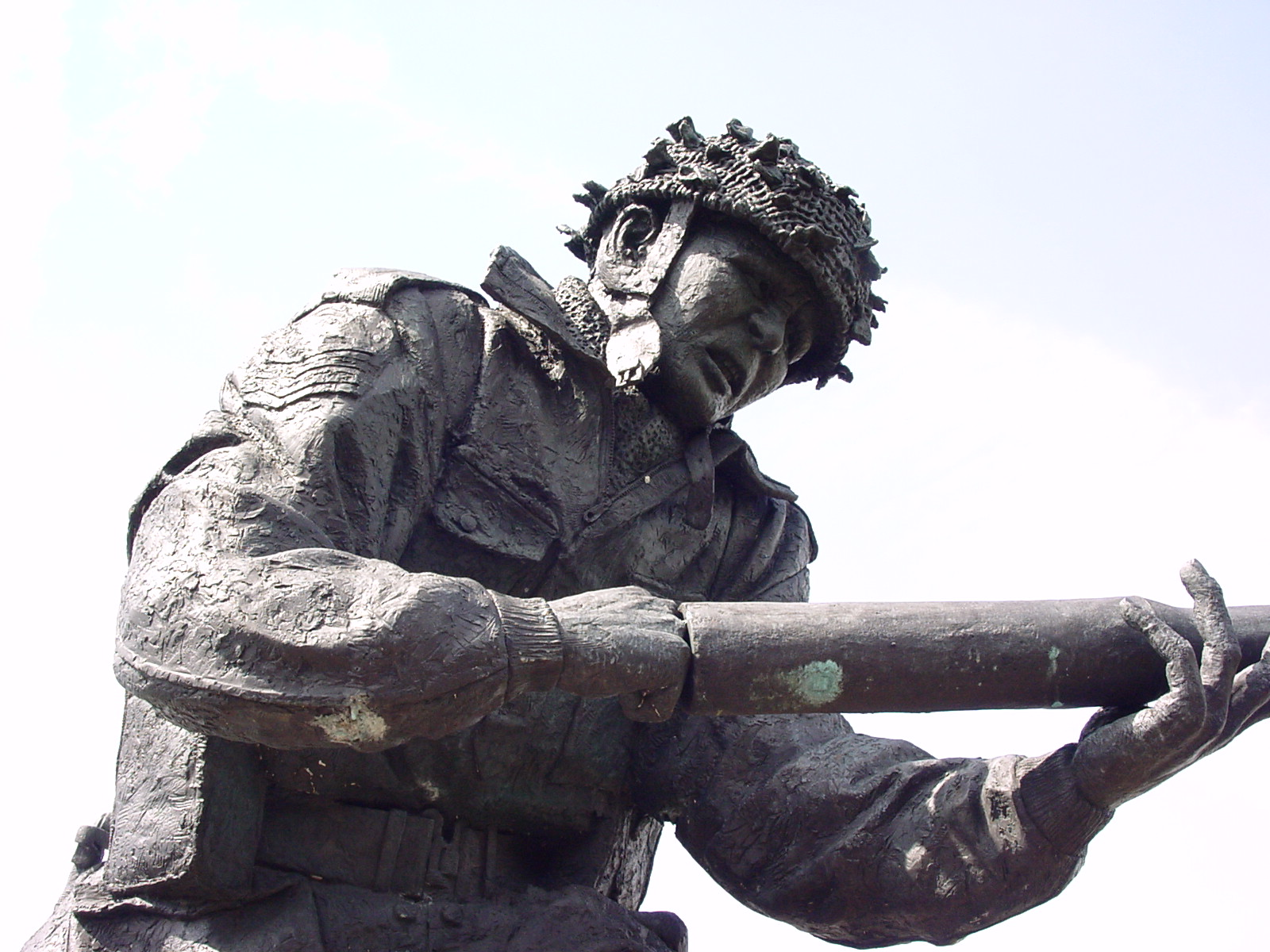
ストーク＝オン＝トレントのガーデン・フェスティバルに建立されたジョン・バスキーフィールドの彫像

オーステルベークにも早朝から、ハルツァー指揮下の第9SS装甲師団が進撃してきており、街道を固めるロンズデールフォースと激戦となっていた。サウス・スタッフォードシャー連隊第2大隊対戦車小隊ジョン・バスキーフィールド軍曹勤務伍長は、アーネムからオーステルベークに通じるネーデンドルプス通りのT字路付近にオードナンス QF 6ポンド砲2門を配置してドイツ軍戦車を待ち構えていたが、やがて、戦車と突撃砲に支援された歩兵が通りを進撃してきたので、バスキーフィールドは自ら6ポンド砲を操作して、ドイツ軍の装甲車、戦車、突撃砲数輌を撃破して撃退した。しかし、ドイツ軍のティーガーIが現れて、バスキーフィールドが操作する6ポンド砲に88㎜砲を浴びせ、砲を撃破されて、バスキーフィールド以外の砲兵は全て戦死し、バスキーフィールドも足に重傷を負った。それでもバスキーフィールドは諦めることなく、もう1門の砲に這いつくばりながら接近して、砲がまだ砲撃可能であることを確かめると、生き残っている砲兵を鼓舞してティーガーIに2発の砲弾を命中させてこれを撃破し、次のティーガーIにも砲撃をしようと砲弾を装填していたときに、ティーガーIが先に発射した砲弾で砲ごと吹き飛ばされて戦死した。バスキーフィールドはこの活躍で、戦死後にヴィクトリア十字章を遺贈されている。
サウス・スタッフォードシャー連隊の残存部隊を率いていたカインも、接近してくる戦車隊に対戦車兵器PIATを駆使して敢闘していた。カインは部下を置いて自らPIATを抱えて進撃してきたティーガーIに20ｍまで接近し、1発の擲弾発射で擱座に成功させた。しかし、ティーガーIはそれで沈黙することはなく、砲塔を旋回させてカインを狙い撃とうとしたが、砲身が近くの建物に当たってそれ以上旋回させることができなかった。その砲身の激突によりレンガ造りの建物の一部が破損し、その破損した部分のレンガがカインに降り注いで軽傷を負ってしまったが、カインはめげることなくPIATに擲弾を装填すると、何発もティーガーIに命中させ、さらに後方の砲兵陣地からM116 75mm榴弾砲の砲撃支援もあって、ティーガーIは完全に沈黙した。カインはその後もPIATを抱えて、何日もの間、戦車狩りを続け、PIATの擲弾を使い果たすと、迫撃砲弾を使って戦車に肉薄攻撃をした。その間、何回も負傷したが構わずに出撃し続け、22日には鼓膜が破れたが耳栓をして出撃した。勇敢を通り越して命知らずな戦闘を続けたのに最後まで生き残り、戦車6輌を撃破してヴィクトリア十字章を受章したが、上述のバスキーフィールドを含め、アーネムの戦いでヴィクトリア十字章を受章した5人の軍人のなかでは唯一の生還者となった。

#### ドイツ軍

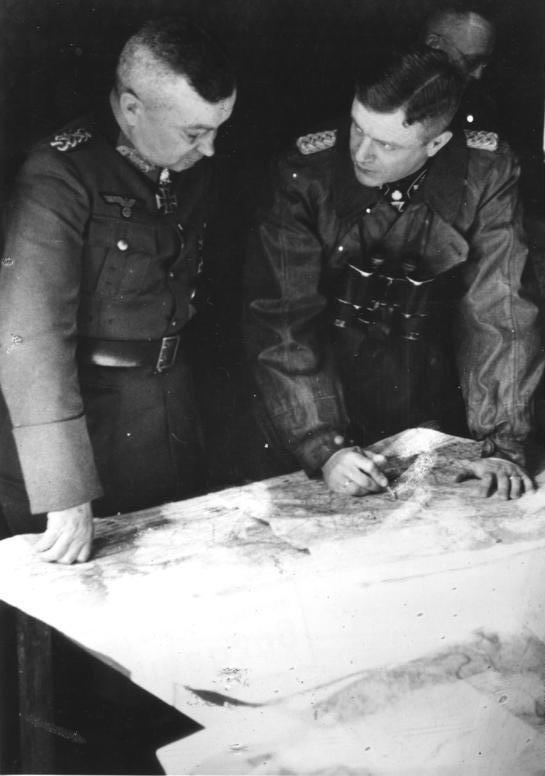
B軍集団司令官のヴァルター・モーデル（左）と作戦協議する第10SS装甲師団長ハインツ・ハルメル（右）

B軍集団は、連合軍空挺部隊の奇襲の後、準備を進めてきた反撃態勢の構築にようやく目途が付きつつあった。アーネムを猛攻している第2SS装甲軍団には60輌もの新鋭重戦車ティーガーIIが工場から送られることになるなど、続々と補充戦力が到着していた。ドイツ第15軍も戦力を回復しており、グスタフ・アドルフ・フォン・ツアンゲン上級大将はオランダの戦場に兵士82,000人、火砲530門、車両4,600輌、軍馬4,000頭と大量の弾薬や補給品を送り込んでいた。イギリス第30軍団の補給路は、全線に渡って東方のドイツ側からシュトゥデントのハラスメント攻撃を受け続けており、補給路を守るために第101空挺師団と後衛のイギリス軍戦車部隊が迎撃して、どうにか補給路を維持していた。
本日中に敵前渡河作戦を計画している第82空挺師団の担当地域でも、東方のライヒスヴァルトの森林から降下猟兵がドイツ軍砲兵の砲撃支援下で進撃してきた。ドイツ軍は明らかに第82空挺師団が確保していたミューズ橋の奪還を狙っていたが、その橋をドイツ軍に奪われるとナイメーヘンに集結している連合軍は補給路を分断されて危機に陥ることとなるため、ギャビンはわずかに動かすことが可能な第82空挺師団の部隊に加えて、アデアにコールドストリーム警備隊第5大隊の支援を要請して、ドイツ軍を迎え撃った。激戦は終日続いたが、ドイツ軍は目的を達することはできずに撤退していった。モーデルはこの反撃に自信を持っており、連合軍はナイメーヘンを渡河できずここで足止めできると考えていた。しかし、ビットリヒはそこまで戦況を楽観視することはできず、またもやモーデルに「ナイメーヘンの諸橋梁を破壊でもしておけばもっと安心なんですが」と橋の爆破の許可を申し出たが、モーデルはいつものように怒って「駄目だ」と一喝した。
ビットリヒが上官のモーデルに不満を抱いていたように、ビットリヒの部下の第10SS装甲師団長ハルメルはビットリヒに不満を抱いていた。師団にティーガーIIの増援が約束されていたが、その増援が到着する日時がはっきりしていなかったうえ、ティーガーIIについては、第10SS装甲師団が自らの責任でネーデル・ライン川を渡河させて戦場に投入せよと命じられた。しかし、ティーガーIIの巨体に耐えられる橋などはなく、ハルメルは3日もかかって新たな軍橋の架橋をする必要にせまられた。そして、ビットリヒが現場で作業を視察することはなかった。また、ナイメーヘンを死守せよと命じられたが、橋の爆破は禁止され、ティーガーIIが到着しないなかで、追加で与えられた戦力はわずかV号戦車パンター12輌に過ぎなかった。ハルメルを苛立たせていたのはビットリヒだけでなく、35輌の戦車と自走砲1門という戦力を託しているのに、アーネムでまともな対戦車能力もないフロストの第2大隊に苦戦しているハンス・ベータ・クナウスト少佐にも向けられていた。一方で連合軍は48時間以内にワール橋に総攻撃を開始すると予想しており、増援が到着する前に連合軍の総攻撃が始まったら、上述の通り、既にモーデルやビットリヒに逆らって橋を爆破しようと決意していた。しかし、このように思慮深いハルメルですら、ギャビンの型破りの奇襲攻撃を予想することはできなかった。

#### アメリカ軍空挺部隊・イギリス軍地上部隊

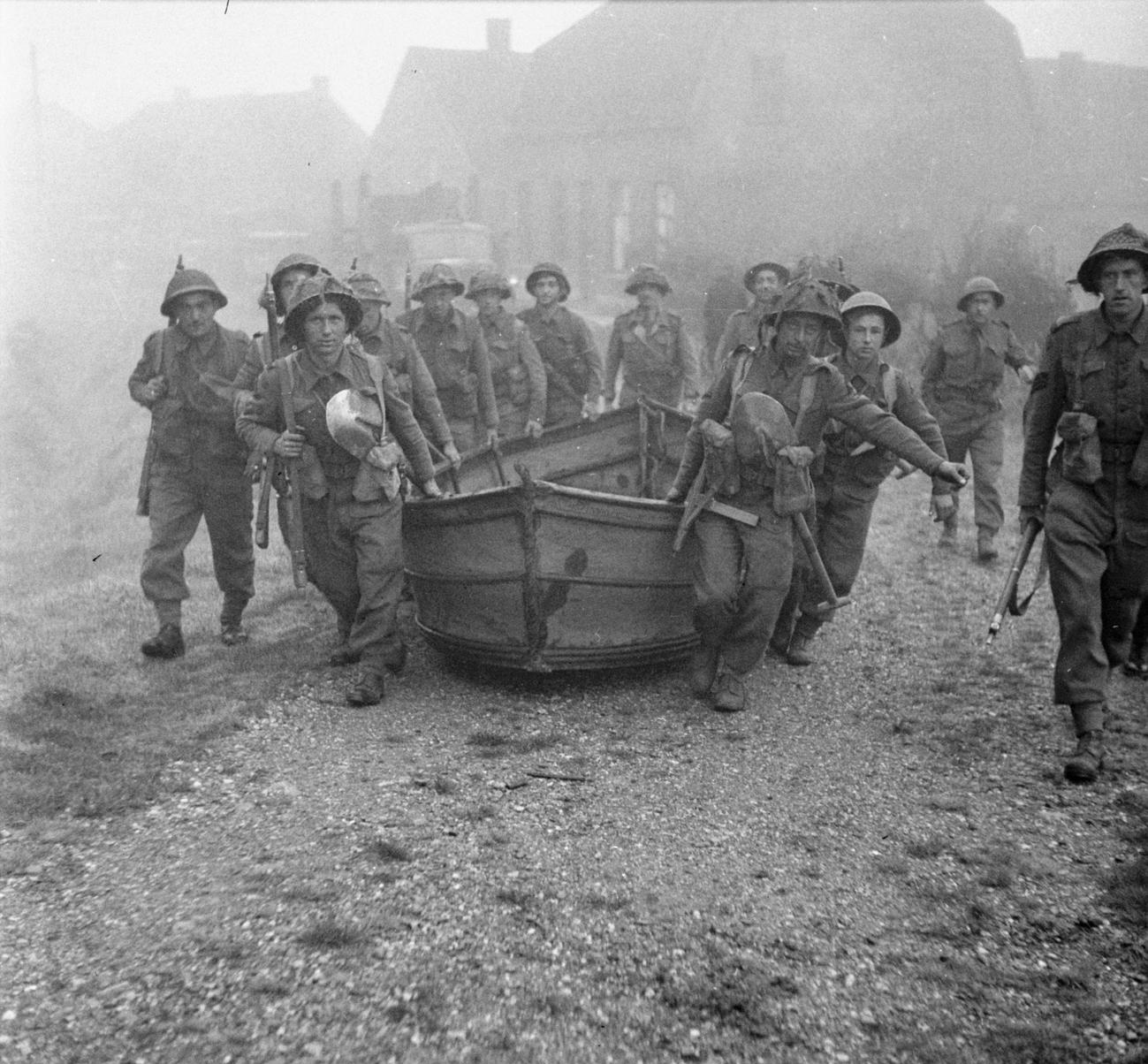
第82空挺師団第504歩兵連隊第3大隊が渡河に使用したイギリス軍ボート

師団長のギャビンがナイメーヘン南方で補給路死守のために戦っている頃、昨晩に敵前の強攻渡河作戦の指揮をギャビンから命じられていた第504歩兵連隊第3大隊長のジュリアン・クック少佐は、イギリス軍から提供される舟艇の到着を待ちわびていた。この敵前渡河作戦は非常に危険性の高い冒険的な作戦ながら、準備と計画策定は夜を徹して緻密に行われた。作戦計画としては、橋南端周辺をイギリス近衛機甲師団と第82空挺師団が連携攻撃して制圧、渡河開始30分前にはイギリス軍の戦闘爆撃機が北岸側の堤防を低空飛行で徹底的に空爆し、さらには制圧した南岸の堤防から火砲と戦車が煙幕弾も含めた砲撃を北側のドイツ軍に浴びせ、その間、舟艇に搭乗した第504歩兵連隊第3大隊がライン川を渡河、橋周辺の陣地を避けて上陸し、上陸点から陣地の後側面に回り込んで、橋周辺の陣地を制圧して橋北端を確保してしまうというものであった。
しかし、ナイメーヘンまでの一本道は、シュトゥデントによるハラスメント攻撃により、あちこちでドイツ軍の砲撃や、空襲に晒されて混雑しており、舟艇を搭載したイギリス軍のトラックはなかなか到着しなかった。ホロックスが太鼓判を押した午後13：00にはついに到着せずクックらはやきもきしていたが、ついに午後14：40になって舟艇が到着した。しかしトラックから降ろしてみた舟艇は、全長6.5ｍの合板と帆布で作られた簡易的なもので、長さ1.2ｍのオールは各艇2本ずつしか付いていなかった。事前に説明は受けていたもののあまりにも粗末な舟艇にアメリカ兵は愕然としたが、この舟艇しかないので、オールが足りない分は小銃の台尻で漕ぐことにして、まずは組み立てをおこなった。数を数えると26隻しかなく、約束の33隻からは7隻も足りなかったが、後続を待っている余裕はなかった。
舟艇の組み立てが終わると、渡河作戦が開始された。事前のイギリス軍戦闘爆撃機の空爆は予定通りの時間に終わっていたが、午後14：45に火砲と戦車による支援砲撃が開始され、同55分には煙幕弾が撃ち込まれた。ドイツ軍の視界を奪った状態で午後15：00に26隻の舟艇はライン川に飛び出していった。発進はすぐに災難に見舞われ、浅瀬で舟艇を水面に下ろした班は舟艇が泥沼にはまってしまい、先に進むことができず悪戦苦闘していた。そこで、なるべく水深が深いところまで運んで川面に下ろすようにしたが、舟艇はほとんど水面すれすれであり、乗っている兵士は沈没すると思って狂ったようにオールや小銃で漕いで対岸に向かって進んで行った。ここで不幸なことに風向きが変わって、折角撃ち込んだ煙幕弾が風によって流れていきクックらは対岸のドイツ軍から丸見えになってしまった。ここでドイツ軍は激しい射撃を浴びせてきて、次々と舟艇が撃破された。クックは部下に「そのまま行け！行け！」と止まらないように叫ぶとともに、敬虔なカトリック信徒でもあり、天に向かって大声で一心に祈りを捧げた。
川を無防備で渡る第504歩兵連隊第3大隊は天に助けを求めるしかできなかったが、南岸のイギリス近衛機甲師団も激しい戦闘の繰り返しで弾薬が尽きかけており、有効な支援を行うことができなかった。そうこうしているうちに一方的な虐殺は終わり、クックら第1陣は26隻のうち13隻も舟艇を撃破されながら、どうにか対岸にたどり着いた。上陸してきたクックらをドイツ軍の機銃座が掃射したが、立ち止まっては撃ち殺されるだけなので、クックらは遮二無二突撃して、次々とドイツ軍陣地を小銃と手榴弾だけで制圧していった。これまで一方的に攻撃してきたドイツ兵であったが、決死のクックらに恐れをなしてまともに戦うこともなく投降してきた。引き返した舟艇に乗って第504歩兵連隊第3大隊の後続も次々と渡河してきており、わずか30分も経たないうちにワール橋北端周辺のドイツ軍陣地は攻略され、残ったドイツ軍は撤退していった。こうなると、南岸で戦っていたドイツ軍は退路を断たれた形となり、戦闘を投げ出すと慌ててワール橋を渡河して退却を始めた。しかし、橋の北端は既に第504歩兵連隊第3大隊が抑えており、ドイツ軍の大軍が橋の2/3まで達したところで、一斉射撃を浴びせた。これは一方的な虐殺となり、ドイツ兵260人が射殺されてライン川に落ちていき、他におびただしい数の負傷兵が捕虜となった。

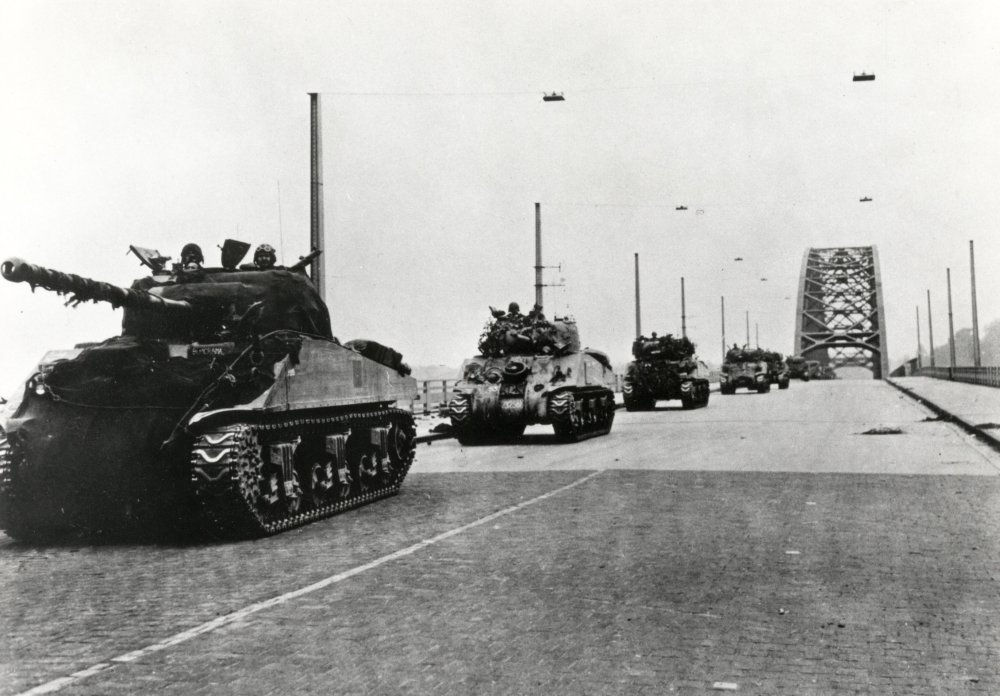
ナイメーヘンのワール橋を渡るイギリス第30軍団

しかし、橋の中央にはまだドイツ兵が頑張っているうえ、現時点では無傷とはいえ、ドイツ軍が爆薬をしかけている可能性も否定できなかった。クックは少しでも早く橋の確保をしないといけないと考えて、多少の危険は冒しても、戦車に橋上のドイツ兵を掃討させて、橋の確保を完全にすることをイギリス軍に要請するように連隊長のルーベン・ヘンリー・タッカー三世大佐に申し出た。タッカーの要請を受けたアデアは、イギリス軍コールドストリームガーズ連隊の戦車をワール橋に進撃させることとした。実はクックの懸念は当たっており、橋にはモーデルの命令に背いたハルメルによって爆薬が仕掛けられていた。ハルメルはギャビンの奇襲攻撃を予想できずに橋を失ったものの、当初の計画通りに連合軍の戦車が橋に侵入したタイミングで橋を爆破しようと準備を進めさせた。橋に戦車を送り込んだアデアは「歯を食いしばって、ドイツ軍の橋梁爆破を告げる爆発音を心配していた」が、そんなアデアの心配をよそに4輌のイギリス軍の戦車が橋に入って行った。ハルメルもその様子を固唾をのんで見守っていたが、先頭の戦車が橋の中央に来た時に「爆破」と起爆装置を持っている工兵に命じた。そこで工兵は起爆装置を押したが、爆薬は爆発しなかった。ハルメルは「やり直し」と再度の爆破を命じたが、次も爆破しなかった。ハルメルは落胆したが、イギリス軍の戦車は急速に迫ってきており「2分でここにやってくるぞ」と兵士に撤退を命じると共に、ビットリヒに「彼奴らがワール橋梁上にいる」との簡単な報告を打電させた。
ワール橋渡河により作戦4日目にして「ガーデン作戦」は第101空挺師団、第82空挺師団が敷いた“絨毯”の上を通過して、ワール橋を渡ることに成功した。あとは、わずか10マイル先のアーネムの橋を渡って、イギリス第1空挺師団と連絡すれば、計画より時間はかかったものの、作戦は成就することになるが、その通りにはならなかった。

### 五日目、1944年9月21日（木）

#### イギリス軍空挺部隊

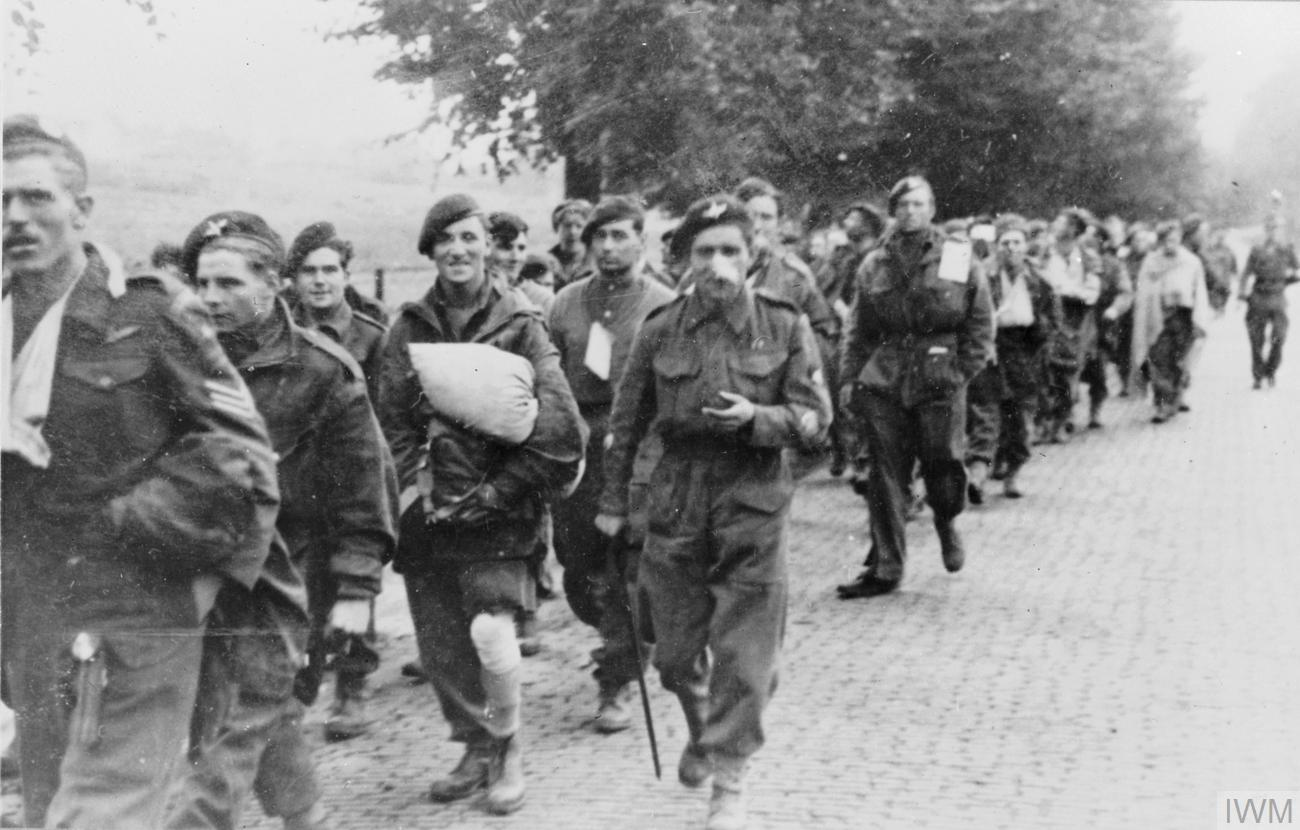
ドイツ軍に投降したイギリス第1空挺師団兵士

9月21日の夜が明けると同時にドイツ軍は第2大隊の残敵掃討を開始した。司令官代行のガフとわずかに残った健常な兵士たちは隠れ家から姿を現して、橋の方向を見て救援隊を探したが到着することはなかった。生き残った兵士はドイツ兵に急き立てられて降参するか、最後まで戦って殺されていった。ガフはハルテンシュタインホテルのイギリス第1空挺師団司令部に合流するため脱出をはかったが、周囲はドイツ兵で溢れており、隠れているところを引っ張り出されて捕まってしまった。ガフはそのまま臨時の捕虜収容所に連行されていったが、ドイツ軍少佐が「貴官が指揮官ですか？」と話しかけてきたので「そうですが」と答えた。するとその少佐は「貴官らはまことに立派な軍人です。小官はスターリングラードで戦いましたが、あなた方イギリス軍は市街戦に豊富な経験をお持ちのことは明瞭です」と称賛してきたので、ガフは以下の様に答えている。
ハルテンシュタインホテルのイギリス第1空挺師団司令部では、アーカートがハケットとヒックスと参謀を集めて作戦会議を開いていた。イギリス第1落下傘旅団は壊滅していたが、その詳細な状況をアーカートらは把握していなかった。フロストの第2大隊も全滅前に戦況報告を司令部に打電していたが、受電できていなかった。アーカートは自分が見捨てた第2大隊の健在を信じ「我々は橋の北端と渡船所を確保している」「したがって、第30軍団が橋から来ても渡船所から来ても出迎えの準備はできている」と現実を無視した話をし、さらに本日、ポーランド第1独立パラシュート旅団の増援がついに到着すること、第30軍団と通信ができて、わずか10マイルのところまで達しており、数時間内に合流できると声を張り上げた。その話を聞いた参謀らは歓喜したが、結局このアーカートの話が実現することはなかった。イギリス第1落下傘旅団が絶望的な戦いを続けている間に、イギリス第1空挺旅団とイギリス第4落下傘旅団もドイツ軍の猛攻に晒されて、しだいに橋頭保が圧縮されており、ネーデルライン川沿いに、長さ3.2km、幅は最大で2.4kmの地図上では指先程度の地域に押し込められていた。そのため、毎日補給物資は輸送機が空中から補給されていたものの、投下された補給物資の殆どはドイツ軍支配地域に落下して、ドイツ軍を潤すばかりで、イギリス第1空挺師団は食料も弾薬も薬品もなにもかもが欠乏し、底をつきかけていた。
これまで2度も出撃が延期されていたポーランド第1独立パラシュート旅団がようやくオランダに到着して、午後17：15に降下を開始した。しかし、天候は完全には回復しておらず、一部は引き返したほか、ドイツ軍の激烈な迎撃にあった。ドイツ軍の様々な機種の戦闘機が輸送機に襲い掛かったが、なかにはジェット戦闘機のメッサーシュミット Me262も含まれていた。戦闘機をかわしても、降下地区周辺では厚い高射砲弾幕が待ち構えており、撃墜される機も続出し、飛来した110機の輸送機の内、降下部隊をはきだすことができたのは約半分の53機に過ぎなかった。ポーランド第1独立パラシュート旅団が降下したのは、アーカートの師団司令部があるオーステルベークのネーデル・ライン川対岸のドリエル村落周辺であったが、ドイツ軍は素早く反応しており、降下地点にはドイツ軍の砲撃が浴びせられた。さらにビットリヒは、ナイメーヘンとアーネムを結ぶ鉄道線の東側に防衛線を構築させ、ポーランド第1独立パラシュート旅団が陸路でアーネムの道路橋に接近できないようにした。
輸送機搭乗中や降下時に少なくはない損害を被ったポーランド第1独立パラシュート旅団であったが、降下後はソサボフスキーの指揮によって、大きな混乱もなく部隊は集結でき、周囲の空き家を接収して司令部の設営を進めたが、ソサボフスキーは、なぜ軍司令部がわざわざ自分たちを、救援すべきイギリス第1空挺師団の対岸に降下させたのか全く理解ができなかった。それでもソサボフスキーはドリエル村落郊外にある、ネーデル・ライン川対岸への渡し船の波止場に1個大隊を進めたが、対岸の波止場は既にドイツ軍に抑えられていた上、渡し船もドイツ軍に接収されることを拒否した船長によって自沈させられていた。渡河する手段がなくなったソサボフスキーは、アーカートの司令部に無線連絡を取ろうとしたが、例によってイギリス製の通信機ではアーカートの司令部とは連絡がつかなかった。夜になると、師団司令部から泳ぎが達者なポーランド軍連絡将校がネーデル・ライン川を泳いで渡ってきて、アーカートからの早急な支援の要請を要請してきた。しかし、ソサボフスキーは、降下後に地元の女性からすぐ近くにドイツ軍の大部隊が迫っているという情報を入手していたことや、1,500人の旅団兵員中、本日降下に成功してソサボフスキーが掌握していた兵力は750人に過ぎず、満足に渡河装備もない中で夜間に渡河すればドイツ軍のいい的になるのは目に見えており、この日は旅団に防備を固めさせて夜明けを待つこととした。

#### イギリス軍地上部隊
昨日ワール橋を確保した第30軍団は、その日は数輌の戦車に橋を渡らせただけで停止し、そのまま休息に入った。ホロックスの当初の計画では、ナイメーヘンを攻略したイギリス近衛機甲師団はこのままナイメーヘン周辺の防衛を行い、後続の第43（ウェセックス）歩兵師団がアーネムの攻略に向かう予定であったが、まずはアーネムへの進撃を優先させて、急遽、午前11：00にアイルランド近衛兵第2機甲大隊を先頭にして進撃を開始した。指揮官へは「遮二無二に突進し、アーネム目指して急げ」と厳命されていたが、しかし、戦車隊がこれまで突き進んできた道とは異なり、ナイメーヘンからアーネムに続く道は土手の上の一本道で、避ける場所がなく、戦車単独の進撃には全く向かない地形であった。戦車兵たちは「アーネムにいる空挺隊員たちは非常な苦戦に陥っており、今か今かと救援を待ちわびている」と士気を掻き立てながらも、作戦開始日にドイツ軍の対戦車砲で効果的に進撃を止められたことも思い返し恐る恐る進んでいた。
しかし、アーネムまで9.6マイルのところまで進んだところで先頭のM4中戦車が被弾した。相手は巧みに偽装されたドイツ軍の自走砲たった1輌であったが、位置が特定できずにたちまち4輌が被弾してしまった。上空を飛行していた戦闘爆撃機も自走砲の位置を確認できずに飛び回っているだけであり、戦車隊指揮官は「これ以上この道路沿いに戦車を走らせれば全滅するだけだ」と考えて戦車隊を停止させた。待ち構えていたドイツ軍は、自走砲の他にも、88㎜高射砲、7.5 cm PaK 40、2 cm Flak 38などを配置して防備を固めていることが判明したが、上述の通り逃げ道のない一本道であるため、撃破された味方戦車の残骸が邪魔で砲撃すらできない状況であった。イギリス近衛機甲師団の戦車部隊の一部を急行させたホロックスであったが、戦車隊の進撃が停止したとの報告を受けると、歩兵の支援なしでは前進することも困難と判断して無理はさせずに午後19：00に撤退を命じると、計画通り第43（ウェセックス）歩兵師団の到着を待つこととした。しかし、第43（ウェセックス）歩兵師団の進撃は遅く、順次ナイメーヘンに部隊が到着していたが、21日中の出撃は困難であった。いずれにしてもこの第43（ウェセックス）歩兵師団が「マーケット・ガーデン作戦」の総仕上げを行う部隊であり、ホロックスはブラウニングに「明日、最終的一鞭をあてて作戦を完了する」と胸を張った。

#### ドイツ軍
ホロックスが明日での作戦総仕上げを夢想しているなか、ドイツ軍B軍集団司令官モーデルはモントゴメリーの作戦の致命的な弱点を見抜き反撃の準備を進めていた。
イギリス第2軍は「ガーデン作戦」で進撃する第30軍団を支援するため、左右に第8軍団と第12軍団を配置していたが、作戦が始まると第30軍団が先行し、他の軍団の進撃は遅れていたため、第30軍団の長い隊列をドイツ軍はどこからでも攻撃可能な状態であり、モーデルから見れば、イギリス軍はわざわざドイツ軍に第30軍団の胴体を斬らせて自滅しにきているようにしか見えなかった。ビットリヒの第2SS装甲軍とマインドルの第2降下猟兵軍団にアーネムとナイメーヘンの連合軍殲滅を命じ、ナイメーヘンまで通じる長い一本道で渋滞にはまっている第30軍団に対しては、ハラスメント攻撃で第30軍団の補給を脅かし続けているシュトゥデントに、一本道を東西から挟み撃ちにして攻撃することを命じ、総攻撃の日程を明日9月22日とした。

### 六日目、1944年9月22日（金）

#### イギリス軍地上部隊

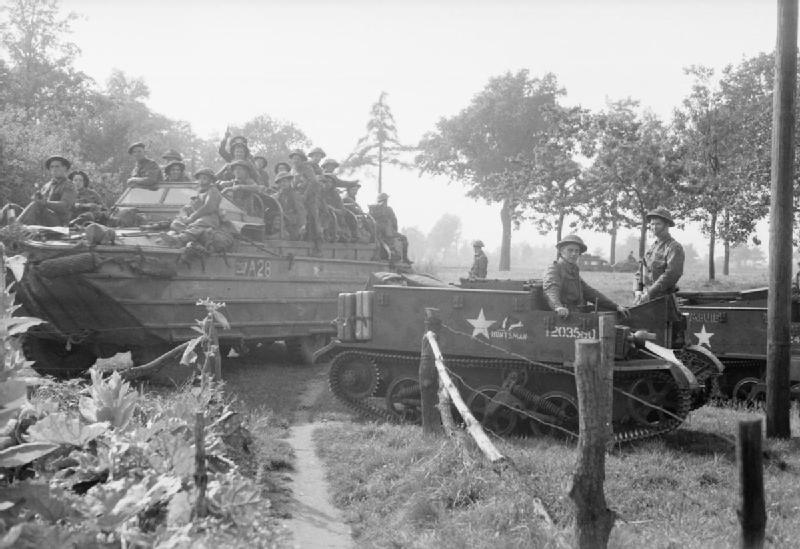
マーケット・ガーデン作戦中の第43（ウェセックス）歩兵師団、左の車両がポーランド空挺師団渡河にも使用された水陸両用車DUKW

9月22日の朝早くに、第43（ウェセックス）歩兵師団の進撃に先駆けて、イギリス近衛機甲師団の近衛第2騎兵隊の偵察隊が出撃しイギリス第1空挺師団と接触するように命じられて出撃した。偵察隊は、昨日に近衛機甲師団の戦車隊が国道の1本道を進撃して撃退されたことを知っており、軽快な装甲車を駆使して、主要国道は避けて、二次道路の道路網をうまく活用できれば、朝靄に隠れて全速力で走行可能と考えており、臆せずに実行した。偵察隊の2輌の装甲車と2輌の軍用車は目論見通りドイツ軍に見つかることなく、二次道路を駆け抜け、出撃してから2時間が経過した午前8：00にはポーランド第1独立パラシュート旅団が駐留しているドリエル村に到達し、そこにいたイギリス第1空挺師団と接触を果たした。モントゴメリーが48時間で可能と豪語していた、第30軍団とイギリス第1空挺師団との連結は実際には4日と18時間もかかってしまった。
しかし、この連結でイギリス第1空挺師団が救われることはなく、偵察隊の後続はドイツ軍戦車の攻撃で撃退されており、アーカートの救援ルートはあっけなく遮断されてしまった。それでも第43（ウェセックス）歩兵師団が迅速に進撃を開始していれば、まだ望みはあったが、配下の1個大隊が道に迷って21日中にライン川を渡河できずに、師団の集結が遅れるなどの不手際が重なり、早朝に朝靄に紛れて出撃するという計画は実現できず、出撃は偵察隊がドイツ軍と戦闘になった後の午前8：30となった。この時間になると、すっかりと日は上ってしまい朝靄も消えてしまっていたのに加えて、早朝の戦闘でドイツ軍の防備も強化されていた。第43（ウェセックス）歩兵師団を迎え撃つドイツ軍のなかには、モーデルの反撃命令に従い、ビットリヒが派遣した第10SS装甲師団のクナウスト戦車隊も含まれていた。ドイツ軍の激しい抵抗の前に、第43（ウェセックス）歩兵師団の進撃速度は上がらず、他の師団からは「何をそうもたもたしているのか？」と疑問を呈される程であった。
これまで第43（ウェセックス）歩兵師団の進撃速度が遅かったのは、ドイツ軍の妨害も要因ではあったが、師団長のアイヴァー・トーマス少将が慎重な性格であったというのも影響していた。昨日、ホロックスとトーマスが作戦協議をしていたとき、トーマスは自分の師団でドイツ軍の防衛線を強行突破するのではなく、装備している水陸両用車を活用し、イギリス第1空挺師団のいるオーステルベークにポーランド第1独立パラシュート旅団を送り込めばよいという主張をしていた。戦闘は午後になっても続き、第43（ウェセックス）歩兵師団が、少なくはない損害を被りながらもドイツ軍の防衛線を突破したときには既に午後16：00となっていた。既に日暮れも近づいており、これ以上の進撃が困難となった第43（ウェセックス）歩兵師団は、師団長のトーマスの提案通りポーランド第1独立パラシュート旅団の渡河を支援するため、水陸両用車等の渡河資材をドリエル村に輸送したが、資材がソサボフスキーの手元に届いた時にはすっかりと日は暮れていた。

#### イギリス軍空挺部隊
ハルテンシュタインホテルのイギリス第1空挺師団司令部にドイツ軍はじりじりと迫りつつあった。イギリス兵は勇敢に戦い続けていたが、その兵士たちをもっとも苦しめたのが、食料と飲料水の不足であった。上述の通り、空中から投下される補給物資の殆どがドイツ軍に接収されていたが、時折イギリス軍支配地にも降下してくることがあった。飢えたイギリス兵は地上でそれを待ち構えて、司令部近くの樹木に引っかかるとたちまち木を登って回収してきたが、中身は故障で使い物にならなくなっていた17ポンド対戦車砲の砲弾など、役に立たないものばかりでイギリス兵を失望させた。水は、上水道の給水をドイツ軍が停止していたため、ホテルに掘られていた井戸から給水するしかなかったが、そこを狙ってドイツ軍の狙撃兵が照準を合わせており、給水もままならなかった。オランダに降下したイギリス第1空挺師団10,000人のうち、すでに健常な兵士は3,000人程度と推定されたが、そんな少数になってもイギリス兵の戦意は衰えを見せておらず、攻めている第2SS装甲軍団軍団長ヴィルヘルム・ビットリヒ親衛隊大将は以下の様に敵であるイギリス第1空挺師団を称賛した。
アーカートはなかなか進撃してこない第30軍団にしびれを切らし、ホロックスに早急な救援を要請するため、参謀長のチャールズ・マッケンジー中佐と工兵隊長のエディ・マイヤーズ中佐をナイメーヘンまで向かわせることとした。敵中を突破しなければならない決死の任務であったが、アーカートとすれば藁にも縋る想いであった。しかし、マッケンジーらは対岸のポーランド第1独立パラシュート旅団までたどり着くのがせいぜいで、そこで無線機を借りて第30軍団に師団の窮状を訴えた。その後、マッケンジーとマイヤーズはソサボフスキーとポーランド第1独立パラシュート旅団を渡河させる方法について協議した。そこでマイヤーズは旅団が所有していた数隻のゴムボートを使って夜陰に紛れて渡河することを提案し、ソサボフスキーも200人は渡河させられると乗り気で了承した。
その後に渡河用の追加資材として、第43（ウェセックス）歩兵師団から水陸両用車等が到着したため、渡河資材はさらに充実し、午後21：00に作戦は開始された。川幅360ｍの対岸までロープが張られて、そのロープをつたって4隻のゴムボートと、急遽ポーランド旅団工兵が作成した木造の筏で兵士と物資を渡河させようというものであった。第一陣を渡河させているとドイツ軍陣地から照明弾が上がって、渡河中のゴムボートと木製ボートに向かってドイツ軍の迫撃砲弾と機銃掃射が浴びせられた。たちまちゴムボートとポーランド兵は蜂の巣になって川の中に沈んで行き、ソサボフスキーは一旦作戦を中止して兵士を避難させたが、照明弾が燃え尽きて、辺りが暗くなると、作戦を再開して兵士と物資を渡河させようと試みた。しかし、渡河しきらないうちに再びドイツ軍に見つかって掃射されるといったようないたちごっこを午前3：00まで繰り返した。第43（ウェセックス）歩兵師団から供与された水陸両用車は、午前2：00から物資輸送に使用されたが、川を渡る前に溝にはまり込んでしまって使用不能となった。この渡河作戦でポーランド第1独立パラシュート旅団は多大な損害を被ったが、渡河に成功したのはわずか50人だけで、物資は殆ど水中に没してしまった。

#### アメリカ空挺部隊
モーデルの命令通り、ドイツ軍の攻勢が開始され、ドイツ軍は補給路上にある拠点ヴェーゲルを攻略して第30軍の補給路を分断するべく、東からは第15軍指揮下で第107装甲旅団を主力とする、装甲部隊と装甲擲弾兵部隊のヴァルター戦闘団が攻撃を開始した。ヴァルター戦闘団はヴェーゲルとウーデンの間で補給路をあっさり分断すると、そのままヴェーゲルを目指して進撃した。第101空挺師団長テイラーはドイツ軍の攻撃開始の一報を受けると、第327歩兵連隊とアンソニー・マコーリフ准将率いる第101空挺師団歩兵隊をヴェーゲルに、第506歩兵連隊をウーデンに派遣して防備を強化した。マコーリフら第101空挺師団はドイツ軍に先んじてヴェーゲルやウーデンに入ることができ、激戦の末ドイツ軍の攻撃を撃退した。その後はイギリス第30軍の戦車隊の増援も到着して、ドイツ軍から補給路を守る戦いを繰り広げたが、補給路からドイツ軍を完全に排除できたのは9月24日になってからであり、その間イギリス第30軍の進撃は停滞してしまった。

### 七日目、1944年9月23日（土）

#### イギリス軍空挺部隊

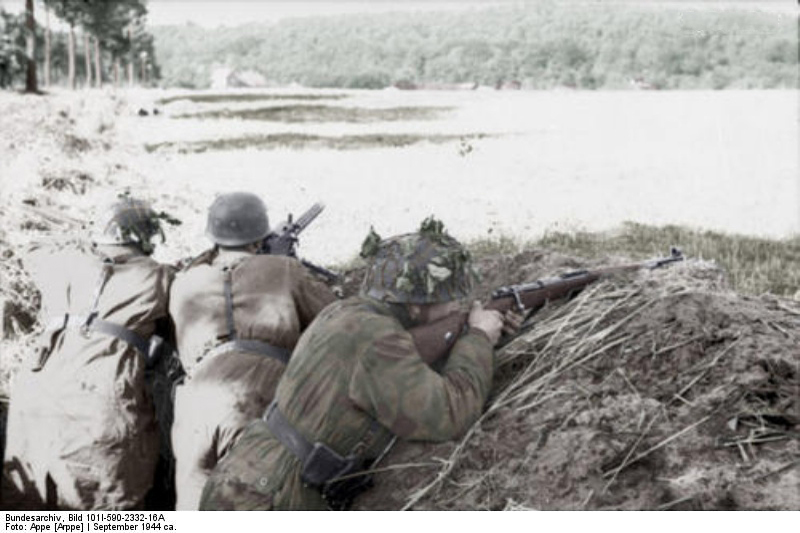
連合軍から鹵獲したアメリカ製の重機関銃を使用してイギリス軍と戦闘するドイツ軍降下猟兵

作戦開始7日目の朝を迎えたが、作戦開始以降初めての晴天であった。そこで連合軍空軍は全力で出撃し、アメリカ第101空挺師団と第82空挺師団にこれまで空輸できていなかった残存部隊を送り込むことができたが、肝心のポーランド第1独立パラシュート旅団の残存部隊については、不幸なことにアーネム周辺だけ天候回復が遅れたことや、先行のソサボフスキーらがドイツ軍包囲下にあることから、無事に降下させることが困難と判断されて、第82空挺師団と同じ降下点への降下となり、苦闘を続けるアーカートへ増援を送り込むことはできなかった。これでようやく連合軍は空挺部隊全兵力の35,000人をオランダに降下させることができたが、当初計画は3日で完了する予定であったので、倍以上の日数がかかってしまった。
イギリス第1空挺師団への物資の空輸も大規模に行われたが、ドイツ軍の高射砲が作戦開始時よりも遥かに強化されており、その激烈な対空弾幕によって輸送機はハルテンシュタインホテルの投下位置をなかなか発見できず、いつものように補給品の殆どをドイツ軍支配地に投下してしまった。連合軍空軍はイギリス第1空挺師団への補給のため123機もの輸送機を出動させたものの、6機が撃墜され、63機が撃破されるという大損害を被った。さらに午後からはこれまで天候不良によって殆どできていなかった、戦闘爆撃機による航空支援を行った。
しかし上述の通り、アーネム周辺の天候回復が遅れたことから、航空支援は午後のみで飛来した機数も少なく不十分なものであった。また、相変わらず無線機の不調が続き、飛来する戦闘爆撃機をうまく誘導することができなかった。ノルマンディの戦場では猛威を振るい、ドイツ兵からヤーボなどと呼ばれて忌み嫌われて恐れられたタイフーンやデ・ハビランド モスキートは、このマーケット・ガーデン作戦においては、天候不良と無線誘導の不備によって存在感を示すことができなかった。特にドイツ軍の装甲部隊の攻撃を効果的に阻止することができず、イギリス第1空挺師団はドイツ軍戦車に痛撃を浴びせられ続けた。しかしこの日は、久々に見る友軍戦闘爆撃機の銀翼に、苦闘を続けるイギリス兵は「救援は近いぞ」と士気が向上した。夜になって、ポーランド第1独立パラシュート旅団は、昨晩に引き続きソサボフスキー率いる主力のネーデルライン川渡河を決行したが、その際には本日降下してきた残存部隊が運んできた第82空挺師団・504連隊の敵前渡河作戦で使用した手漕ぎボートを使用した。しかし、昨晩に続きドイツ軍の砲撃によって損害が続出し、ネーデルライン川を渡河できたのは200人に過ぎなかった。

#### イギリス軍地上部隊

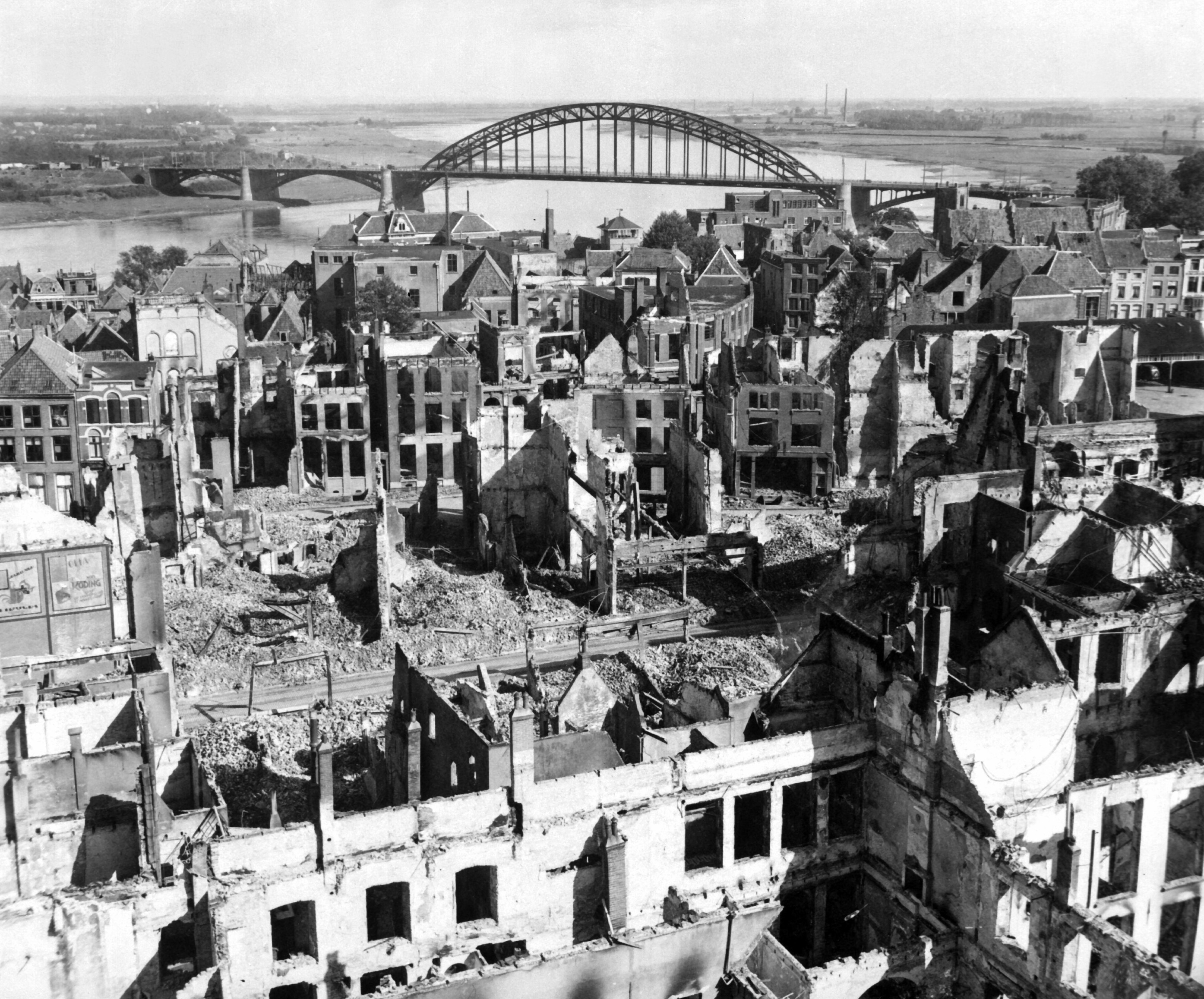
破壊されたナイメーヘン市街（1944年9月28日）

連合軍司令部や第30軍団は、イギリス第1空挺師団が苦戦していることは認識していたが、無線機の不調による通信困難もあってあまり深刻には捉えていなかった。そのため新聞報道等は第30軍団の華々しい進撃が強調されており、連合国国民は「マーケット・ガーデン作戦」は大成功だと信じて疑っていなかった。あるイギリスの新聞では「モントゴメリー陸軍元帥は、第1空挺軍の素晴らしい支援の下に、ルール地方突入と、戦争終結の道を開いた」などと大げさな報道がされていた。しかし、この日になってようやく連合軍の中央司令部内で、戦況は想定以上に末期的で、イギリス第1空挺師団の運命は風前の灯火であるとの厳しい戦況認識がされるようになった。その頃、第82空挺師団と同行しアーネムへの進撃チャンスをうかがっていたブラウニングの元に、昨日にアーカートから遣わされたマッケンジーとマイヤーズがどうにか到着し、さらに詳細な戦況報告をブラウニングに行った。マッケンジーらの報告を聞いたブラウニングは愕然とし、以下のように悲観的な判断をした。
このイギリス空挺部隊指揮官の部下を見捨てるような判断は上部の司令部にも是認された。ブラウニングの判断を聞いたイギリス第2軍司令官デンプシーは、モントゴメリー及び連合軍第1空挺軍司令官ブレアトンと作戦協議し、ブラウニングの戦況判断が適当であるとの結論に至った。そこでデンプシーはブラウニングに対しアーカートに「情勢悪化の場合の退却の権限」を与えるように指示をした。これは実質的な救援の断念であった。第30軍団が救援を躊躇していたのは、昨日からのドイツ軍の攻勢で、南部で補給路の1部がドイツ軍に分断され、補給物資の輸送が滞っているという事情もあった。しかし、イギリス第30軍司令官のホロックスはその判断に反発し、「第43（ウェセックス）歩兵師団さえアーネムに進出させれば、何もかもがハッピーになる」として、第43（ウェセックス）歩兵師団にドイツ軍の防衛線突破を命じた。
命令を受けた師団長のトーマスは隷下の2個旅団に、アーネムとナイメーヘンの途中に位置するエルストを突破して、その後にポーランド第1独立パラシュート旅団が渡河を試みているドリエル村に進撃するよう命じたが、エルストの市街地では、第10SS装甲師団のクナウスト戦車隊が頑強に抵抗しており、早々に第43（ウェセックス）歩兵師団はここで足止めをされてしまった。それでも、別の進撃路を使ってドリエル村に直行していた第130歩兵旅団は、どうにかドイツ軍の防衛線をすり抜けてドリエル村に到達したが、進撃開始時間が遅かったこともあって、渡河がうかがえる地点まで進撃できたときには既に日が暮れていた。イギリス第1空挺師団を救援するには時間は貴重であったが、この日も無為に時間は過ぎていった。

#### ドイツ軍

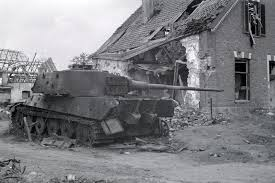
オーステルベークでイギリス第1空挺師団に撃破されたドイツ軍ティーガーII

B軍集団司令官のモーデルは南部にアメリカ軍のグライダーが続々と降下してきているとの情報を掴んでおり、イギリス第1空挺師団の殲滅に手間取っていることを問題視して、ビットリヒに対して「オーステルベークのイギリス軍を早急に処分せよ」と命令した。ビットリヒは第30軍団の進撃の足止めをしていることや、ポーランド軍空挺部隊のイギリス軍空挺部隊への合流を阻止できていると反論したところ、普段は妥協することのないモーデルがビットリヒに24時間もの猶予を与えた。猶予をもらったビットリヒは、イギリス軍の第43（ウェセックス）歩兵師団の進撃を阻止していたクナウストの下に車をとばして、これからさらにイギリス第1空挺師団殲滅までの24時間もの間、第43（ウェセックス）歩兵師団の足止めをはかるよう命じると、オーステルベークの包囲攻撃を指揮していた第9SS装甲師団長ハルツァーにも「明日は敵の空挺作戦に対する攻撃を強化せよ。今度の作戦を全て収束させる」と命じた。
ハルツァーがなかなかイギリス第1空挺師団に止めを刺せないのは、オーステルベークの街路が狭すぎて戦車の使用が制限されているのも大きかった。特に虎の子の戦力として投入された60輌もの新鋭重戦車ティーガーIIが、そのあまりに重い車体のため、埋め立て地の軟弱な地盤にはまり込んで殆ど役にたっていなかった。どうにか軟弱な地盤を避けても、ティーガーIIが通過した土地の地盤は引きはがされて耕地のようになり、方向転換すれば道路の舗装を引っぺがしてしまった。また、近接戦闘では折角の強力な88㎜砲や重装甲を活かすことができず、まともな対戦車能力のない空挺部隊に対し、わずかな対戦車砲とPIATの集中砲火でティーガーIIが次々と撃破された。ハルツァーは、激烈なイギリス軍の抵抗を見て「空挺部隊を孤立させ、締め付ければ締め付けるほどまします強硬に抵抗する」と考えていたが、イギリス軍の無線は筒抜けで、イギリス第1空挺師団の様子も、救援に駆け付けているイギリス第30軍団の状況もよく把握しており、あまり無理攻めはせず「救援は来ない。我々は勝者の慈悲を示しながら、イギリス空挺部隊の自滅を待てばよい」と焦る上官を尻目にして余裕を見せていた。

### 八日目、1944年9月24日（日）

#### イギリス軍空挺部隊

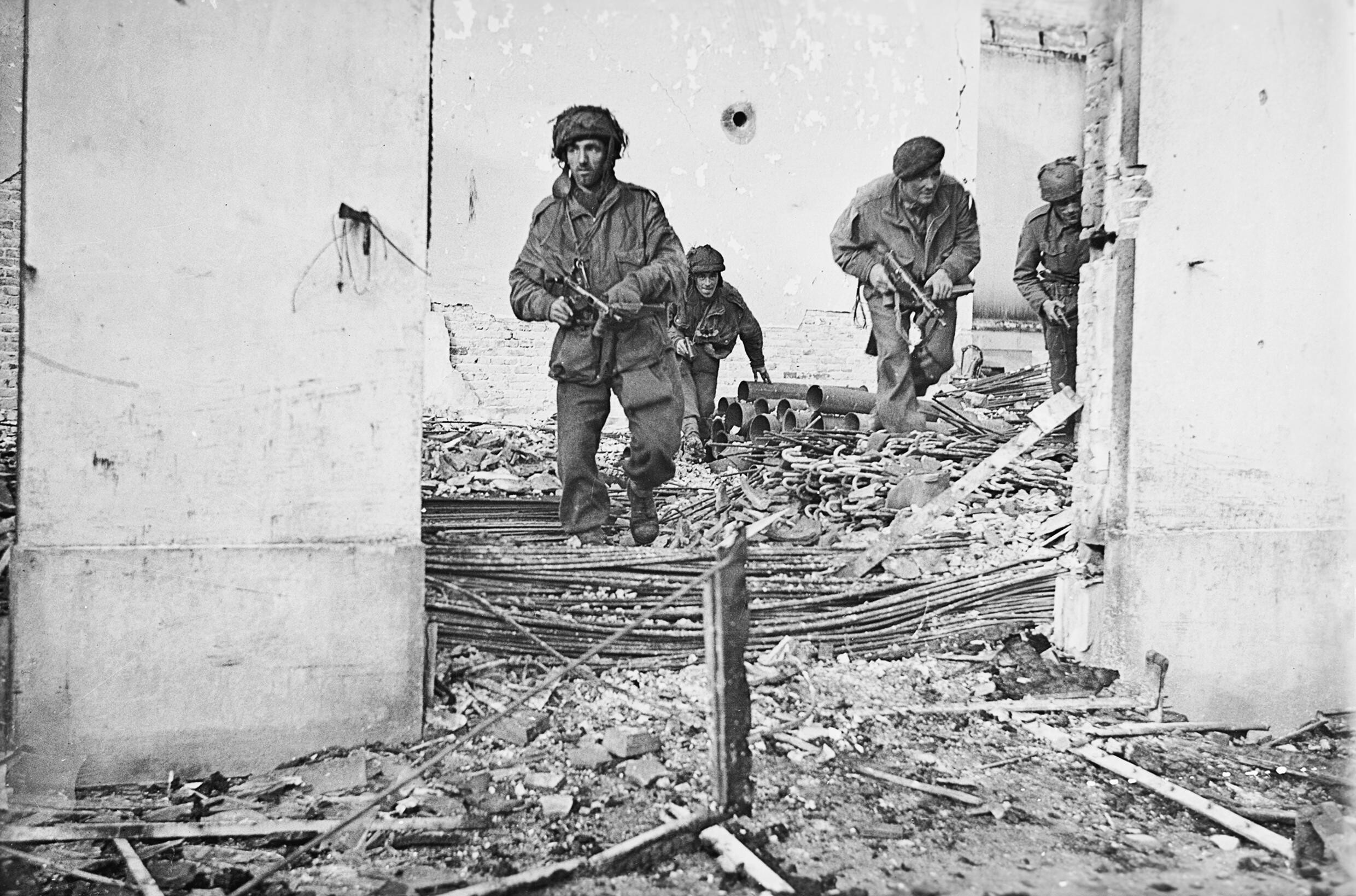
オーステルベーク市街地で戦闘するイギリス第1空挺師団兵士

9月24日を迎えて、ついに戦闘は予想外の第2週目に突入していた。作戦開始前にブラウニングがモントゴメリーに約束した「4日間の持久」期間はとうの昔に経過しており、イギリス第1空挺師団は限界を迎えていた。過酷な戦場で誕生日を迎えるイギリス兵もおり、ささやかな誕生日祝いとして雨水を沸かしていれた紅茶が振舞われたが、その後にドイツ軍の猛砲撃が始まり、誕生日を迎えたイギリス兵は「自分の誕生日プレゼントは3時間にも渡って撃ち込まれた迫撃砲弾だった」と振り返っている。イギリス第4落下傘旅団長のハケットも迫撃砲弾の破片を腹部に受けて負傷していたが、同様に部下兵士多数も負傷しており、旅団司令部はさながら野戦病院の状況を呈していた。朝早くにそのイギリス第4落下傘旅団司令部にドイツ軍攻撃指揮官ハルツァーから軍使が遣わされた。負傷をおしてハケット自ら応対したが、軍使は「我が軍はこれから当地区を砲撃します。前線を600ヤード後退されたら安全だと思います」と通告してきた。ハケットに対抗する手立てはなかったが、イギリス第4落下傘旅団が600ヤードも後退したら、ハルテンシュタインホテルの師団司令部が危機にさらされてしまうことから、即座にハルツァーの通告を拒否した。やがてドイツ軍の猛砲撃が開始されたが、負傷者でいっぱいで赤十字を掲げていた旅団司令部は目標とされなかった。
ドイツ軍の砲撃で倒壊したハルテンシュタインホテルの地下室では、まだブラウニングに見捨てられたことを知らなかったアーカートとわずか2,500人までに減った戦闘可能なイギリス兵が救援の到着に望みをつないでいた。しかし、大量の負傷兵があちこちに溢れかえっており、このままではじきにその多くが死んでしまうことは確実であった。イギリス兵の治療にあたっていた師団の主任軍医のグレイム・ウォラク博士は、アーカートに負傷兵をドイツ軍に投降させてアーネムの病院で治療を受けさせるように提案し、負傷兵を輸送する間の休戦の申し出も提案した。アーカートはウォラクの提案を了承したが、ドイツ軍に師団が崩壊していると思われないためにも、あくまでもこの申し出はウォラクが軍医として人道上の理由で行うものであり、師団を代表したものではないことをドイツ軍側に認識させるよう徹底したが、この状況に至ってまでかような意地を張るのは殆ど意味がないことであった。
ウォラクは同行者2人と一緒に、まずは第9SS装甲師団の軍医に接触し、ドイツ軍軍医同行で、アーネムまでドイツ軍に鹵獲されていたイギリス軍のジープで向かった。アーネムのドイツ軍司令部では事前に連絡を受けていた師団長代理のハルツァーが待っていた。ハルツァーによればその場で自分がウォラクの提案を了承したとしている。一方で、ウォラクの同行者であったオランダ海軍の連絡将校アルノルダス・ウォルタース少佐によれば、ハルツァーは即座に拒否したが、幕僚の一人がビットリヒの判断を仰ぐ必要があると主張し、ビットリヒを呼びに行っている間しばらく待たされたという。その間ドイツ軍は3人にニンニクのサンドウィッチとブランデーを提供したが、医者のウォラクからはすきっ腹にアルコール摂取は危険だと注意されている。やがてビットリヒが現れ、ウォラクらに対して「私は両国間のこの戦争を甚だ遺憾に思う」とドイツ語で言った後、ウォラクからの負傷兵の移送計画を黙って聞き、それを承諾した。承諾した理由について、ビットリヒはウォラクらに以下の様に話した。
そして、ブランデーを1本差しだして「これを貴官の将軍に差し上げてくれ」とアーカートへの手土産を渡した。
休戦は午後15：00から始まり、イギリス軍負傷兵はドイツ軍が総動員した軍用車両で次々と病院に向けて運び出されていた。しかし、両軍兵士とも血気に逸っており、完全な休戦は困難で小規模な小競り合いは絶えなかった。特に祖国をドイツ軍に蹂躙され、その奪還と多くの死傷者の復讐を誓っていたポーランド第1独立パラシュート旅団兵士は、決死の想いでネーデル・ライン川を渡河して合流してきたのに、いきなり休戦を命じられて憤懣遣る方無いという表情であった。イギリス第4落下傘旅団長のハケットを含む歩行不能な250人の負傷兵がドイツ軍軍用車で運び出され、歩行可能な負傷兵200人は歩いて戦場を後にし、ドイツ軍の捕虜となった。休戦は午後17：00に終わり、その後は激しい戦闘が再開された。ティーガーIIが現れたが、イギリス軍は数少ないオードナンス QF 6ポンド砲で砲撃してキャタピラーを破壊して擱座させた。しかし、すぐに次のティーガーIIが現れ、またイギリス軍は6ポンド砲で砲撃するも、今度は車体に命中し重装甲で跳ね返された。戦車は搭載砲と搭載機銃で反撃を開始し、せっかく負傷者を運び出したのに、また大量の死傷者が発生した。

#### イギリス軍地上部隊
イギリス第30軍団司令官のホロックスは、モントゴメリーを始めとする軍上層部や、デンプシーら第2軍司令部がアーカットの救援を断念しようとしているなかで、唯一、物資の送り込みと、部隊を渡河させての救援を決してあきらめようとしなかった。合流したソサボフスキーのポーランド第1独立パラシュート旅団と第43（ウェセックス）歩兵師団に対して、夜陰に紛れてボートと水陸両用車で強行渡河するように命じた。ホロックスはこのときの計画を「もし順調にゆけば、第43師団を横滑りさせてネーデル・ライン川をずっと西方で渡らせ、空挺師団を攻撃しているドイツ軍に左フックを食らわせたかった」と述べているが、しかしまたしても、強行渡河作戦は失敗し、渡河を試みた400人の第43（ウェセックス）歩兵師団の兵士のうち、75人が渡河できずに引き返し、渡河に成功したイギリス兵も優勢なドイツ軍に追い回されて殆どが捕虜となってしまった。
ブラウニングは第30軍団が先に進めないと確定したので、すぐにでもアーカートと兵士を脱出させなければいけないと確信し、それはデンプシーも同じであった。デンプシーはブラウニングとホロックスを呼びつけると作戦協議を行った。ここでもホロックスは諦めずに大規模な渡河作戦を主張したが、デンプシーはとても成功の見込みはないとしてホロックスの作戦計画を却下し、「（アーカートを）脱出させろ」と命じた。デンプシーはブラウニングの方を向いて「君の方もそれでいいかね？」と尋ねたが、ブラウニングに異存はなく、なるべく感情を抑えながら同意した。このデンプシーの決定はモントゴメリーに上申されたが、なぜかモントゴメリーはその決裁を渋り、決裁されたのは日も改まった翌日25日の午前9：30となった。ここで正式に「マーケット・ガーデン作戦」の途中での中止が決定された。

### 九日目、1944年9月25日（月）

#### ベルリン作戦

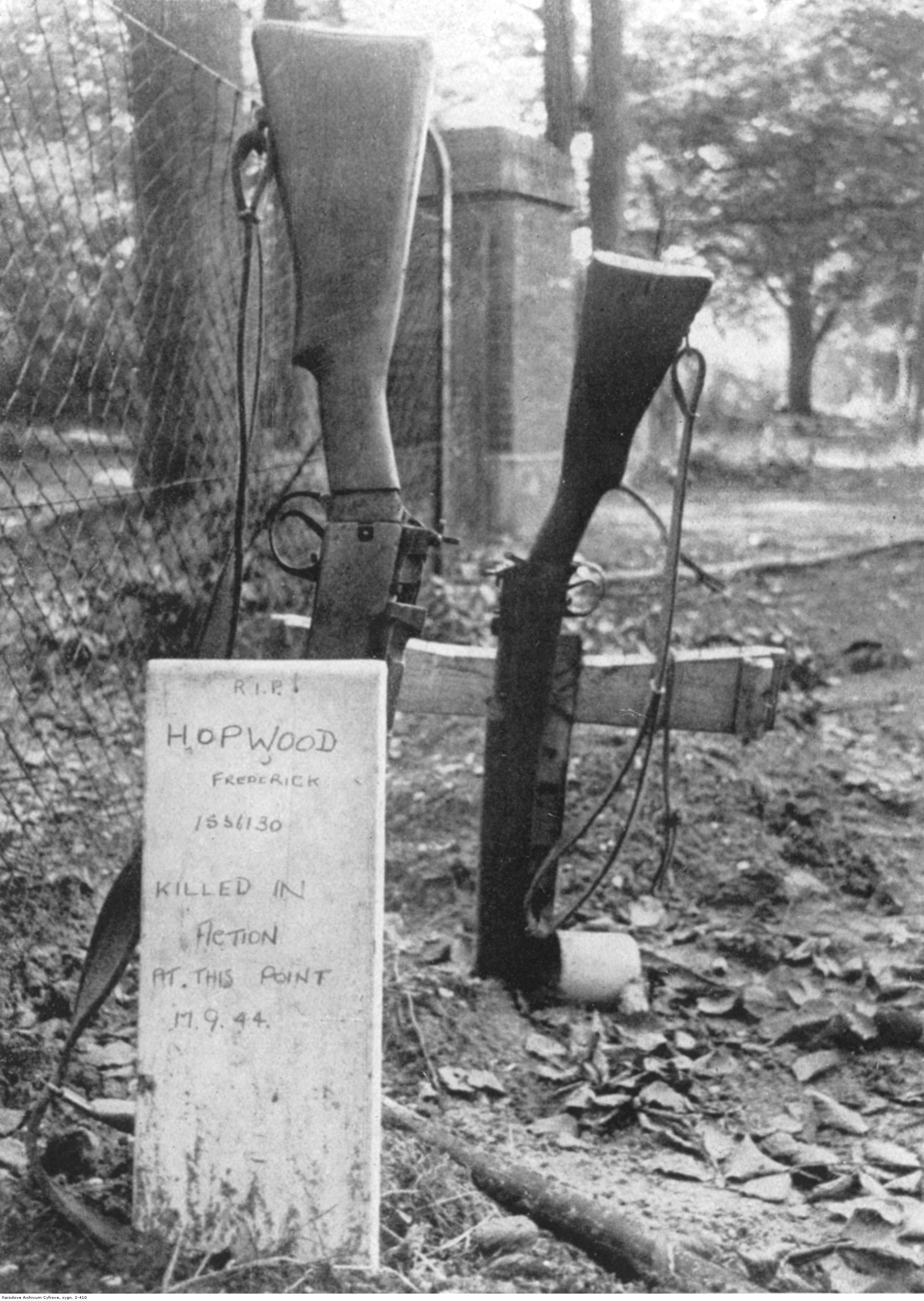
オーステルベークで戦死したイギリス兵の墓標

イギリス第1空挺師団の脱出作戦はドイツ軍への欺瞞のため「ベルリン作戦」と名付けられ、命令書は上級司令部ではなく、救援に尽力している第43（ウェセックス）歩兵師団長アイヴァー・トーマス少将からの「適当な時期に脱出作戦「ベルリン作戦」を実施する指示が出た」「イギリス第1空挺師団の脱出は、アーカートとトーマスの打ち合わせに従って指定された日時に行う」という旨の書簡という形式で出された。この書簡は確実にアーカートに伝えるため、アーカートの使いとしてやってきたマッケンジーとマイヤーズに託され、2人はまた危険な敵中をイギリス第1空挺師団司令部まで戻る羽目になった。2人はどうにか9月25日の午前6：05に上述のトーマスの書簡とブラウニングから託されていた書簡をアーカートに手渡した。
アーカートは撤退命令を見ると愕然とした。ブラウニングがモントゴメリーに約束した4日間どころか、上級司令部の読みの甘さで遥かに強力であったドイツ軍相手に補給も殆ど届かない中で倍の8日間も持ち堪えてみせたのに、その結末が撤退というのは勇敢で誇り高いスコットランド軍人のアーカートには耐え難い屈辱であったが、同時に2,500人にまで減った部下将兵を救う唯一の途であることも十分理解していた。わずか1.6km先まで到達しておきながら、その後の進撃に手間取るスローモーなトーマスの指示に従うというのも不満であったが、アーカートは現実的な判断で撤退を決断した。
午前8：08にアーカートはトーマスと連絡を取り「ベルリン作戦は今夜決行すべし」と決めた。撤退に関してアーカートは第一次世界大戦時のガリポリの戦いを参考にして作戦計画を立てた。ガリポリでイギリス軍が撤退するときには、数か月にも渡って撤退準備をしながら戦い続けたのち、撤退の意思をオスマン帝国軍に気取られないように、最後に大規模な陽動作戦を行って無事に撤退に成功している。アーカートはこの成功を参考にして、ドイツ軍に撤退を悟られないため、最小限の人数を配した陣地がドイツ軍に向かって射撃を続けている間に、主力が後退していくというものであった。このアーカートとトーマスの連絡はドイツ軍に傍受されていた。しかし「ベルリン作戦」という作戦名が功を奏し、報告を受けたハルツァーは「ベルリン作戦とはなんだ？ここはまだオランダだ、ドイツ国内ではないのに」と訝しがったが、結局作戦の目的を看破することはできなかった。
肝心の脱出作戦はドイツ軍の目を盗んで夜陰に紛れて行うこととなった。カナダ軍工兵部隊が準備した14馬力のエンジン付きの14人乗りの突撃艇が渡河作戦の主力であったが、それ以外にもこれまでの渡河作戦で使用された小舟艇やら水陸両用車やらゴムボートもひっかき集められてピストン輸送でイギリス第1空挺師団兵士を渡河させ、その間は第30軍団の砲兵や戦車が対岸のドイツ軍に砲撃を浴びせて援護することとなっていた。「ベルリン作戦」はドイツ軍に知られると、一気にイギリス第1空挺師団が殲滅される危険性が高かったので、秘密保持のため作戦準備はアーカートと側近の数名で進められていたが、午前10：30に参謀や各部隊指揮官が司令部に召集されて、作戦計画がアーカートから直接伝えられた。その席で各部隊の作戦分担も指示したが、軍医と動けない負傷兵は部隊の撤退の殿を務めさせるため、残留させることも命じられた。参謀や指揮官たちはアーカートの撤退命令を聞いても少しも驚かなかった。もはや、何日も前から師団の運命は風前の灯火であることは全員の共通認識だったからであったが、同時についに救援が来なかったことに憤慨していた。イギリス第1空挺旅団長のヒックスは以下のような想いを抱いた。
前線の兵士には、捕虜となって作戦計画が漏洩する懸念があったので、作戦内容は全く知らされていなかった。しかし戦線集約の命令は緻密に進めており、イギリス兵はイギリス軍陣地近くまで入り込んできたドイツ兵を確実に仕留めながら、ドイツ軍との一定の距離を保った。また、主力が後退する間に陽動で射撃を続けていた小部隊が、自分たちが後退するときには、いきなり射撃を止めるとドイツ軍に気取られることから、次第に射撃を弱めていき、タイミングを見計らって後退した。しかし、ドイツ軍の攻撃は執拗であり、このままでは防衛線が突破されると懸念したアーカートが第30軍団に支援を要請した。ここで対岸の王立砲兵第64中連隊が、榴弾砲で支援砲撃を浴びせてドイツ軍の攻撃を撃退し、どうにか防衛線を維持することができた。この支援砲撃が、マーケット・ガーデン作戦中にイギリス第1空挺師団が第30軍団から受けた最初で最後の支援となった。
そのうち「ベルリン作戦が今夜行われる」という情報が兵士の耳に入るようになったが、多くの兵士がそれが撤退を意味するとは考えもしなかった。多くの兵士は「最後の一兵まで、最後の一弾を撃ち尽くすまで戦う」ことを決意しており、「ベルリン作戦」はなんか勇猛な歩兵突撃で一気にアーネムの橋を目指す作戦と考えていた。しかし、ドイツ軍と終日激戦を繰り返してきた午後20：00ごろになって、「ベルリン作戦」が撤退作戦であることが兵士たちに告げられた。それを聞いたある兵士は「非常な打撃だった。戦死した戦友たちみんなのことを考えた。そしてこれまでの努力がすべて水泡に帰したと思った」と落胆したが、命令なので従わなければならなかった。
午後19：00からは雨が降り出して、脱出作戦には好条件が揃った。置き去りにされる負傷兵には新たな銃と残っていた銃弾と無線機が渡され、なるべく派手に戦闘してドイツ軍の注意を引き付けるよう命じられた。撤退する健常な兵士たちの軍靴には足音を消すようぼろ布が巻き付けられ、はぐれたときの合言葉「ジョン」と「ブル」が徹底された。午後22：00に対岸の第43（ウェセックス）歩兵師団の砲兵師団が支援砲撃を開始し、カナダ軍工兵隊などの舟艇部隊が対岸へ渡河を開始し、イギリス第1空挺師団兵士を待ち受けた。一方ドイツ軍側は「ベルリン作戦」の意図を疑っていたハルツァーがイギリス軍が撤退を開始したと看破して、妨害のために砲撃開始を命じた。イギリス第1空挺師団兵士が渡河点に向かって移動を開始したのは午後22：35となったが、風雨は激しくなる一方で落雷もあり、渡河点までの移動にも苦労した。また、渡河点に達してどうにか舟艇に乗り込んでも、激しい風雨で舟艇の操縦が思うようにいかず、またドイツ軍の砲撃によって撃破される舟艇も続出した。

### 九日目、1944年9月26日（火）

#### 遥かなる橋

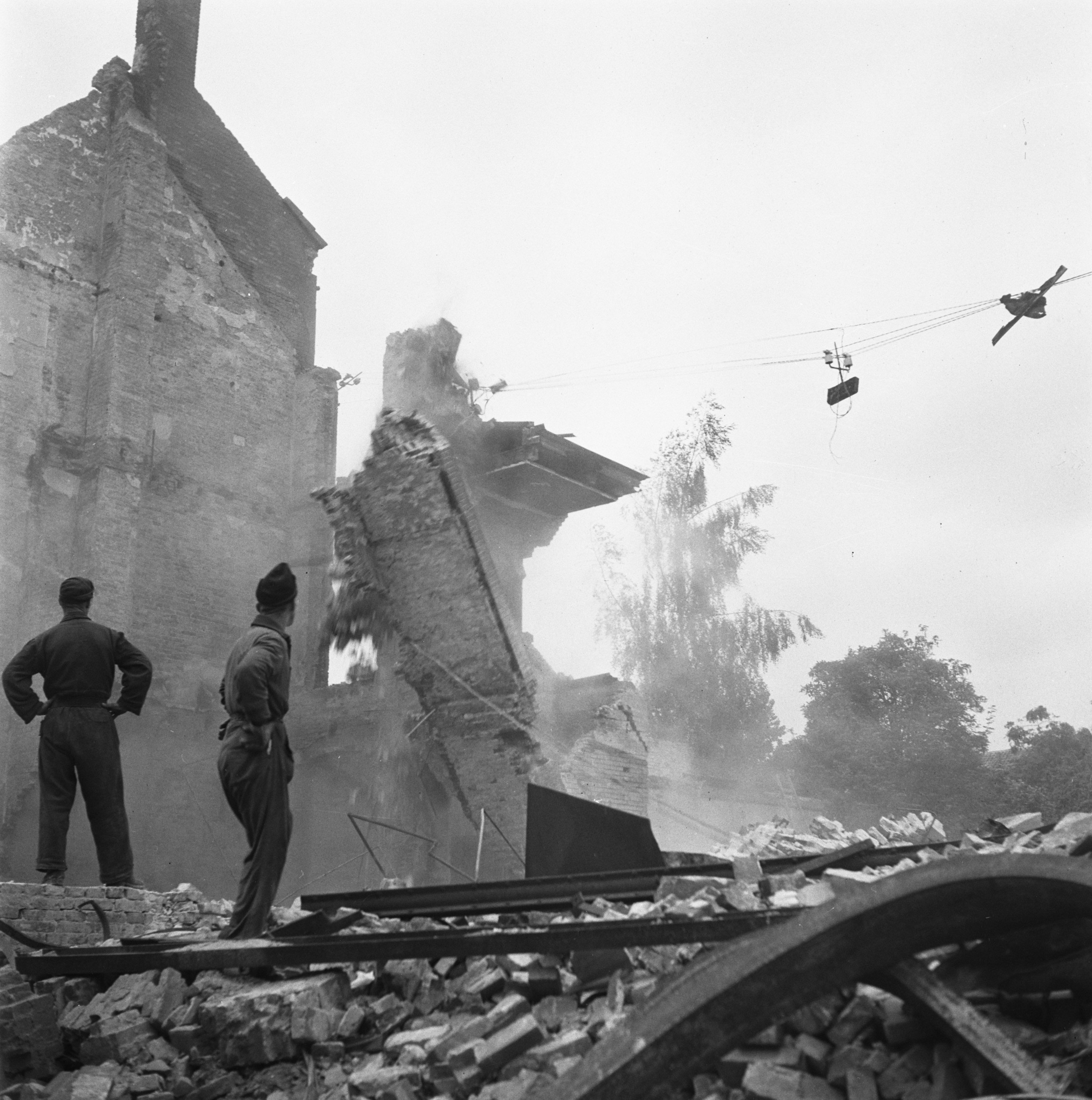
戦闘で廃墟となったアーネム

アーカートと幕僚もハルテンシュタインホテルから脱出の準備をしていた。アーカートは降下日に作戦成功のお祝いのためのウィスキーを持参してきたことを思い出して、カバンの底から取り出すと幕僚全員と回し飲みをした。その後、負傷兵が寝かされている地下室に向かって最後の挨拶をした。その頃、川岸では工兵隊長のマイヤーズが指揮官となって、続々と到着してくる兵士を舟艇に押し込んでいたが、ドイツ軍の攻撃は激しく、次々と舟艇は撃破され、乗っていた兵士は川面に投げ出されていた。それでも健常な兵士は泳いで川を渡って行ったが、戦死した兵士は川の流れのままに下流に流されていった。日が改まり9月26日を迎える頃には、早くもかき集めた舟艇の半分ぐらいが破壊されてしまっていた。
渡河点に到達したアーカートらも特に特別扱いされることなく他の兵士とエンジン付の舟艇に押し込まれた。アーカートが搭乗した舟艇は泥沼にはまり込んでなかなか離岸できなかったが、アーカートの当番兵が機転を利かして舟艇から降りると、舟艇を力の限り押してどうにか離岸に成功した。その後もドイツ軍の砲弾が落下する中、川の途中でエンジンが止まってしまい舟艇は漂流するというアクシデントに見舞われたが、幸いにもエンジンは再始動しどうにか渡河することができた。損害を被りながらも続々と渡河するイギリス第1空挺師団に対し、ドイツ軍も砲撃を浴びせ続けたが、荒天の闇夜のなかで砲撃の精度は低く、結局殆どの兵士は渡河に成功した。しかし午前6：00となり、空が白み始めると、視界が回復したドイツ軍から川面を舐めるような機銃掃射が浴びせられるようになり、これ以上の渡河は損害を増やすだけだと判断されて「ベルリン作戦」は中止された。結局ネーデル・ライン川北岸に残された兵士と殿の負傷兵300人がドイツ軍の捕虜となった。
これでイギリス第1空挺師団の苦闘は幕を下ろした。作戦開始時の兵力10,005人のうち、ネーデル・ライン川を渡河して無事に帰還したのはたった2,163人となり、1,200人が戦死、捕虜と行方不明が6,642人にも上り、壊滅したに等しかった。他にポーランド第1独立パラシュート旅団162人と第43（ウェセックス）歩兵師団75人が脱出に成功している。アーカートは雨でずぶ濡れの軍服のままで、ナイメーヘン郊外の豪邸に設置されていたブラウニングの司令部に報告に向かった。司令部に到着すると、ブラウニングの副官からずぶ濡れの軍服を着替える様に勧められたが、アーカートは以下のようなこだわりでその申し出を断った。
やがてブラウニングが現れたが、その姿はとても作戦中とは思えないような、しわひとつない清潔な軍服姿でありアーカートを驚かさせている。それでもアーカートは気を取り直して「予期したとおりに事態が好転せず残念であります。」と簡潔に報告すると、ブラウニングも「最善を尽くしてくれたよ」と簡潔に答えてアーカートに酒をすすめた。その夜アーカートは久しぶりに清潔なベッドで就寝することができたが、何日もまともに寝ていなかったのにもかかわらず「一時にあまりにも多くのことが私の心と良心に去来して」寝ることができなかった。

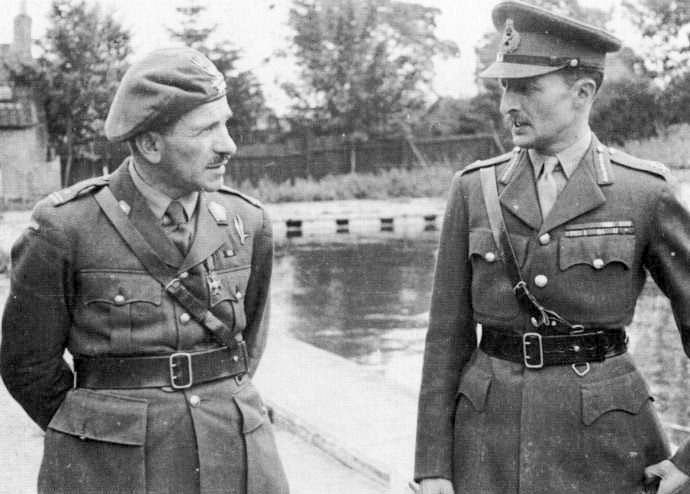
スタニスラウ・ソサボフスキー（左）とフレデリック・ブラウニング

祖国解放のために率先して激戦に身を投じたポーランド第1独立パラシュート旅団の損害も大きかった。戦死者97人、戦傷者219人、行方不明と捕虜は102人と人的損失は400人以上にも達し、これは旅団全兵力の23％にも及んだ。旅団長のソサボフスキーは作戦開始前より、強引なブラウニングの作戦方針に対して苦言を呈し続けていたが、ソサボフスキーの予想通り、作戦は無理に無理を重ねた結果で失敗に終わり、自分の部下に甚大な損害が出たためさらにブラウニングへの批判を強めた。ソサボフスキーの批判を快く思っていなかったブラウニングは、作戦終了後の1944年12月になって、作戦失敗はソサボフスキーにも責任があると断じ、自分の責任回避のためのスケープゴートとしてソサボフスキーを旅団長から解任し、同じくスケープゴートを探していたモントゴメリーにも是認された。
ソサボフスキーは軍の閑職を転々とした後、1948年に除隊したが共産化したポーランドに帰ることを拒み、家族をポーランドからイギリスに呼ぶと、他の多くの亡命ポーランド人と同様に、イギリス政府の援助も少ない中で肉体労働に従事して、1967年に祖国に帰ることなくヒリンドンの病院で死去した。ソサボフスキーの名誉が本格的に回復されたのはポーランド民主化運動以降で、2006年にはオランダ女王ベアトリクスからオランダ銀獅子賞を遺贈されると、同年には一緒に戦ったイギリス軍退役軍人によって、ソサボフスキーらが降下したオランダのドリエル村落に記念碑が建立され、2018年にはポーランドアンジェイ・ドゥダ大統領から、白鷲勲章を遺贈された。
イギリス第1空挺師団とポーランド第1独立パラシュート旅団が撤退した後も、アメリカ軍の第82空挺師団と第101空挺師団は戦場に残り続けた。特に第101空挺師団は「地獄のハイウェー」を守るために、乏しい装備で優勢なドイツ軍と戦い続けて、マーケット・ガーデン作戦に参戦した師団では、イギリス第1空挺師団に次ぐ死傷者2,118人（うち戦死者315人）を出していた。作戦では、アメリカ軍の空挺部隊はイギリス第30軍の進撃路を確保出来次第撤退する計画であったが、その後も「地獄のハイウェー」防衛のためにモントゴメリーはこの2個師団を手放さず、本来の任務とはかけ離れた防衛戦を戦わされる羽目となった。この状況を憂慮した連合軍第1空挺軍司令官ブレアトンは、 「空挺部隊を歩兵として前線に留めておくことは、空挺運用の鉄則に反する」とアイゼンハワーに抗議し、アイゼンハワーは「11月に新たな空挺作戦を計画しているが、このままではそれができなくなる」と2個師団の解放をモントゴメリーに忠告したが、モントゴメリーは無視してその後も第82空挺師団と第101空挺師団は戦場に留まり、増援を得て強化されたドイツ軍と戦い続けた。モントゴメリーがアメリカ空挺師団を手放せなかったのは、マーケット・ガーデン作戦でイギリス第30軍団が突出したため、前線が伸びてしまったのに対して、その前線を守るだけの戦力が第21軍集団になかったからであった。結局、第82空挺師団が戦場をあとにしたのは、オランダに降下してから55日後の11月11日となり、第101空挺師団に至っては71日後の11月27日となった。この2個師団は再編成と休養のためにランス (マルヌ県)に後退したが、激戦の傷も癒し切らないうちに、ドイツ軍最後の大攻勢となったバルジの戦いで、マーケット・ガーデン作戦と同様な防衛戦を戦うこととなり、連合軍の勝利に大きく貢献している。

## 作戦への評価

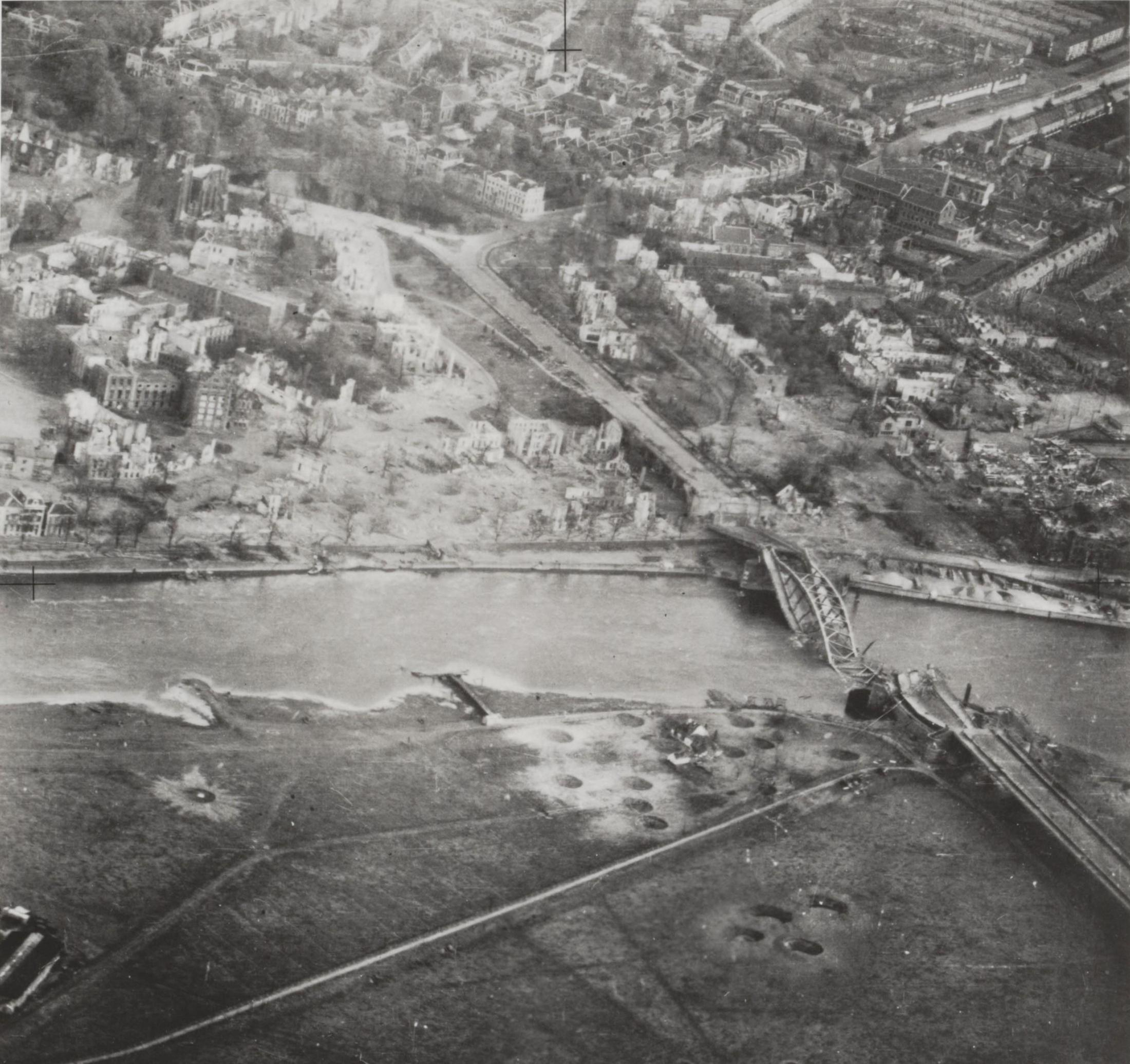
連合軍の爆撃で破壊されたアーネムの道路橋

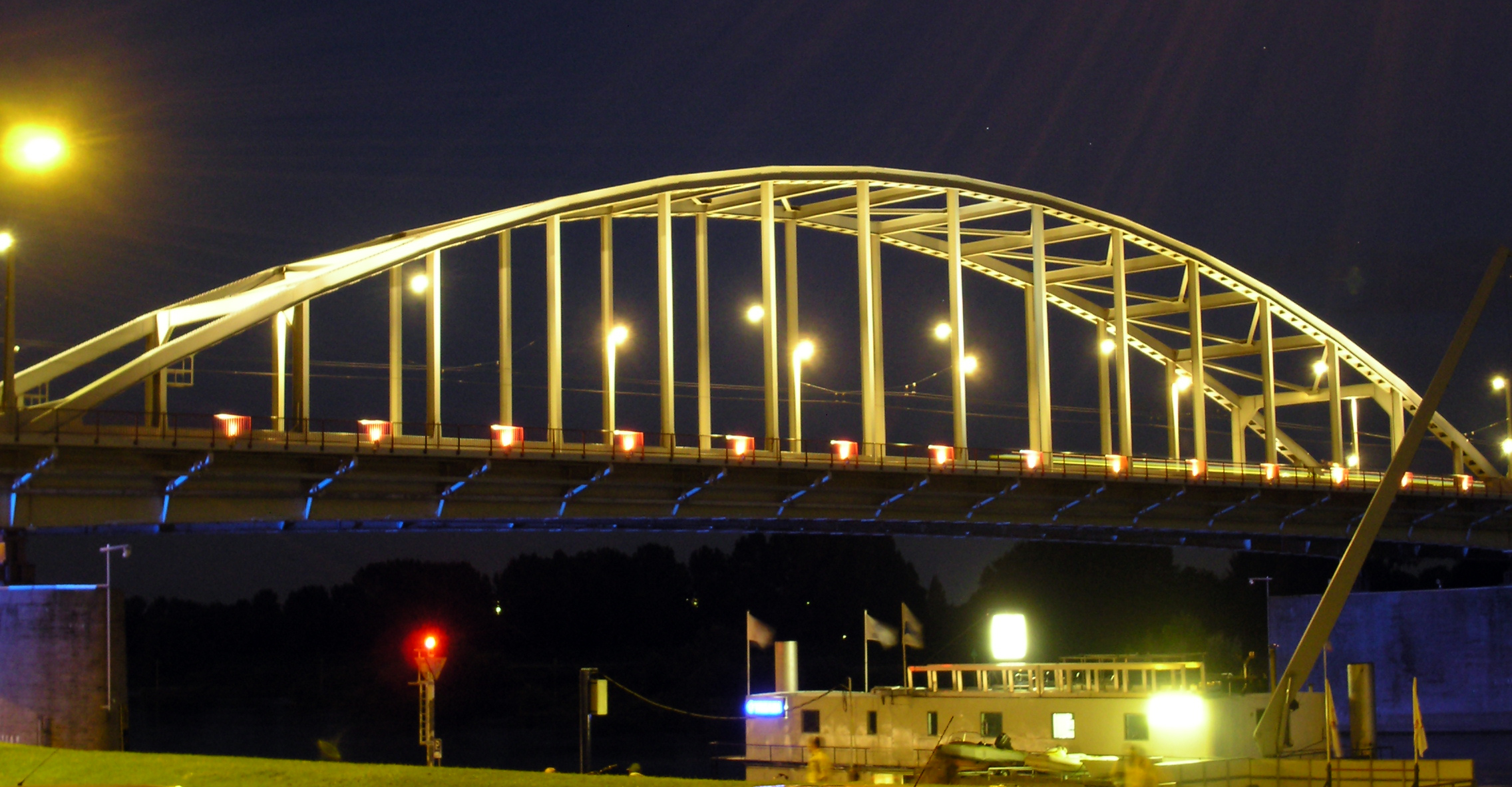
再建されたアーネムの道路橋、ジョン・フロスト橋と名付けられた。

モントゴメリーはマーケット・ガーデン作戦を「90%成功した」とし、「私の偏見的な見方では、もし作戦が当初から援護され、十分な航空機、地上兵力、そして遂行するのに十分な資材が与えられていたなら、私の失敗や悪天候、アーネム地域に存在した第2SS装甲軍団にもかかわらず成功していたであろう。私はマーケット・ガーデン作戦を擁護することを後悔していない」と自己弁護していたが、後の書いた自伝では作戦の意義を主張しつつも、最終目的を達成できなかったことを認めている。
イギリス首相のウィンストン・チャーチルも作戦を失敗とは考えていなかった。第2回ケベック会談から帰国したチャーチルは、ヤン・スマッツ元帥から作戦の詳細の報告を受けたが、スマッツが作戦は失敗したと悲しんでいるのに対して「アーネムの戦いでは非常な危険が冒されたが、その危険は我々の手の届くすぐそばに、それだけ大きな賞品があったための冒険であり当然のものである」と考えて、スマッツに対して以下のような返答を打電した。
アメリカ軍の評価はイギリス軍と比較すると、より現実的であり、1963年に編纂されたアメリカ陸軍公式戦記「United States Army in World War II European Theater of Operations The Siegfried Line Campaign」における評価は以下の通りである。
一方で作戦実施への批判に対しては「マーケット・ガーデン作戦はより広範な影響で失敗したが、作戦計画全体を間違いとして断罪することは、軍事作戦における想像力と大胆さをまったく評価しないことであり、当時存在していた連合国側の情報報告書の雰囲気を無視している。」とチャーチルと同じような擁護を行っている。
また、モントゴメリーらイギリスの見解に対しては、マーケット・ガーデン作戦を足かけ7年徹底調査し、作戦に関係した軍上層部から兵卒さらにはオランダの一般市民まで1,200人を取材してノンフィクション戦記「遥かなる橋（A Bridge Too Far ）」を書きあげた作家コーネリアス・ライアンは、アメリカの某戦史家の見解を引用する形で反論を述べている。
また、戦場となったオランダではモントゴメリーに辛辣な評価もあり、作戦開始前に概要を知らされたオランダ王配ベルンハルトは以下の様にモントゴメリーを批判した。
マーケット・ガーデン作戦でオランダ国民の受けた損失も大きく、アーネムの市街に多大な損害が生じたほか、500人の市民が死亡したと言われる。
しかし市民の被害は直接に戦闘に関連したものだけではなく、戦闘の結果、家が破壊されたりドイツ軍に強制疎開させられた市民が厳しい寒さや飢餓により多数が犠牲となっており、マーケット・ガーデン作戦に関連する人的な損失は10,000人以上に達したとの推計もある。
オランダのレジスタンス組織は作戦前から正確な情報を連合軍に報告するなど協力的であったが、作戦が開始されてイギリス軍がアーネムに進撃してきた際に、アーネム地区のレジスタンス組織責任者がイギリス軍と接触して協力を申し出たが丁重に断られている。アメリカ軍がレジスタンス組織をうまく活用していたのに対して、イギリス軍はレジスタンス組織を全く信用しておらず、オーステルベークに追い詰められたあともレジスタンス組織の支援を拒絶している。レジスタンス組織のオランダ人たちはイギリス軍が降下してくるとアーネムは解放されたと狂喜したが、イギリス軍のレジスタンス組織に対する冷ややかな態度を見てやむなく「一時的不介入」を決め、悪化していく戦況を見守るほかなかった。アーカートがレジスタンスに対する頑なな態度を軟化させて、その支援を素直に受けていれば、悲劇は多少緩和されていた可能性もあった。レジスタンス組織の一員ヨハネス・ベンセールは後にその口惜しさを以下のように述懐している。
ドイツ軍は敗色一辺倒の戦況のなかで、モントゴメリーの目論見を阻止し、イギリス第1空挺師団に壊滅的な損害を与えたことで、この作戦を連合軍に対する圧倒的勝利と誇り、国民戦意高揚のプロパガンダに最大限利用した。しかし、受けた損害は決して少ないものではなかった。圧倒的優勢であったアーネムとオーステルベークの戦いですら、戦死者の数はイギリス第1空挺師団とほぼ同数の1,300人で死傷者合計は3,300人にものぼり、それ以外の戦域では正確な数字は不明ながら、ライアンが当時の資料やドイツ軍司令官等から調査した結果、最大で約10,000人の死傷者（うち2,500人の戦死者）を出しており、総戦死者数では連合軍を上回り、捕虜として失った兵員を含めれば、人的損失合計では連合軍を遥かに上回る損害を被っていた可能性が高い。
作戦の失敗により、モントゴメリーによる戦争早期終結策は実現しなかった。結局スヘルデの戦いによりアントウェルペンの安全が確保されるまで、連合軍の補給状況は改善されなかった。11月になって補給状況に改善が見られると、連合軍はいよいよ本格的攻勢準備に着手するが、その目標はオランダではなく、ドイツ・ベルギー国境にあるヒュルトゲンの森となった。この作戦ではモントゴメリーは完全に退けられ、アメリカ軍は単独で大規模攻撃を行うが、地形を利用したドイツ軍の防衛は頑強でアメリカ軍の進撃は捗らなかった（ヒュルトゲンの森の戦い）。モントゴメリーはブラッドレーの苦戦を見て、「ノルマンディーの偉大な勝利の後の誤った戦略によって戦争は長引いてしまった」と考え、アイゼンハワーに「ブラッドレーは私の目から見ると、戦術的に十分均衡がとれていないように見える」と批判するほどであった。更には、アドルフ・ヒトラー肝いりでのドイツ軍の大反撃でバルジの戦いが始まると、その対応でさらに連合軍の進撃は停滞してしまい、1945年3月まで連合軍はライン川を超えることができなかった。
なお、アーネムの橋は作戦後に連合軍の爆撃によって破壊されるが、戦争終結後速やかに架け直された。奮戦したフロストに敬意を払い、当時のままの姿で復旧した上で、1978年には「ジョン・フロスト橋」と改名され観光名所となっている。

## 文献
- コーネリアス・ライアン『遥かなる橋　上:史上最大の空挺作戦』早川書房、1975年。ASIN B07RQ48SPV。
- コーネリアス・ライアン『遥かなる橋　下:史上最大の空挺作戦』早川書房、1975年。ASIN B09CCMYPB2。
- ウィンストン・チャーチル『第二次世界大戦〈4〉勝利と悲劇』佐藤亮一 （訳）、河出書房新社、1975年。ASIN B000J9EIUA。
- バーナード・モントゴメリー 著、高橋光夫 訳『モントゴメリー』読売新聞社、1971年。ASIN B000J9GDYO。
- ケネス・マクセイ（著）『ドイツ機甲師団 電撃戦の立役者』〈第二次世界大戦ブックス15〉、加登川幸太郎（訳）、サンケイ新聞社出版局、1971年。ASIN B000J9GU4W。{{citation ja}}:  CS1メンテナンス: ドメインが未指定のASIN (カテゴリ)
- ケネス・マクセイ（著）『米英機甲部隊―全戦車,発進せよ!』〈第二次世界大戦ブックス50〉、菊地晟（訳）、サンケイ新聞社出版局、1973年。ASIN B000J9GKSS。{{citation ja}}:  CS1メンテナンス: ドメインが未指定のASIN (カテゴリ)
- チャールス・マクドナルド（著）『空挺作戦―縦横無尽の奇襲部隊』〈第二次世界大戦ブックス36〉、板井文也（訳）、サンケイ新聞社出版局、1972年。ASIN B000J9H082。{{citation ja}}:  CS1メンテナンス: デフォルトと同じref (カテゴリ) CS1メンテナンス: ドメインが未指定のASIN (カテゴリ)
- アラン・ロイド『危うし空挺部隊』石川好美 訳、朝日ソノラマ〈文庫版航空戦史シリーズ 56〉、1985年。ISBN 978-4257170563。
- 学習研究社 編『ヨ-ロッパ空挺作戦 (歴史群像 第2次大戦欧州戦史シリーズ Vol. 22)』学研パブリッシング、2003年。ISBN 978-4056031737。
- アントニー・ビーヴァー『第二次世界大戦1939-45（下）』平賀秀明（訳）、白水社、2015年。ISBN 978-4560084373。
- アレグザンダー・スワンストン、マルコム・スワンストン『アトラス世界航空戦史』石津朋之監(訳)、原書房、2011年。ISBN 978-4562046645。
- ウィリアム・K・グールリック、オグデン・タナー『ライフ 第二次世界大戦史 「バルジの戦い」』明石信夫（訳）、タイム ライフ ブックス、1980年。ASIN B000J7UJH8。
- 児島襄『第二次世界大戦―ヒトラーの戦い〈7〉』文藝春秋、1992年。ISBN 978-4167141424。
- Reynolds, Michael (2001). Sons of the Reich: The History of II SS Panzer Corps. Spellmount Publishers Ltd. ISBN 978-1862271463
- Staff of 21st Army Group (1945), Notes on the operations of 21 Army Group 6 June 1944 – 5 May 1945, 21st Army Group, OCLC 220436388

## 小説
- 『戦場のコックたち』 - ：深緑野分による小説

## 映画
- 『第一空挺兵団』-Theirs is the Glory：“アルンヘム攻防”を描くセミ・ドキュメンタリー映画。戦後その地でロケが行われ、出演者は全部この作戦に従った兵士の二個中隊だった。
- 『遠すぎた橋』 - A Bridge Too Far：コーネリアス・ライアンによるノンフィクション『遙かなる橋』が原作。リチャード・アッテンボロー監督により1977年に映画化された。
- 『バンド・オブ・ブラザース』 - “Band of Brothers”：第101空挺師団第506パラシュート歩兵連隊第2大隊E中隊を描いたスティーヴン・アンブローズのノンフィクション作品を基に2001年に製作されたTVドラマ。第4話『補充兵』(“Replacements”)がアイントフォーヘン解放からニューネンでの戦闘を描いる。また、第5話『岐路』(“Crossroads”)でもイギリス空挺師団の生き残りを救出するシーンがある。

## ゲーム
- Arnhem, Panzerfaust Publications, 1972,（シミュレーションゲーム（ボードゲーム））
- Arnhem(Westwall), SPI, 1976,（シミュレーションゲーム（ボードゲーム））
- Arnhem, SPI, 1976,（シミュレーションゲーム（ボードゲーム））
- Highway to the Reich, SPI, 1977,（シミュレーションゲーム（ボードゲーム））
- Red Devils(Paratroop),SPI, 1979,（シミュレーションゲーム（ボードゲーム））
- Battlefield 1942，エレクトロニック・アーツ，2002，（PC版（FPS））,マップの一つとして登場
- R.U.S.E.，エレクトロニック・アーツ，2010，(リアルタイムストラテジー)
- Storm Over Arnhem, アバロンヒル, 1981,（シミュレーションゲーム（ボードゲーム））
- Arnhem Bridge, Attactix Adventure Games, 1982,（シミュレーションゲーム（ボードゲーム））
- マーケットガーデン作戦, ホビージャパン, 1982,（シミュレーションゲーム（ボードゲーム））
- Hell's Highway（地獄のハイウェイ）, Victory Games/ホビージャパン, 1983,（シミュレーションゲーム（ボードゲーム））
- Operation Market Garden, Game Designers' Workshop(GDW), 1985,（シミュレーションゲーム（ボードゲーム））
- Air Bridge to Victory, GMT Games, 1990,（シミュレーションゲーム（ボードゲーム））
- クロースコンバット遠すぎた橋, マイクロソフト, 1996
- Arnhem 1944, Dragon, 1996,（シミュレーションゲーム（ボードゲーム））
- Arnhem 1944, Vae Victis, 1997,（シミュレーションゲーム（ボードゲーム））
- Arnhem:The Third Bridge(ASL), Critical Hit, 1999,（シミュレーションゲーム（ボードゲーム））
- SCREAMING EAGKES IN HOLLAND, Multiman Publishing(MMP), 2002,（シミュレーションゲーム（ボードゲーム））
- Arnhem - Defiant Stand, Critical Hit, 2003,（シミュレーションゲーム（ボードゲーム））
- Monty's Gamble:Market Garden, Multiman Publishing(MMP), , 2003,（シミュレーションゲーム（ボードゲーム））
- Target Arnhem:Across 6 Bridges, Multiman Publishing(MMP), 2005,（シミュレーションゲーム（ボードゲーム））
- Toppling the Reich, Against the Odds, 2006,（シミュレーションゲーム（ボードゲーム））
- マーケットガーデン作戦(ドイツ装甲軍団), 『コマンドマガジン日本版第74号』付録, 国際通信社, 2007,（シミュレーションゲーム（ボードゲーム））
- メダル・オブ・オナー エアボーン, エレクトロニック・アーツ, 2007,（PC版,PlayStation 3版,Xbox 360版）
- カンパニーオブヒーローズ：オポージング　フロント, Relic Entertainment, 2007
- Witches Cauldron ,Critical Hit, 2007,（シミュレーションゲーム（ボードゲーム））
- The Devil's Cauldron, Multiman Publishing(MMP), 2007/2008,（シミュレーションゲーム（ボードゲーム））
- Highway to the Reich(Reprint edition), Decision Games, 2008,（シミュレーションゲーム（ボードゲーム））
- ブラザー イン アームズ ヘルズハイウェイ, ユービーアイソフト, 2008,（PlayStation 3版,Xbox 360版）
- Holand 44, GMT games, 2017( シミュレーションゲーム（ボードゲーム））